# 美しい日本の歩きたくなるみち500選
美しい日本の歩きたくなるみち500選（うつくしいにほんのあるきたくなるみちごひゃくせん）は、2004年（平成16年）に発表された日本の美しいと認められた道500コース。
社団法人日本ウオーキング協会により選定が提案され、国土交通省、NHK、全国地方新聞社連合会、共同通信社の後援を得て発足した「美しい日本の歩きたくなるみち推薦会議（現・美しい日本の歩きたくなるみち推進会議）」によって発表された。

## 北海道・東北地方

### 北海道

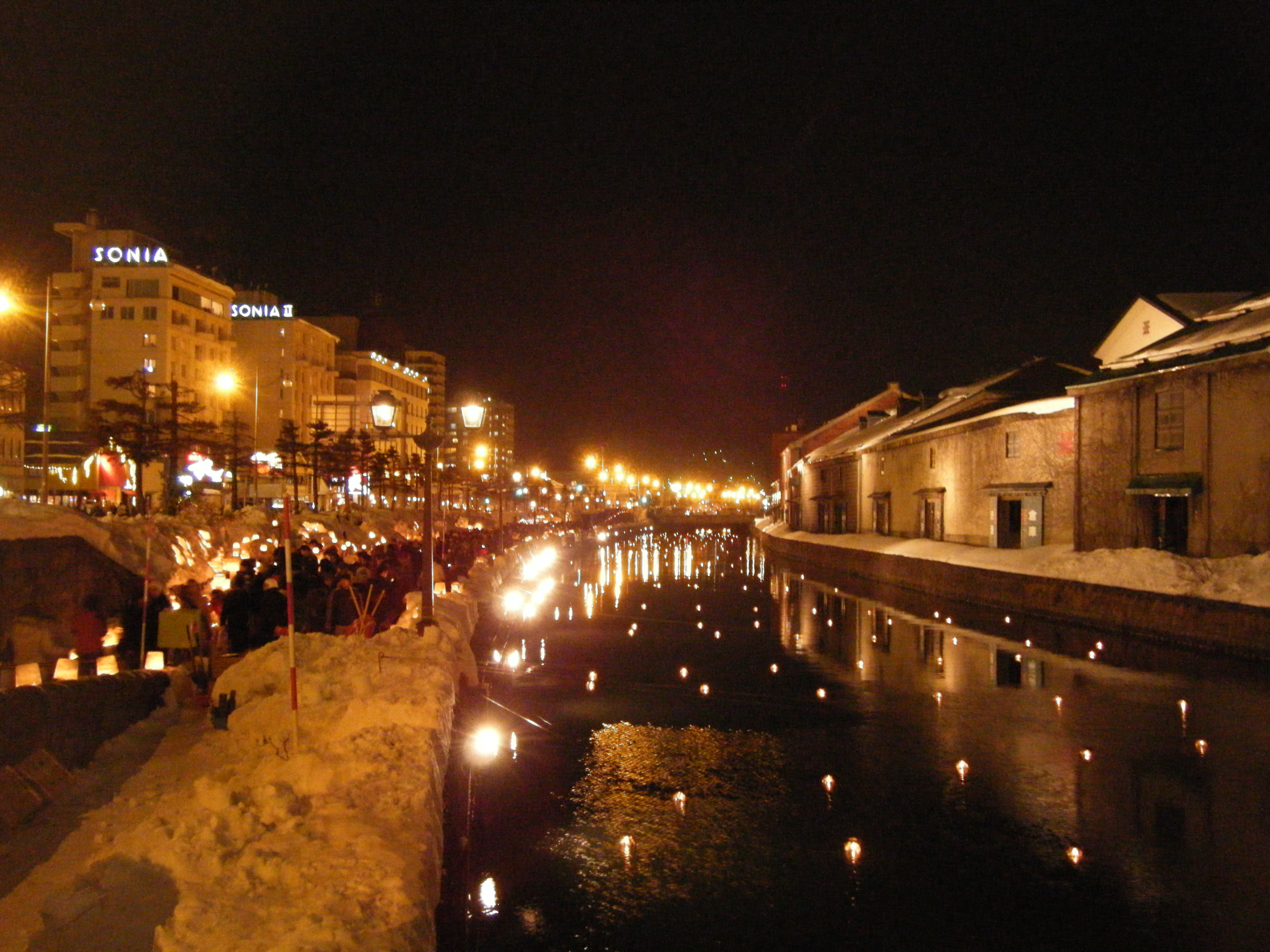
小樽散策路（小樽運河）

- 洞爺湖・彫刻のみち
- 函館山山麓展望のみち
- 美瑛リフレッシュライン
- ハッカの風薫る屯田のみち
- 三浦綾子文学のみち
- 釧路湿原自然探勝のみち
- 札幌・屯田防風林のみち
- ハーブと錦仙峡を訪ねるみち
- ポロト湖・ウツナイ川の自然林のみち
- 裕次郎とレンガのまち小樽散策路
- サロマ湖原生花園を訪ねるみち
- 富良野ラベンダーの森のみち
- 斜里岳を望む清里パノラマのみち
- 四季彩り・感動の径（みち）
- 礼文島花巡りのみち

- 小樽散策路（小樽運河）

### 青森県

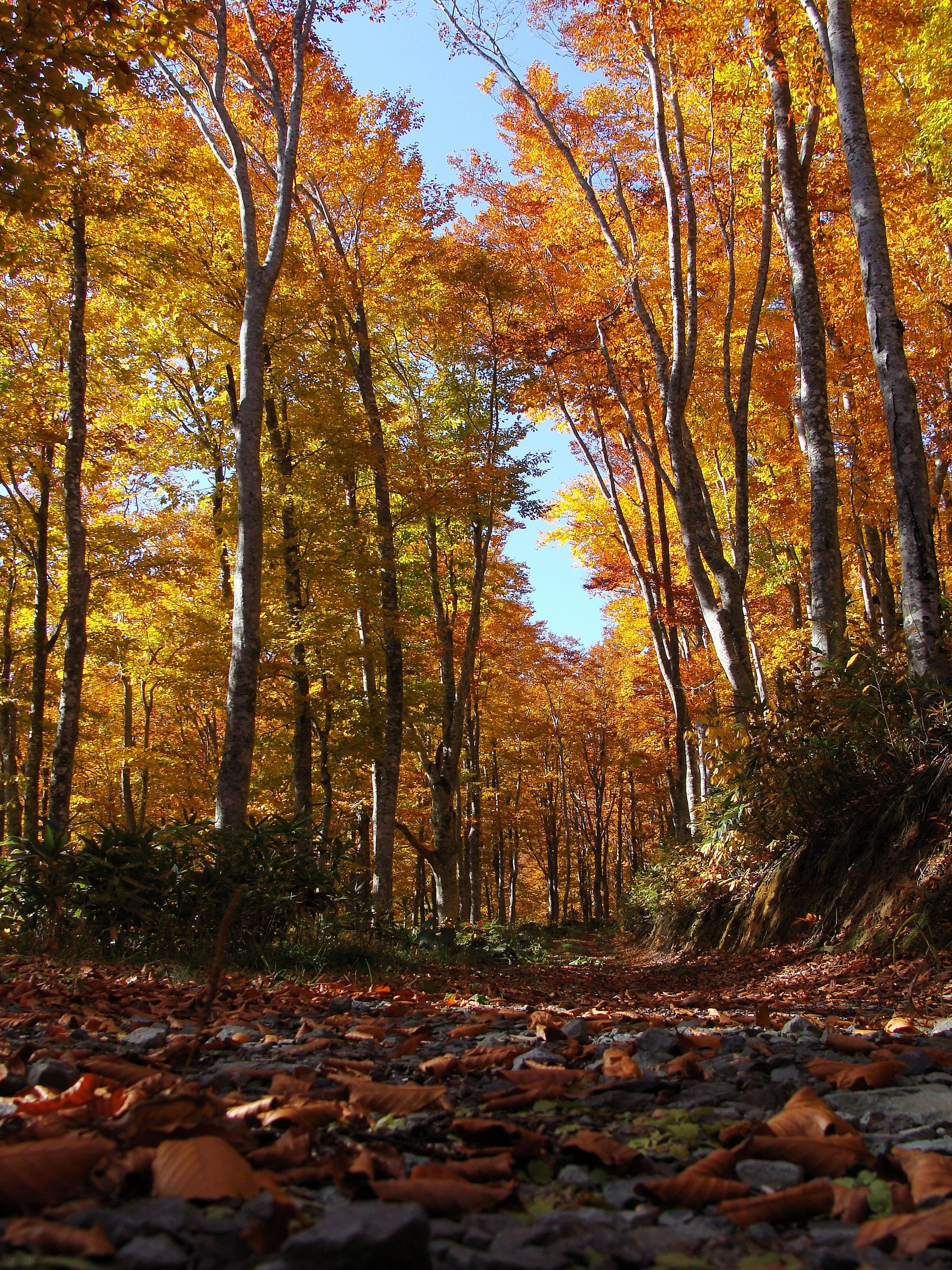
津軽富士岩木山・高原のみち
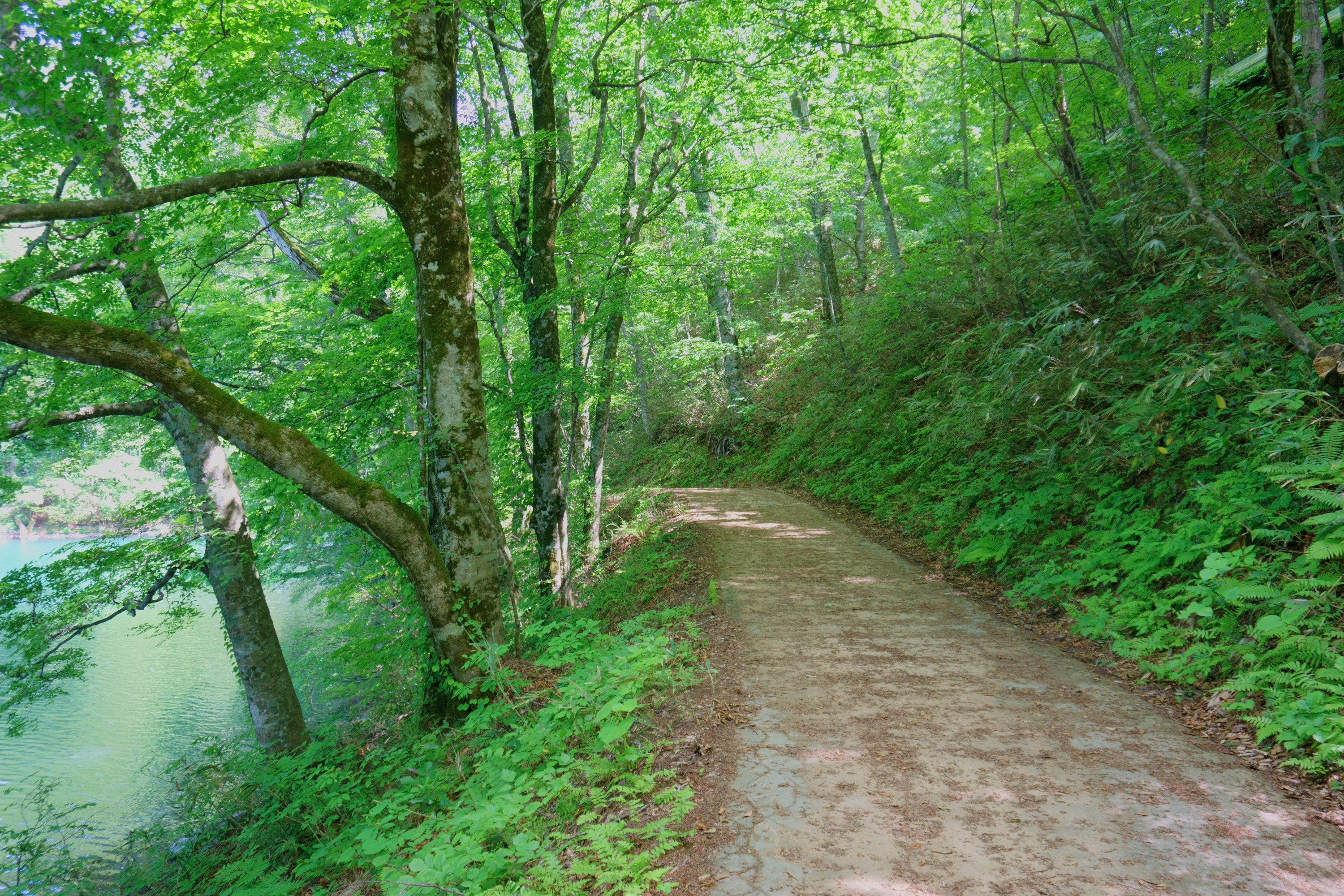
世界遺産白神山地・暗門の滝を訪ねるみち
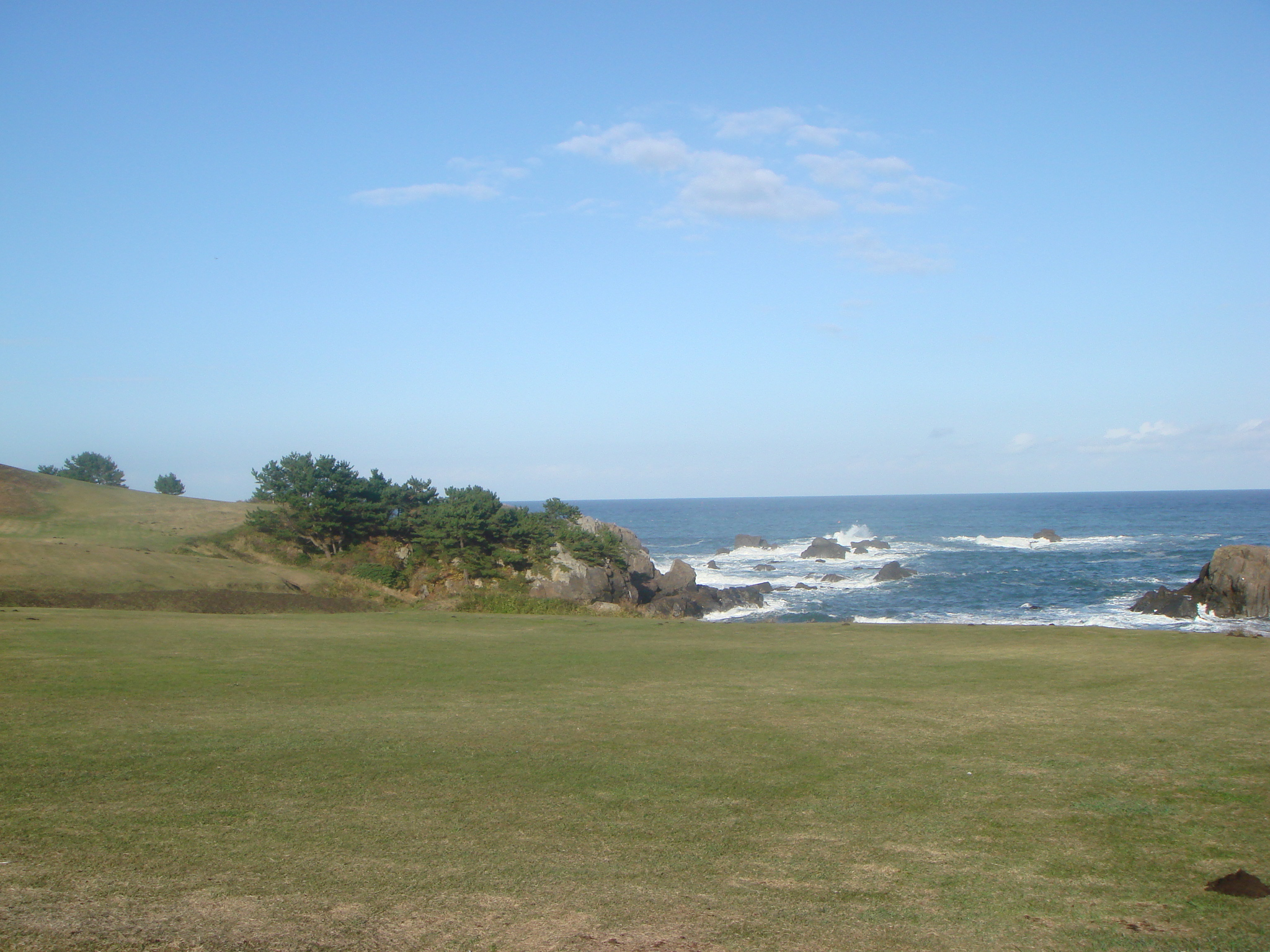
夕日海岸・津軽西浜のみち
- 秘境・下北半島尻屋崎のみち
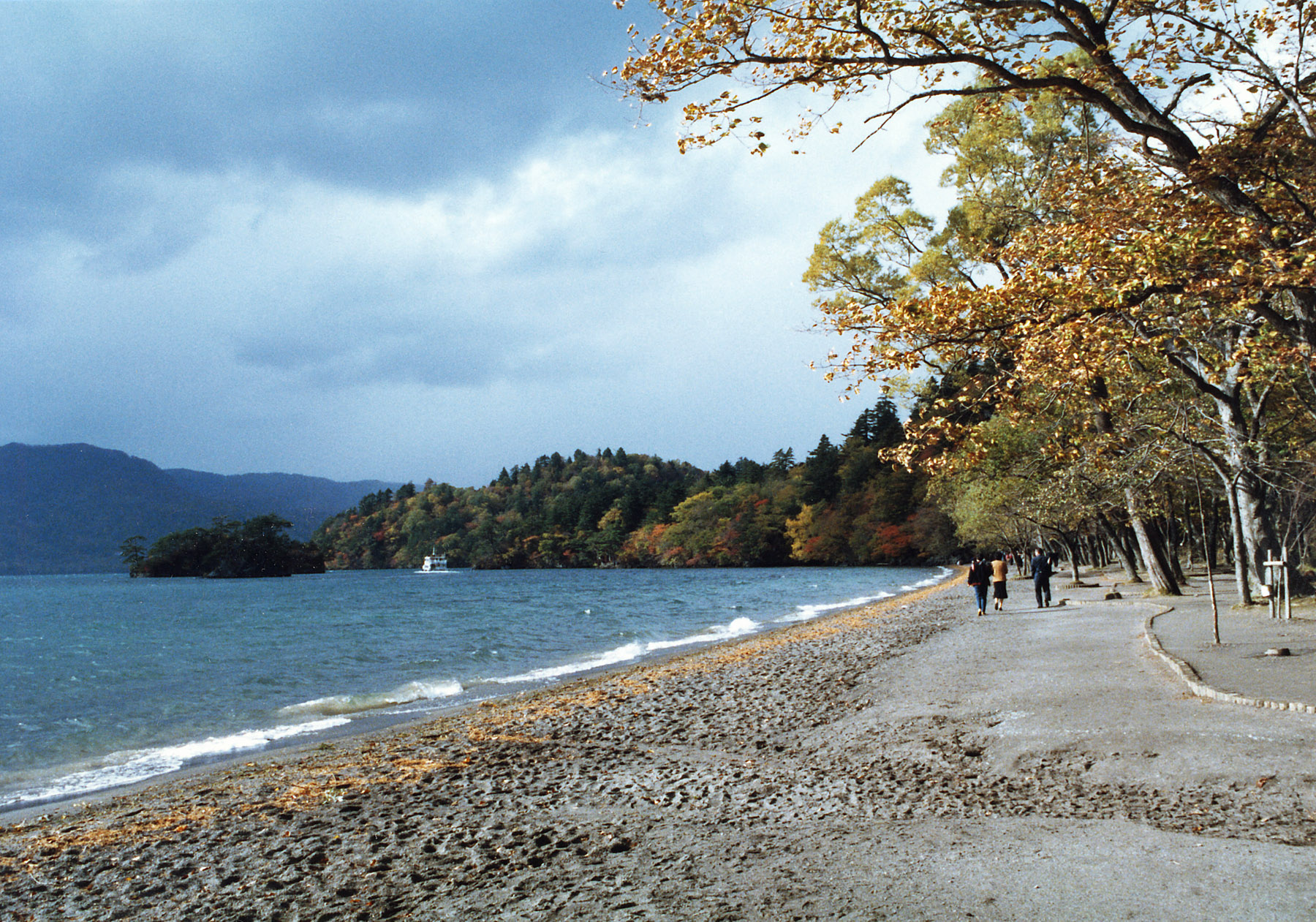
津軽こけしの里・虹の湖を巡るみち
- 津軽鉄道・太宰文学を訪ねるみち
- 世界遺産白神山地・十二湖のみち
- ふくち里山バーデパークのみち
- 種差海岸・渚と風のみち
- 三内丸山・縄文の杜へのみち
- 十和田湖・奥入瀬渓流のみち

- 津軽富士岩木山・高原のみち
- 十二湖のみち
- 種差海岸・渚と風のみち
- 十和田湖のみち

### 岩手県
- 奥の細道・平泉のみち
- 渋民村・啄木と出会うみち
- イーハトーブの里 賢治と毘沙門天のみち
- 遠野物語・土渕のみち
- 壬生義士伝のまち・盛岡散策路
- 芭蕉最北の宿・一関、菜の花のみち
- 桜の名所北上展勝地のみち
- アテルイの里・水沢散策路
- 奥州街道 末の松山のみち
- 海と椿の碁石海岸を巡るみち

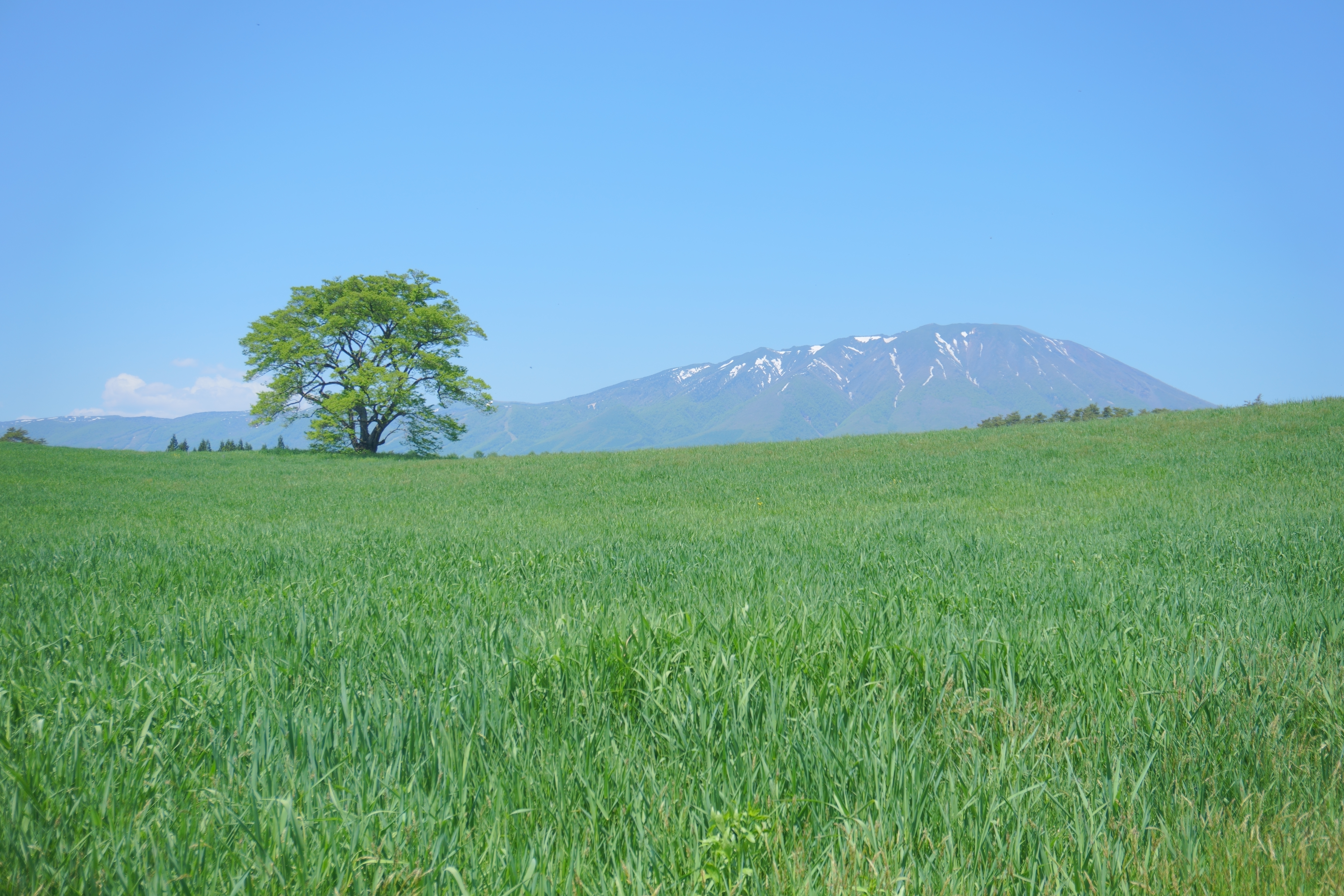
賢治と歩く小岩井農場を巡るみち

- 賢治と歩く小岩井農場を巡るみち

### 宮城県

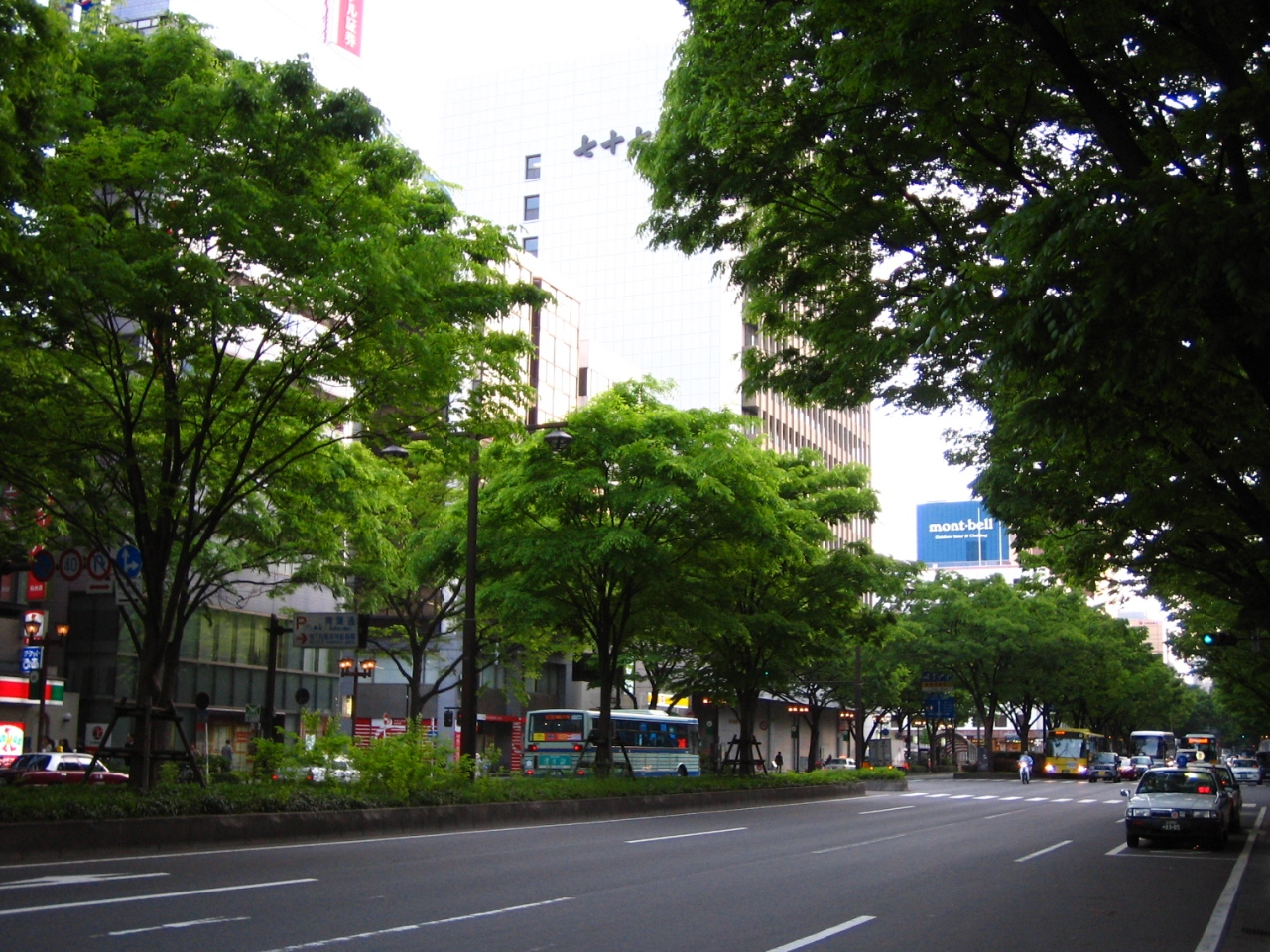
杜の都仙台・広瀬川散策路  - 杜の都仙台・広瀬川散策路
- 眺望・釜房湖畔のみち
- 水のまち・白石城下散策路
- 豊饒の大地・まほろばの里みち
- 塩釜から松島へ・絶景のみち
- 歴史街道・鳴子峡をたどるみち
- 蔵王連峰展望と千本桜のみち
- 旭山・宝ケ峯遺跡のみち
- 陸中海岸・緑の真珠の散策路
- 政宗ゆかりの磯浜を巡るみち
- 奥松島と縄文の村を訪ねるみち

### 秋田県

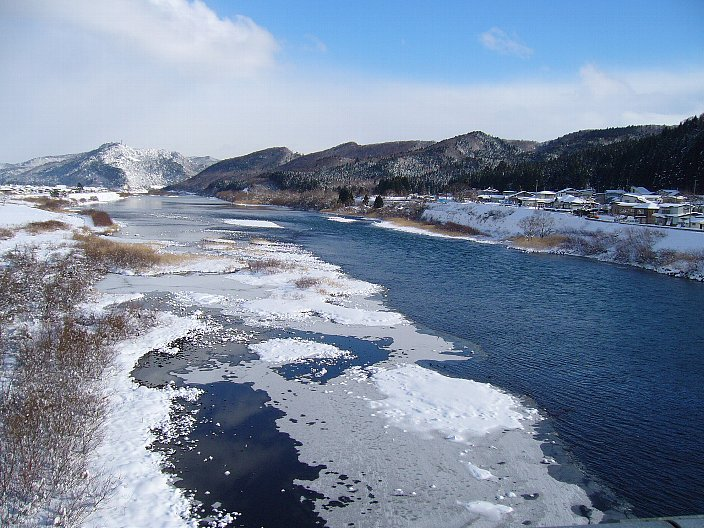
きみまちの里・二ツ井のみち

- 神秘の湖・田沢湖畔のみち
- 秋田市街と公園散策路
- 松並木と清水の里を訪ねるみち
- 縄文文化と伝説のみち
- なまはげの男鹿半島のみち
- 奥の細道・九十九島象潟のみち
- のしろ・風の松原のみち
- きみまちの里・二ツ井のみち
- 大間越街道・松波公園へのみち
- 仁賀保・由利原高原のみち

- きみまちの里・二ツ井のみち

### 山形県
- 寒河江眺望・長岡山へのみち
- イザベラ・バード紀行・金山のみち

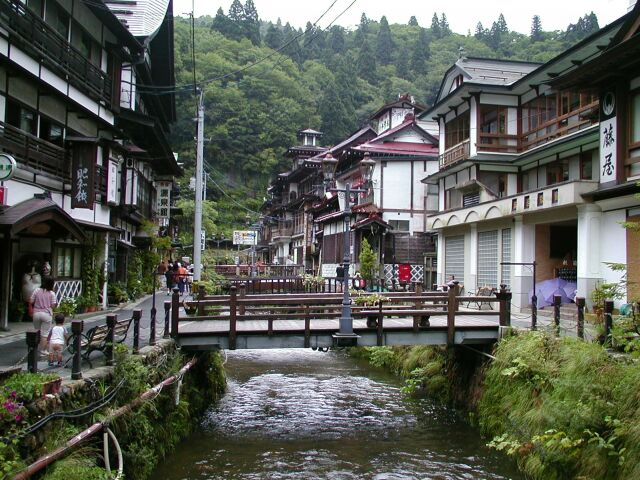
銀山温泉とブナ共生の森のみち
- 羽黒山・修験のみち
- 奥の細道・山刀伐（なたぎり）峠のみち
- 山形城下町歴史遊楽のみち
- 陣峰市民の森から焼き物のみち
- 出羽富士・鳥海山眺望のみち
- 鳥海山恵みの水と潮風のみち
- 茂吉の上山・蔵王を訪ねるみち

- 銀山温泉とブナ共生の森のみち

### 福島県

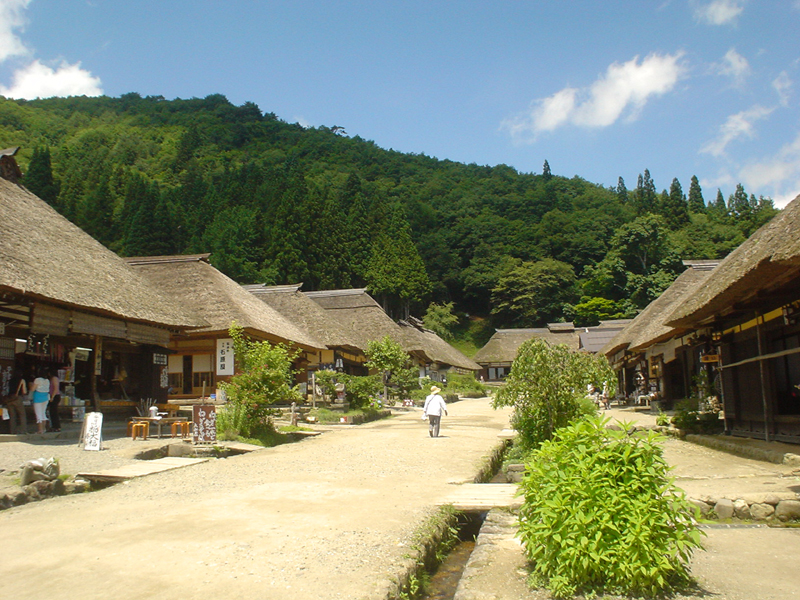
下野街道・大内宿をたどるみち

- 神秘の湖沼群・五色沼のみち
- ふくしま信夫三山・自然のみち
- 塩屋埼灯台から薄磯と勿来海岸へのみち
- 会津史跡巡りのみち
- 英世のふるさと・猪苗代のみち
- ほんとうの空がひろがるみち
- 郡山・せせらぎこみちと渓谷を巡るみち
- 白河市・南湖公園を巡るみち
- 柳津・只見川をたどるみち
- 下野街道・大内宿をたどるみち

- 下野街道・大内宿をたどるみち

## 関東地方

### 茨城県
- 県都水戸の史跡公園と新しい芸術を探るみち（水戸市）
- 古河まくらがの里・花と歴史のみち（古河市・野木町）
- 芸術の森から佐白山・笠間稲荷へのみち（笠間市）
- 磯原から五浦へ雨情・天心を偲ぶみち（北茨城市・いわき市）
- 筑波山麓むかし道を巡るみち（つくば市）
- 黄門さまのふるさと常陸太田の歴史探訪のみち（常陸太田市）
- 鹿島神宮の森からカシマスタジアムを巡るみち（鹿嶋市）
- 蔵と石のまち真壁の街並みを巡るみち（桜川市）
- あやめの里水郷潮来を巡るみち（潮来市）
- 常陸の小京都たつごの里のみち（高萩市）

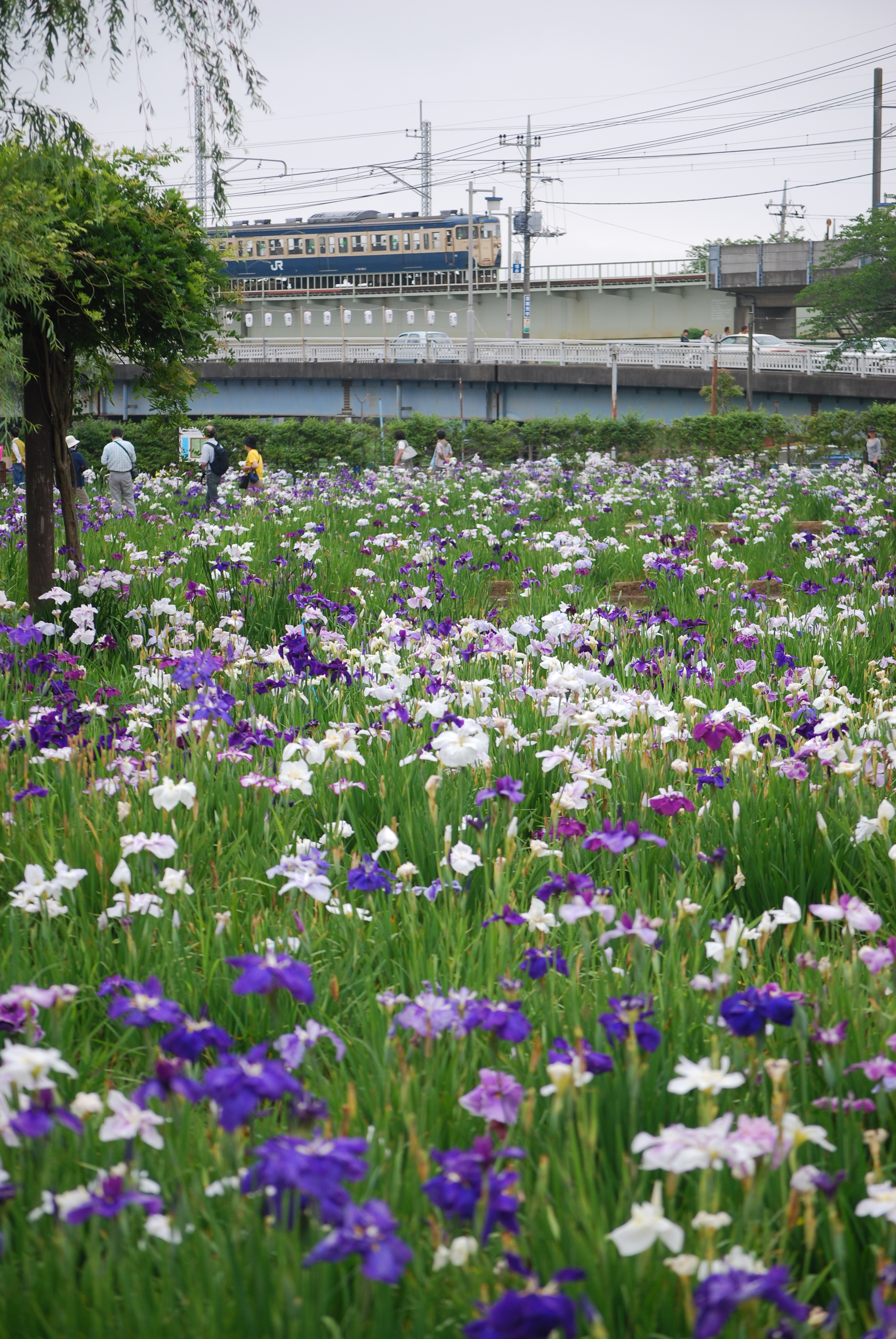
あやめの里水郷潮来を巡るみち

### 栃木県
- 豊郷まほろばのみち（宇都宮市）
- 日光・戦場ヶ原のみち（日光市）
- 日光街道・杉並木のみち（日光市）
- 日光・憾満の路と滝尾のみち（日光市）
- 緑のせせらぎ遊歩郷（那須烏山市）
- 小山自然散策と歴史のみち（小山市）
- 塩原名所旧跡と箒川渓谷のみち（那須塩原市）
- 蔵の街とちぎと大平山へのみち（栃木市）
- 壬生の歴史と自然を訪ねるみち（壬生町）
- 足利・石だたみのみち（足利市）

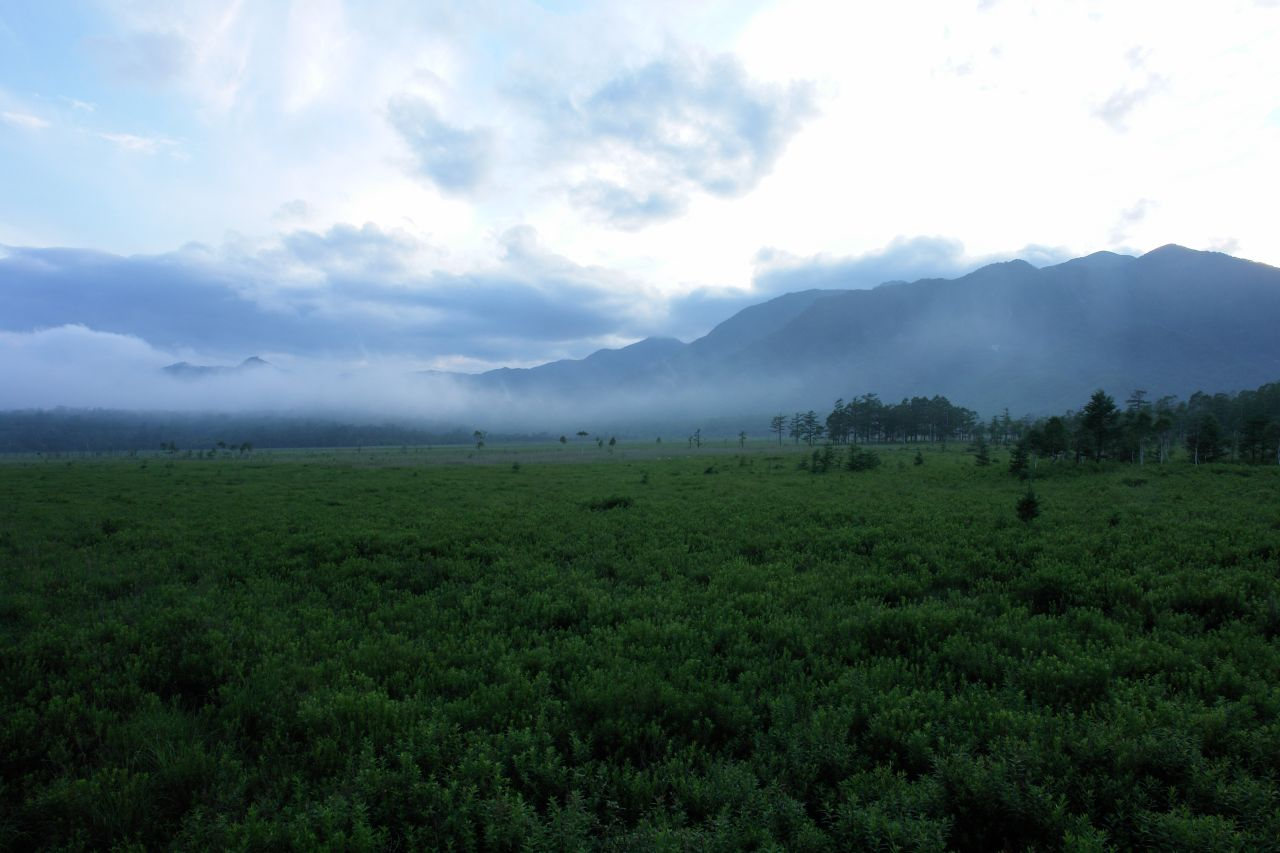
日光・戦場ヶ原のみち

### 群馬県
- 渓谷美・諏訪峡を訪ねるみち（みなかみ町）
- 須川宿・たくみの里のみち（みなかみ町）
- 湯のさと・湯めぐり草津温泉峡のみち（草津町）
- 懐かしき鉄道・アプトのみち（安中市）
- 高津戸峡と小平鍾乳洞を巡るみち（みどり市）
- 近代化遺産と大正昭和の時代と出会うみち（桐生市）
- 上野（こうずけ）前橋の史跡を巡るみち（前橋市）
- 高崎・白衣大観音と出会うみち（高崎市）
- 館林・つつじと歴史のみち（館林市）
- いずみ緑道と歴史のみち（大泉町）
- 藤岡・新町の史跡と湖沼を巡るみち（藤岡市）
- 信長の系譜・城下町小幡の歴史をたどるみち（甘楽町）

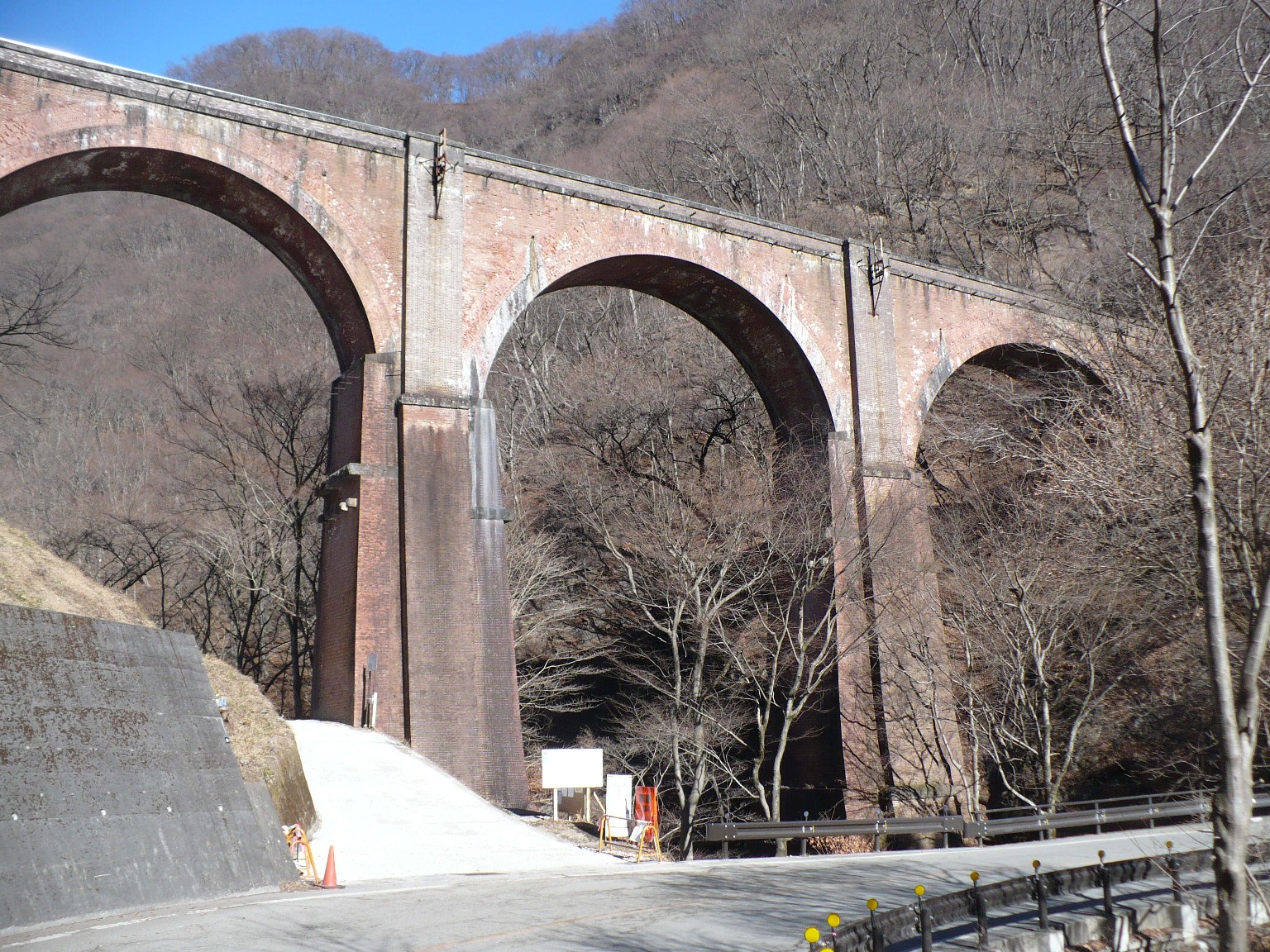
懐かしき鉄道・アプトのみち
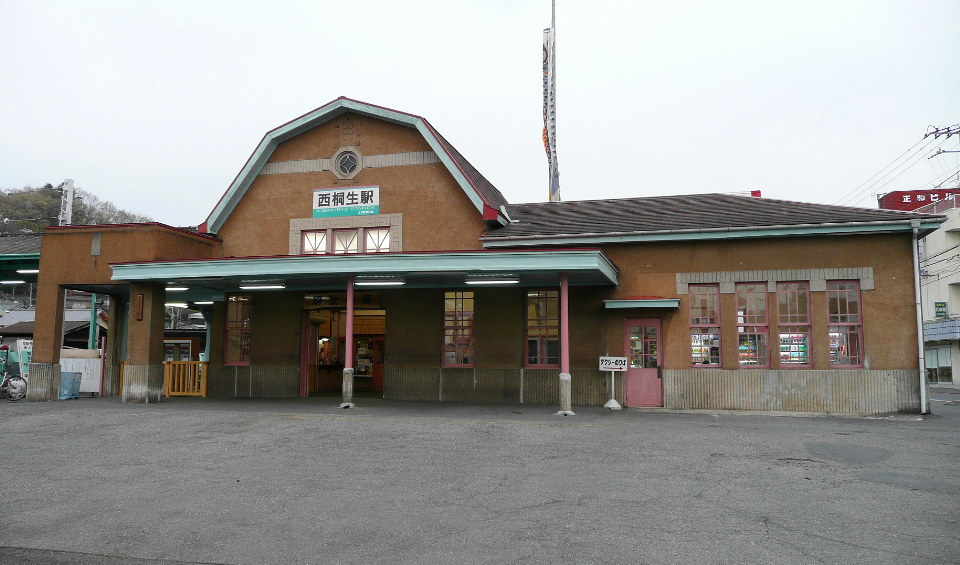
近代化遺産と大正昭和の時代と出会うみち

### 埼玉県
- 史跡を訪ねて梅の里おごせのみち（越生町）
- 箭弓稲荷神社から岩殿観音へのみち（東松山市）
- 奥州街道・草加の松並木のみち（草加市）
- トトロの森を訪ねるみち（所沢市）
- ふるさと見沼の自然探勝のみち（さいたま市）
- 天覧山の史跡と森林浴のみち（飯能市）
- 小江戸川越・蔵造りの町並み景観のみち（川越市）
- 太古の歴史探訪・さきたま古墳を巡るみち（行田市）
- 明治の偉人・渋沢栄一の生家を訪ねるみち（深谷市）
- 植木のさと安行・緑と歴史をたどるみち（川口市）
- 江戸巡礼古道をたどるみち（秩父市）

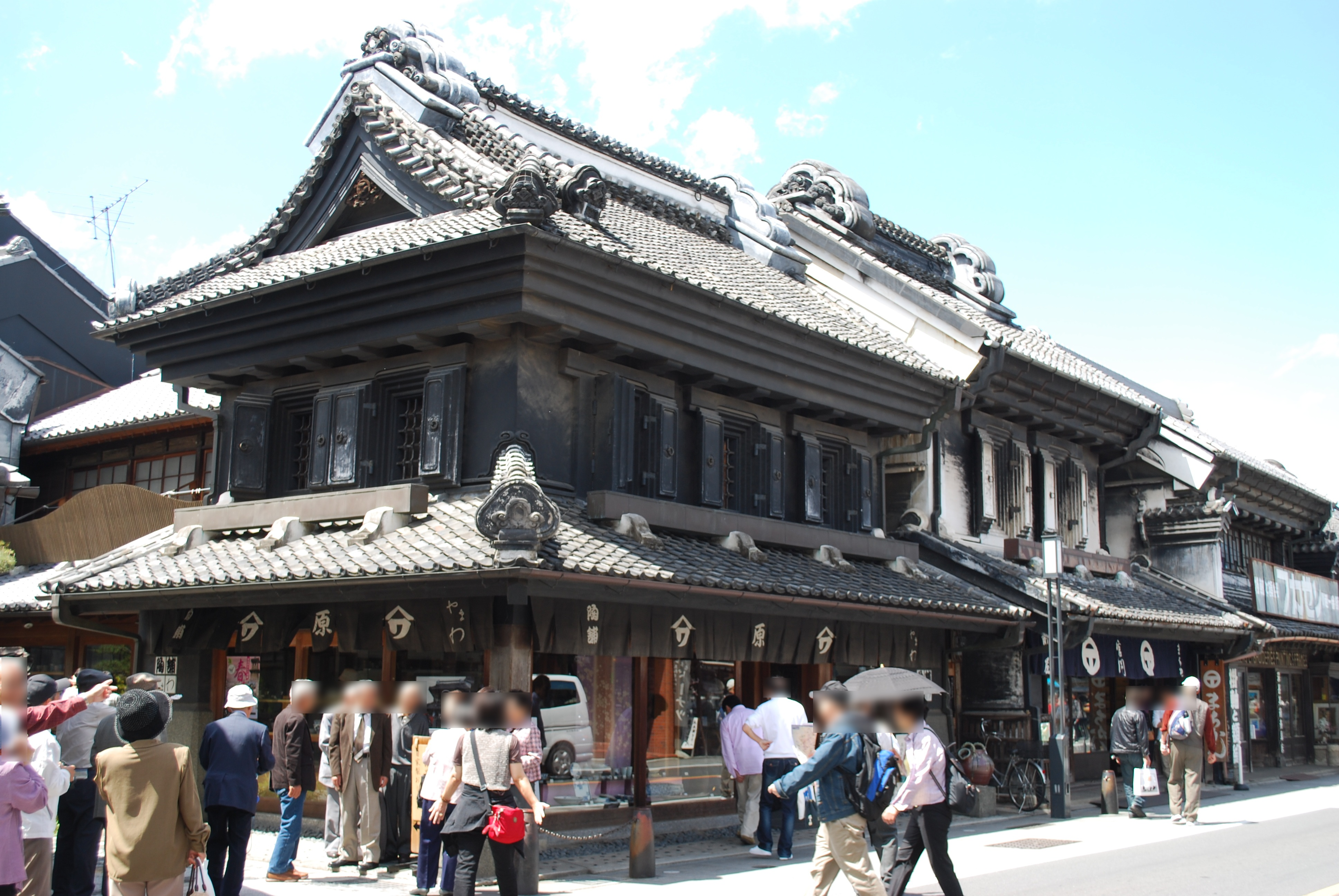
小江戸川越・蔵造りの町並み景観のみち
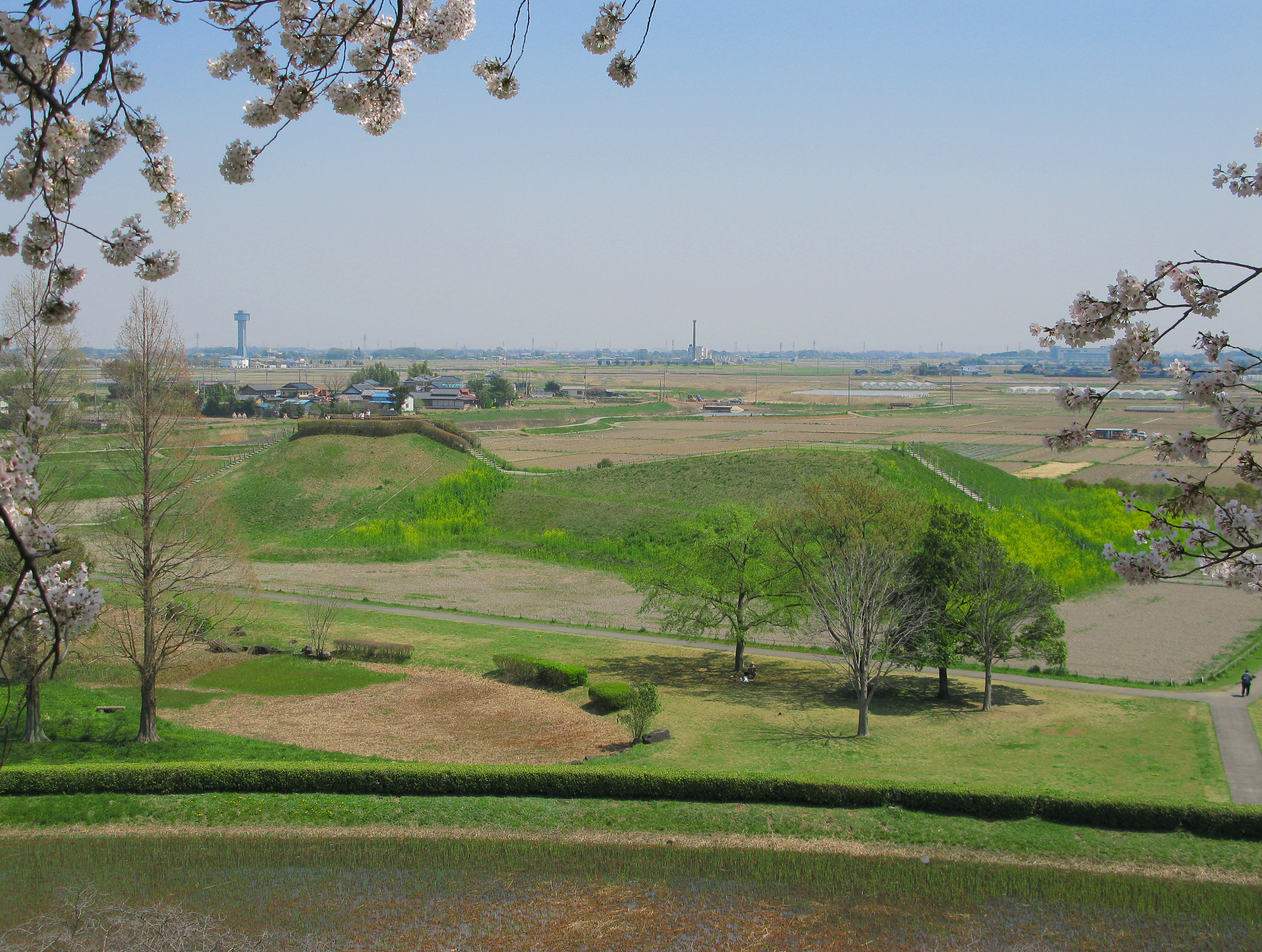
埼玉古墳群の稲荷山古墳

### 千葉県
- 手賀沼と我孫子の歴史を訪ねるみち（我孫子市）
- 千葉の水回廊を巡るみち（千葉市）
- 千倉の花畑と潮風王国へのみち（南房総市）
- 佐原の町なみと香取神宮へのみち（香取市）
- 谷津干潟から幕張新都心へのみち（習志野市、千葉市）
- 市川の歴史と近代文学のみち（市川市）
- 四季を彩る、おゆみ野のみち・かずさのみち（千葉市、市原市）
- 北総の素朴な自然探勝のみち（印西市、白井市）
- 利根運河と柏の葉公園を訪ねるみち（流山市、柏市）
- 佐倉の史跡を訪ねる武家屋敷へのみち（佐倉市）

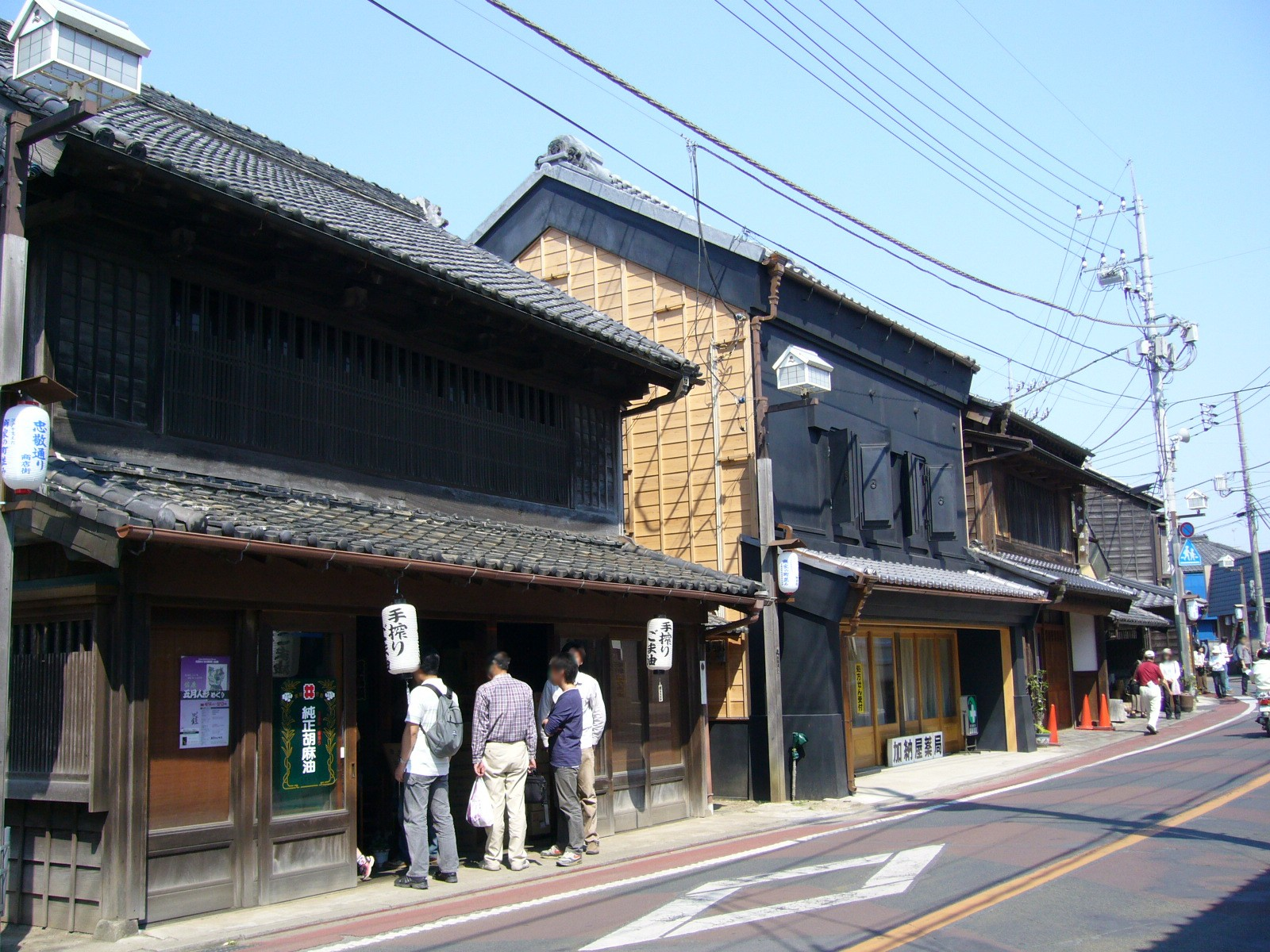
佐原の町なみと香取神宮へのみち
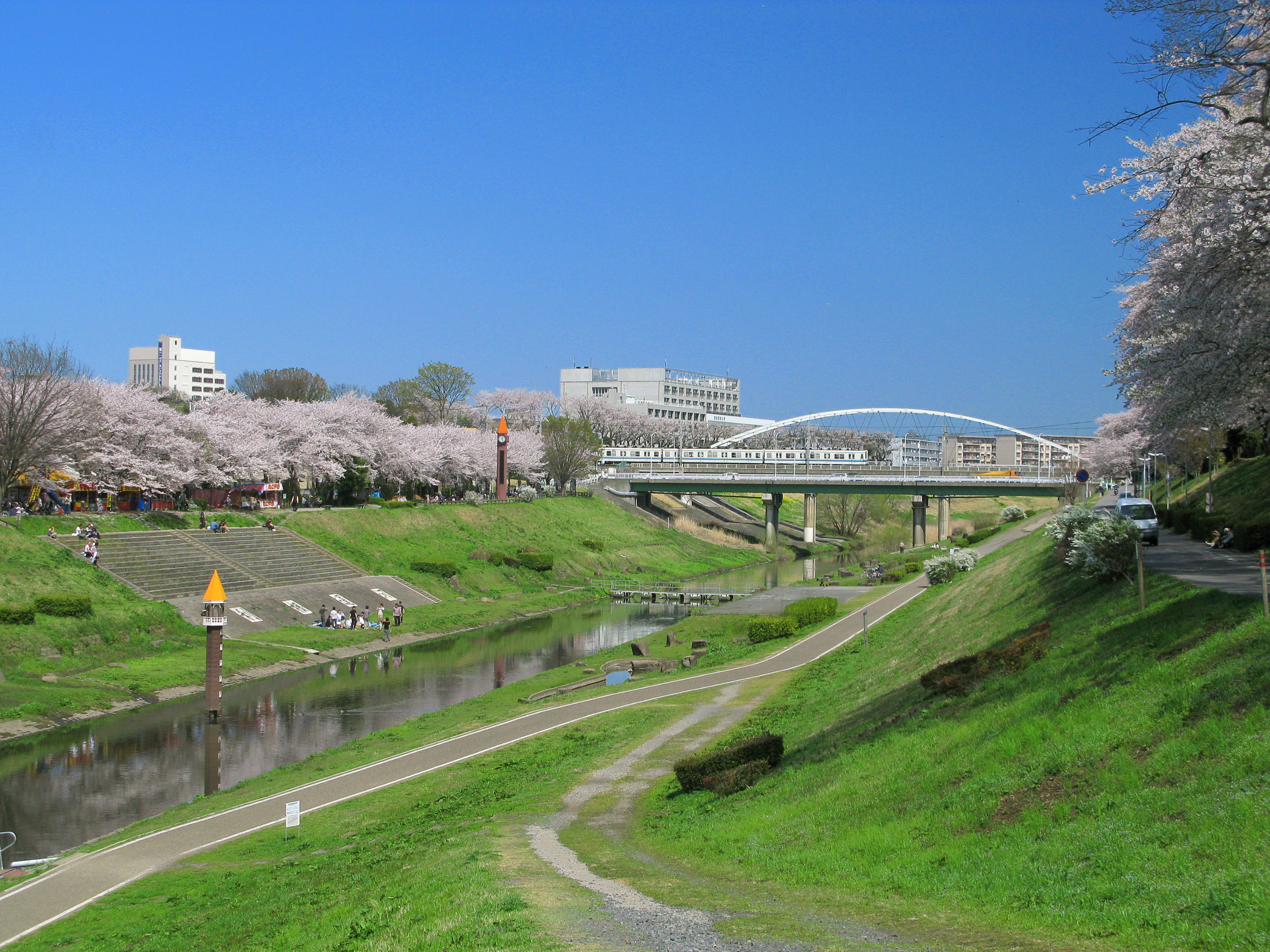
利根運河と柏の葉公園を訪ねるみち

### 東京都
- 皇居ぐるっと巡るみち（千代田区）
- 新宿新都心と神宮外苑のみち（新宿区）
- 寅さんの柴又帝釈天と水元公園へのみち（葛飾区）
- 葛西臨海公園と親水公園へのみち（江戸川区）
- 緑あふれる玉川上水緑道から小金井公園へのみち（武蔵野市、小金井市）
- 新撰組のふるさとを訪ねるみち（日野市）
- 花めぐり・薬師池公園へのみち（町田市）
- 多摩丘陵・よこやまのみち（多摩市）
- のんびり小平グリーンロード（小平市）
- こくぶんじ恋のみち・野川のみち（国分寺市）
- 調布の歴史と武蔵野のみち（調布市）
- 伊豆大島・海のふるさと村を訪ねるみち（大島町）
- 高尾の自然探勝のみち（八王子市）

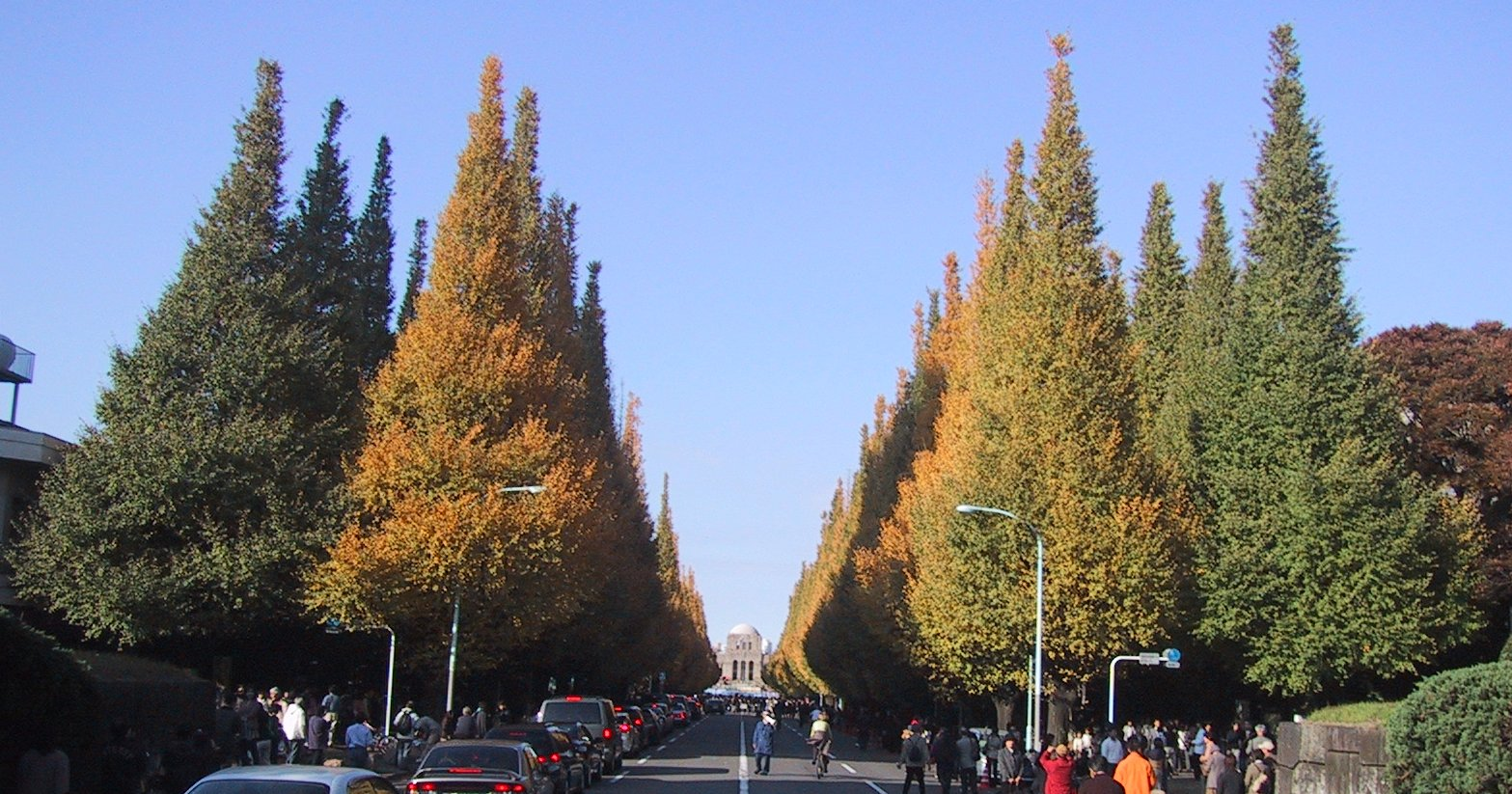
新宿新都心と神宮外苑のみち（神宮外苑）
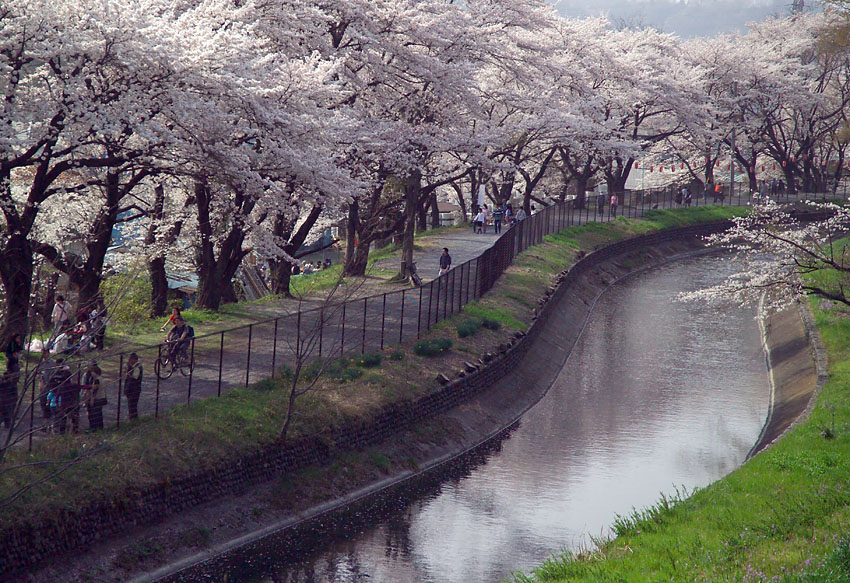
緑あふれる玉川上水緑道から小金井公園へのみち

### 神奈川県
- 多摩・東生田の自然歩道（川崎市、稲城市）
- みなと横浜とっておきスポット（渚と街）を巡るみち（横浜市）
- 横須賀・海の手文化を訪ねるみち（横須賀市）
- 城ヶ島・入り江のみち（三浦市）
- 鎌倉「学校唱歌」を訪ねるみち（鎌倉市）
- 江ノ島と湘南の海浜のみち（藤沢市）
- 相模川・清流と遊ぶみち（相模原市）
- 泉の森から座間谷戸山公園へのみち（大和市、座間市）
- 川村城址と洒水の滝へのみち（山北町）
- 箱根旧街道～関所へ向かう石畳のみち（箱根町）
- 太閤一夜城と長興山・史跡のみち（小田原市）

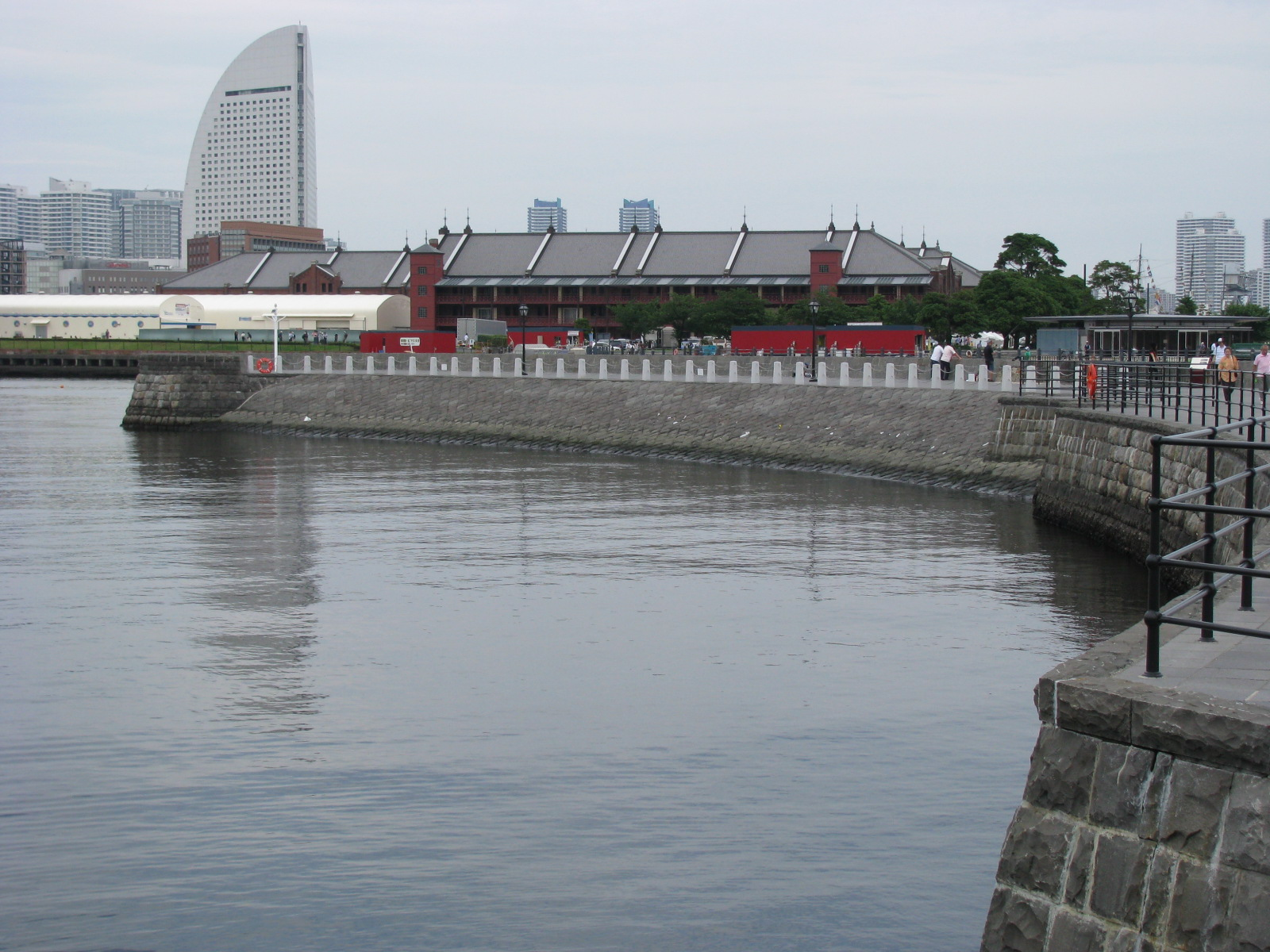
みなと横浜とっておきスポット（渚と街）を巡るみち
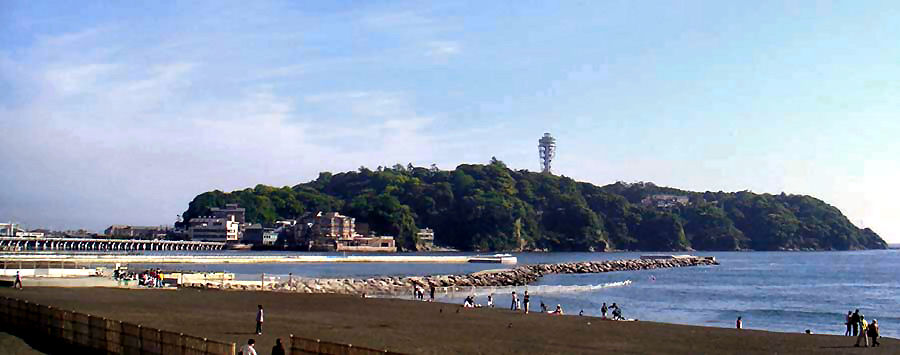
江ノ島と湘南の海浜のみち

## 中部地方

### 新潟県
- 城下町村上の歴史と町屋巡りのみち

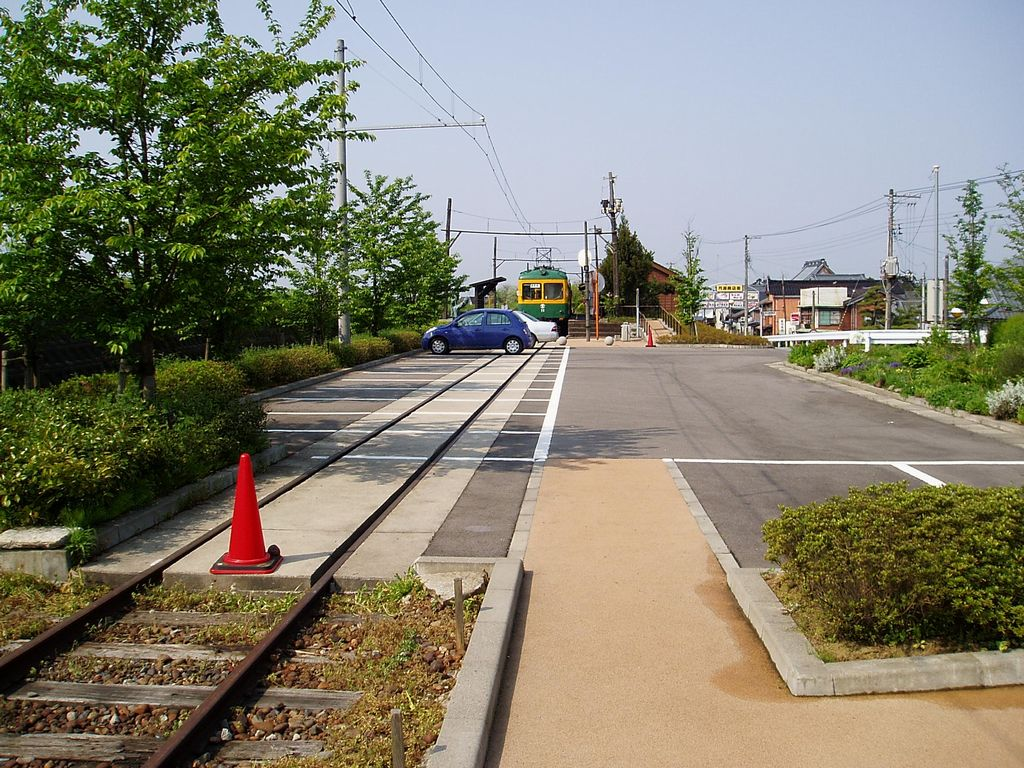
角兵衛獅子のふるさとから廃線跡のみち（月潟駅）
- 良寛さまと歩くみち（寺泊・分水国上・出雲崎）
- 佐渡相川・尖閣湾の昔みち
- 佐渡小木・千石船の里のみち
- 謙信の春日山城と日本海をたどるみち
- 塩の道・糸魚川を訪ねるみち
- 赤池ブナ林・妙高高原、自然探勝のみち
- 芭蕉が歩いた石畳、出羽街道大沢峠のみち
- 新潟の下町と新潟島を訪ねるみち
- 山古志の棚田と金倉山の大展望

- 角兵衛獅子のふるさとから廃線跡のみち（月潟駅）

### 富山県
- 前田藩の文化と町並みに出会うみち
- 立山山麓・百間滑（ひゃっけんなめ）のみち
- 野外自然博物館と宮崎城跡展望のみち
- 越中の湧水と海辺のみち
- 井波の街並み散策路
- 城端、句碑めぐりと石畳のみち
- 望ケ原天然林のみち
- 万葉の史跡と白砂青松の海岸を巡るみち
- 立山美女平森の巨人たちのみち
- 清水の里生地を巡るみち

### 石川県
- 能登半島珠洲（すず）岬自然歩道
- 七尾湾展望・温泉と海の幸のみち
- 歴史国道・倶利伽羅峠を越えるみち
- 金沢・用水と歩くみち
- 金沢城下町、にし茶屋・寺町を巡るみち
- 水郷公園・木場潟を巡るみち
- 白山麓手取渓谷・橋巡りのみち
- 加賀・大聖寺藩の町並み散策路
- 芭蕉と歩くゆげ街道・山中温泉のみち
- 輪島・金蔵（かなぐら）五ケ寺を巡るみち

### 福井県
- 東尋坊・荒磯のみちと三国湊を訪ねるみち
- 奥越の小京都・大野、歴史回廊を巡るみち
- 足羽三山と桜堤防のみち
- 鯖江・西山つつじのみち
- 平泉寺・幽玄の道をたどるみち
- 北陸道・今庄宿と湯尾峠をたどるみち
- 越前府中・紫式部を偲ぶみち
- 三方五湖 ふれあいのみち

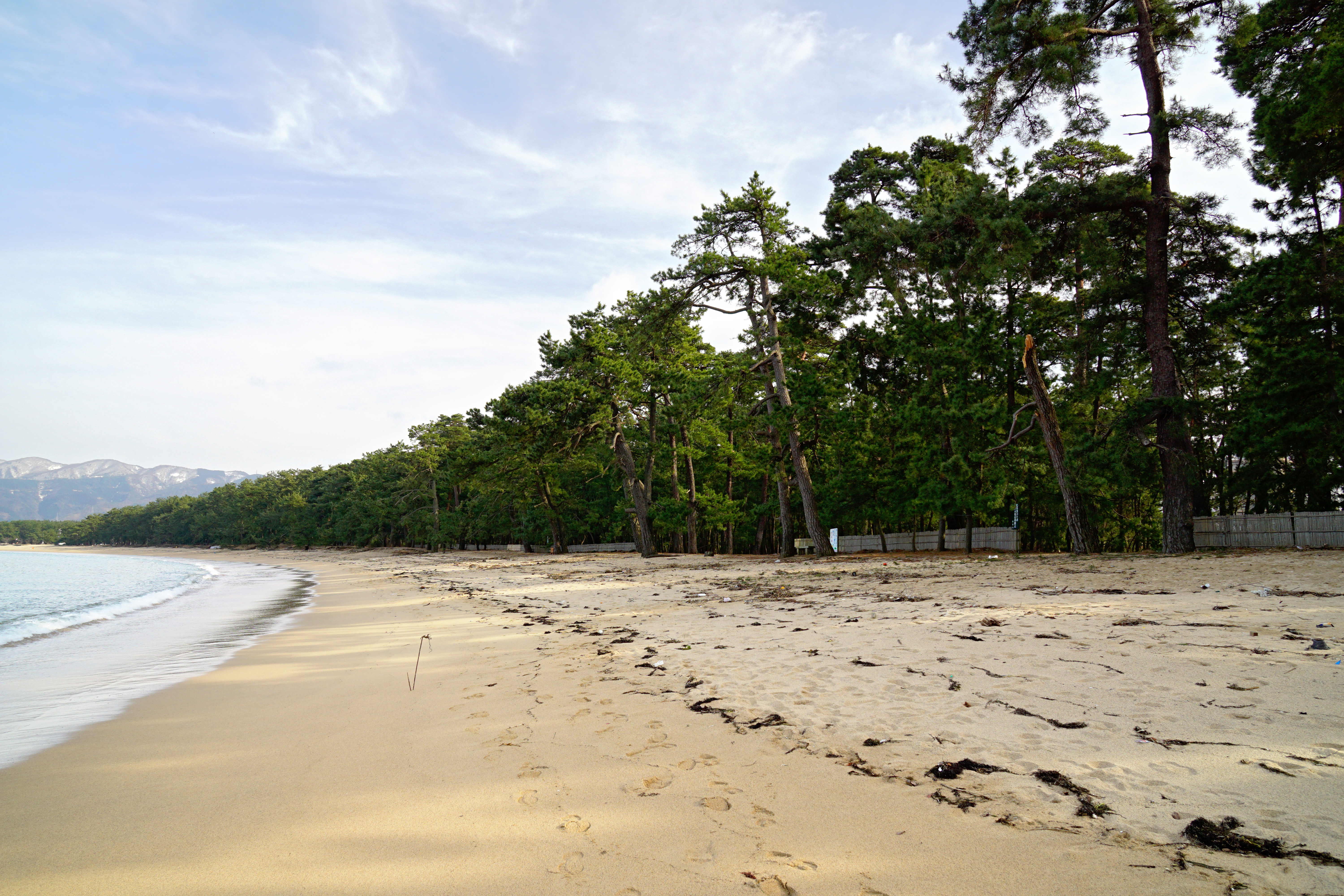
気比の松原・敦賀レトロ海道を巡るみち
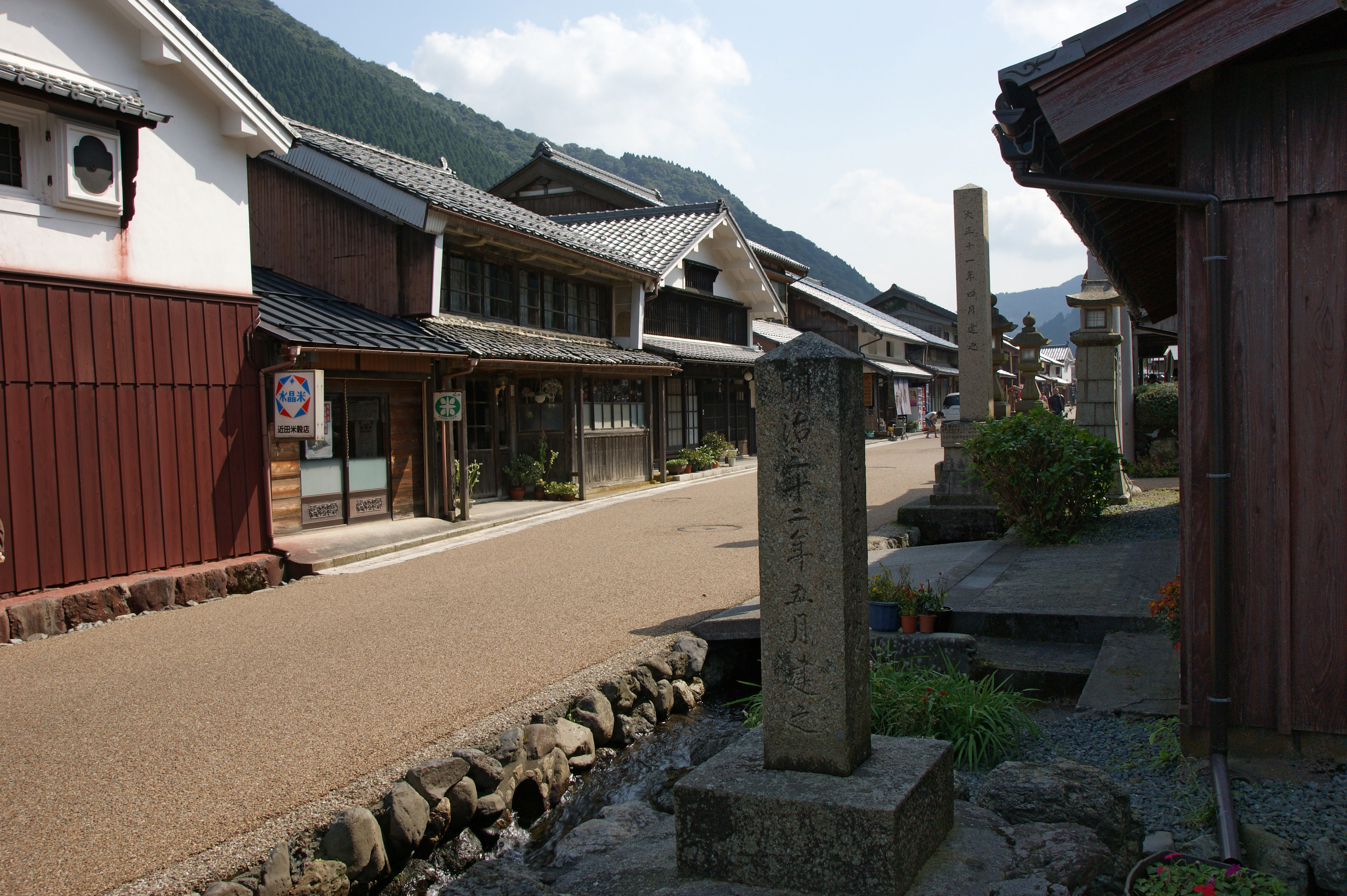
さば街道・名水と熊川宿を訪ねるみち
- 歴史街道・若狭小浜を訪ねるみち

- 気比の松原・敦賀レトロ海道を巡るみち
- さば街道・名水と熊川宿を訪ねるみち

### 山梨県
- 清里開拓のみち・安池興男物語のみち

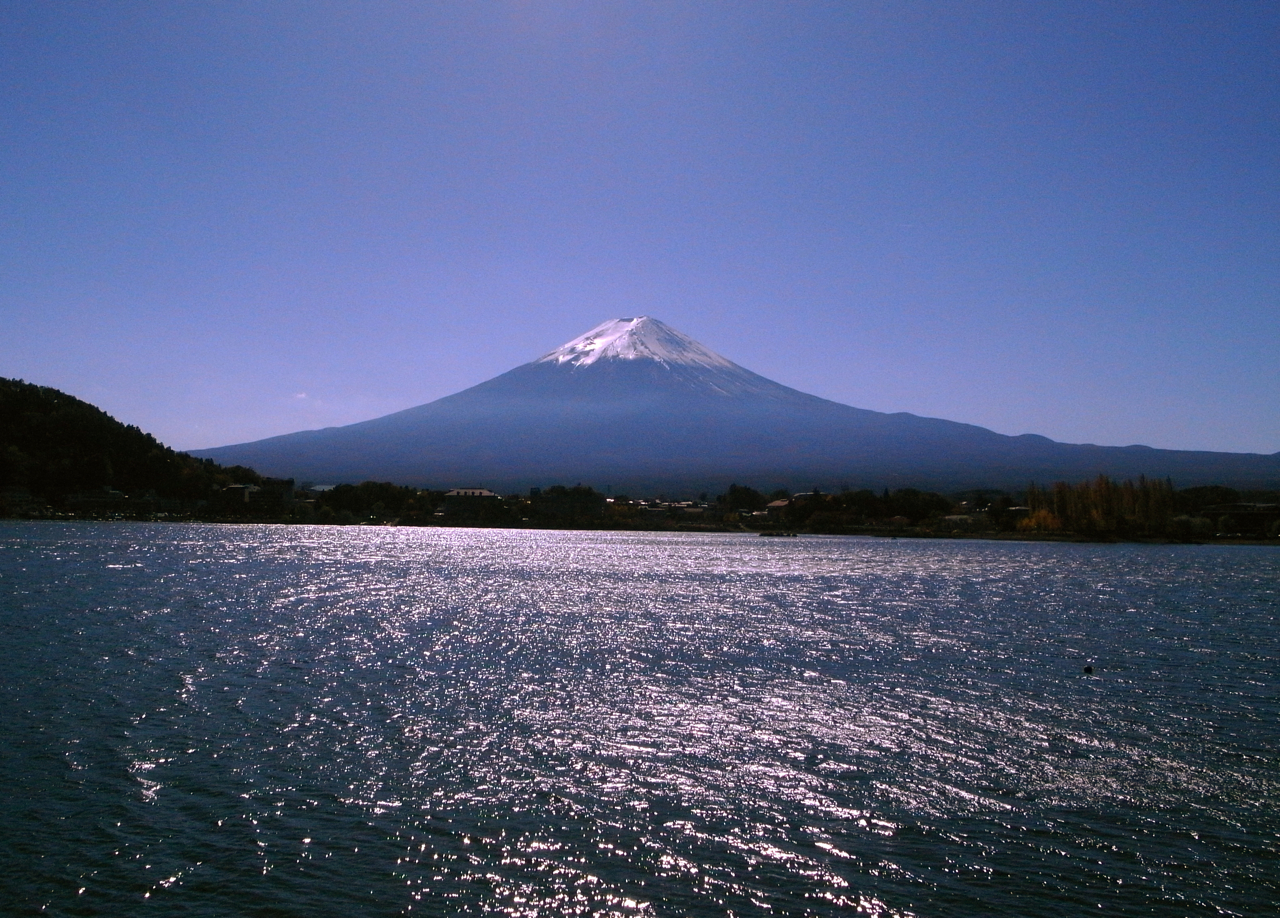
富士山展望・河口湖畔のみち
- 信玄棒道から三分一湧水をたどるみち
- 富士吉田登山道へつづくみち
- 花の都山中湖から湧水の忍野八海へのみち
- 甲斐の道・茶道峠を越えるみち
- 信玄堤をたどるみち
- 日本三大堰・徳島堰を巡るみち
- 甲斐の道・秩父往還
- とみざわ・六地蔵を巡るみち

- 富士山展望・河口湖畔のみち

### 長野県

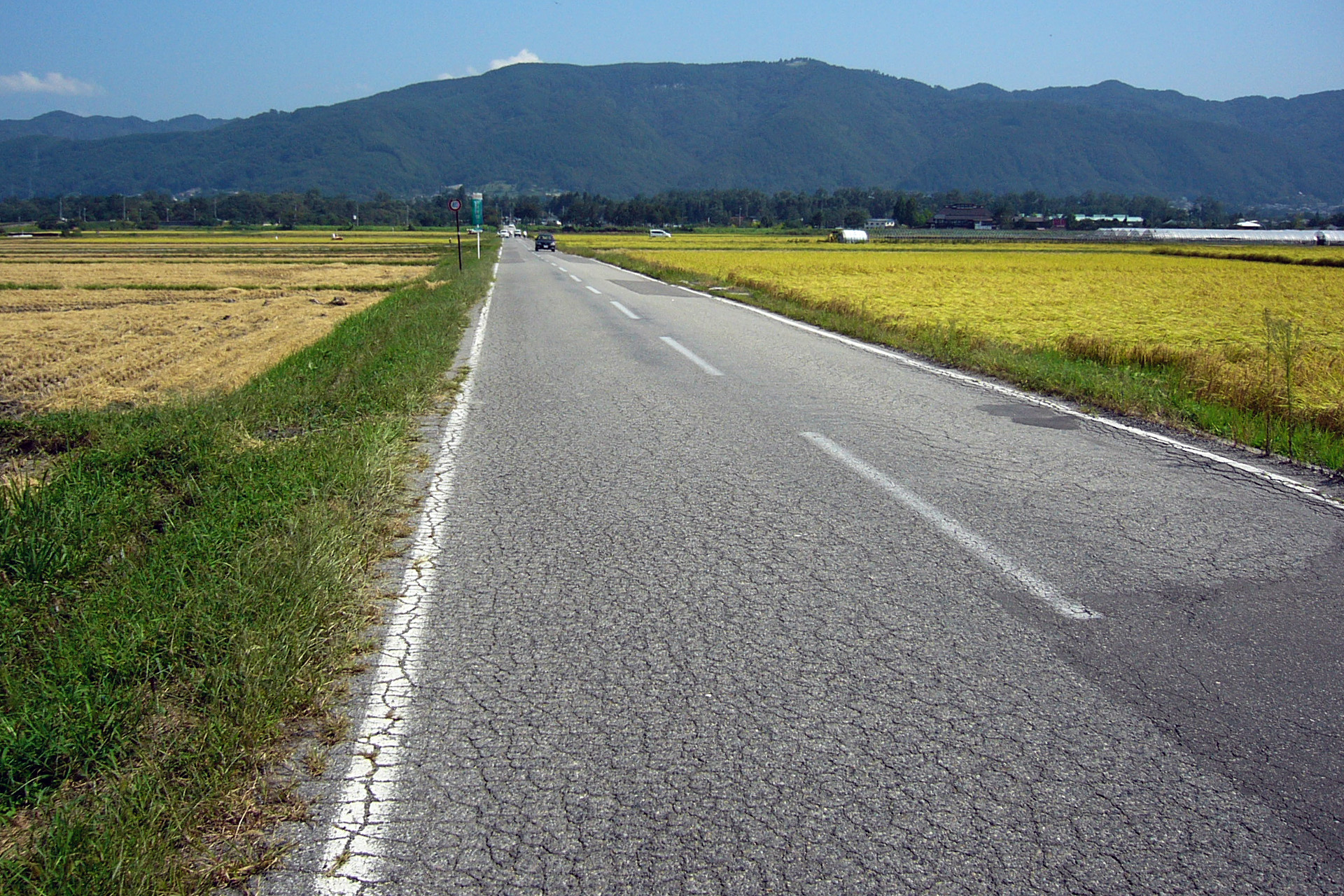
安曇野北アルプス展望のみち
- 縄文遺跡蓼科尖石（とがりいし）とせせらぎのみち
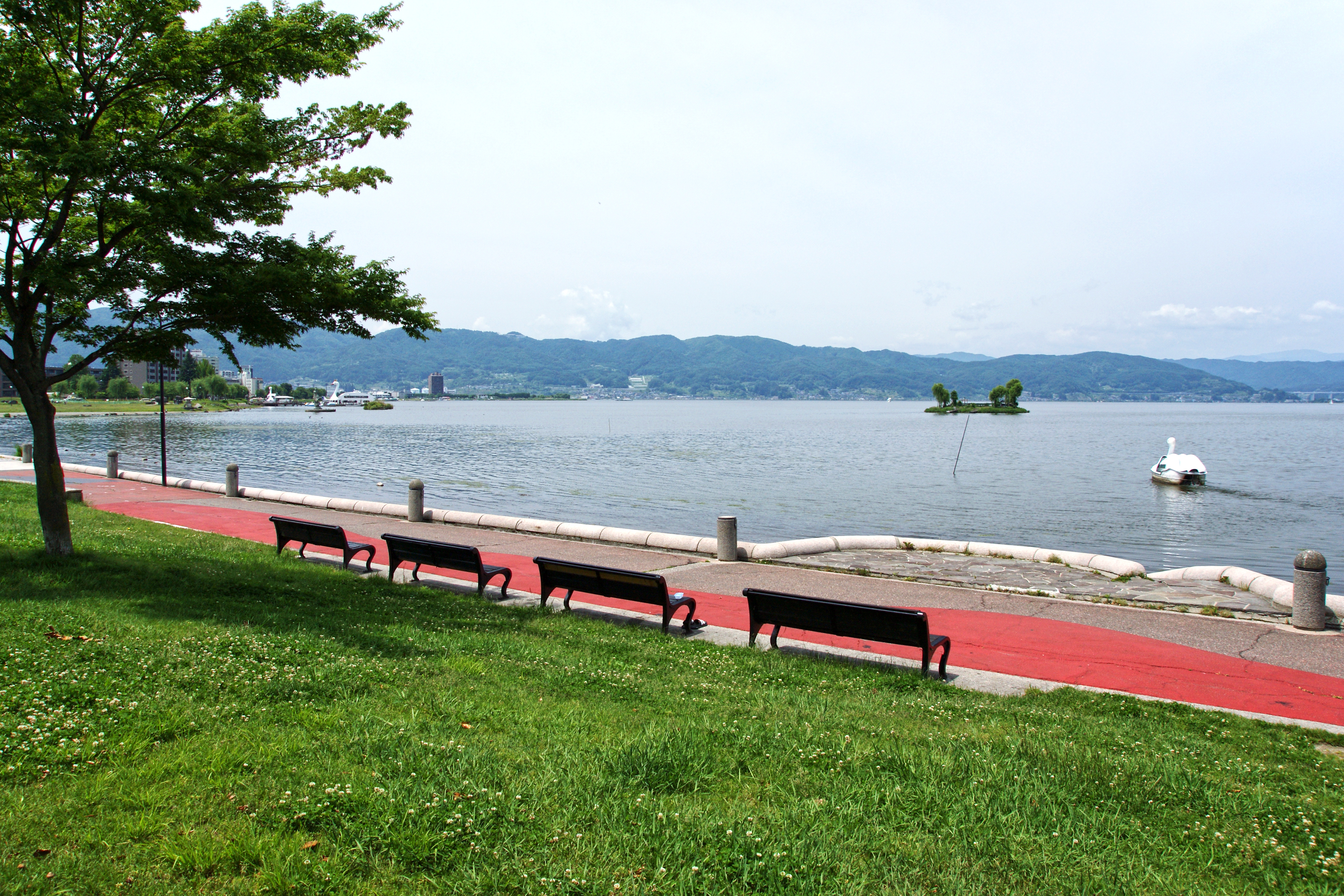
諏訪湖一周のみち
- アルプスの城下町・松本、逍遥のみち
- 南アルプス展望・飯田の散歩みち
- 大平、妻籠、馬籠・宿場をつなぐみち
- アルプス展望、りんご街道を巡るみち
- 一茶と歩く北国街道・野尻湖のみち
- 馬に引かれて善光寺参り、展望のみち
- 塩田平・別所温泉～鹿教湯温泉 里山のみち
- 栗と北斎に出会うみち
- 真田一族のロマンと菅平高原のみち

- 安曇野北アルプス展望のみち
- 諏訪湖一周のみち

### 岐阜県
- 野麦街道・糸ひきのみち

世界遺産・白川郷、合掌集落を訪ねるみち
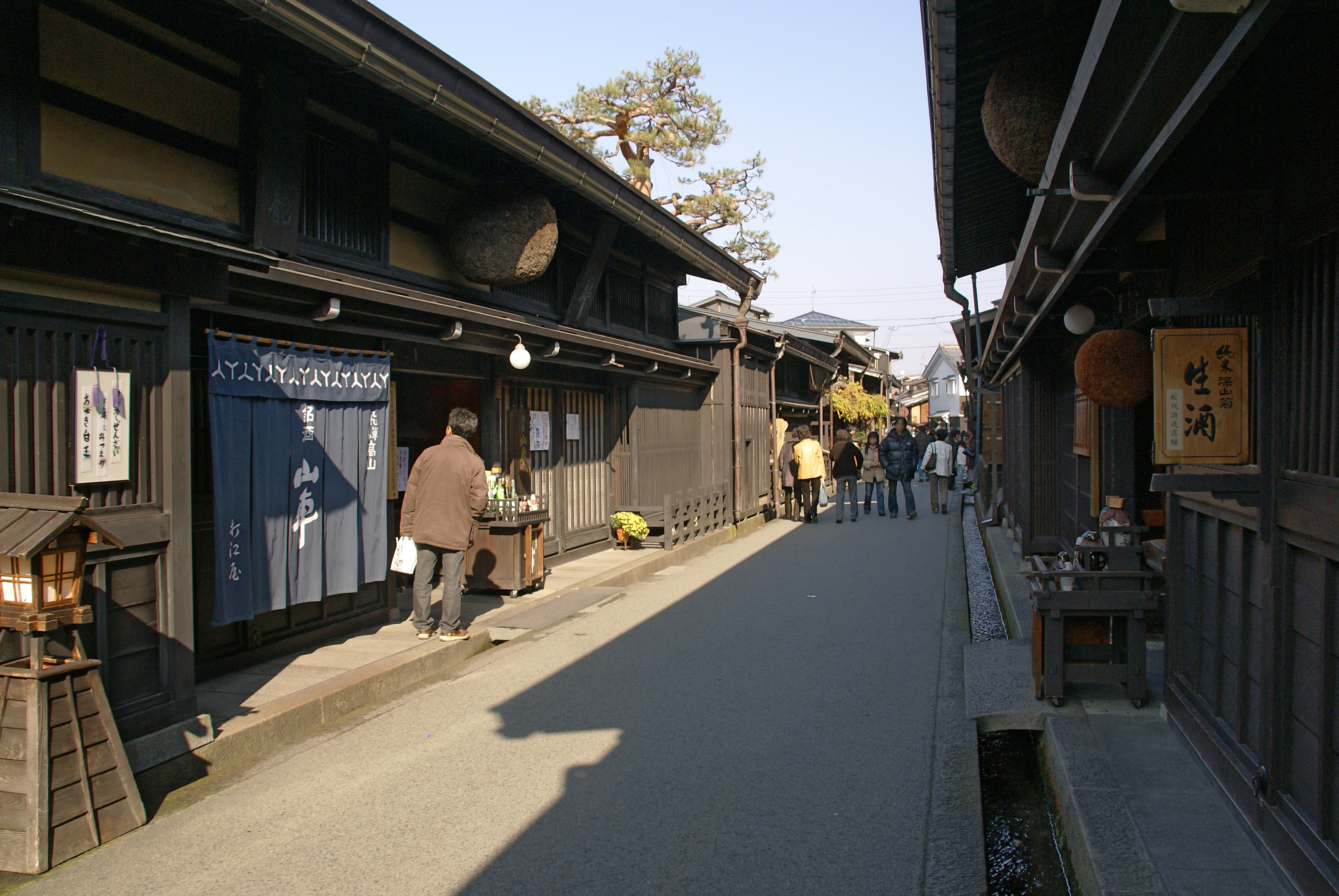
小京都・飛騨高山の町並みを巡るみち
- 御鮨街道（岐阜街道）岐阜～笠松を巡るみち
- 多治見・修道院と古刹を訪ねるみち
- 天下分け目の関ケ原と奥の細道を訪ねるみち
- 東海道・羽島の美濃路をたどるみち
- 里山歩き・下呂温泉へのみち
- 江戸情緒あふれる美濃町並みを訪ねるみち
- 鍛冶のまち・関を訪ねるみち
- アルプス展望・神秘の森を探勝のみち

- 世界遺産・白川郷、合掌集落を訪ねるみち
- 小京都・飛騨高山の町並みを巡るみち

### 静岡県
- 春一番・下田水仙のみち
- 東海道（蒲原宿、由比宿）
- 東海道（金谷宿、さやの中山、茶畑）

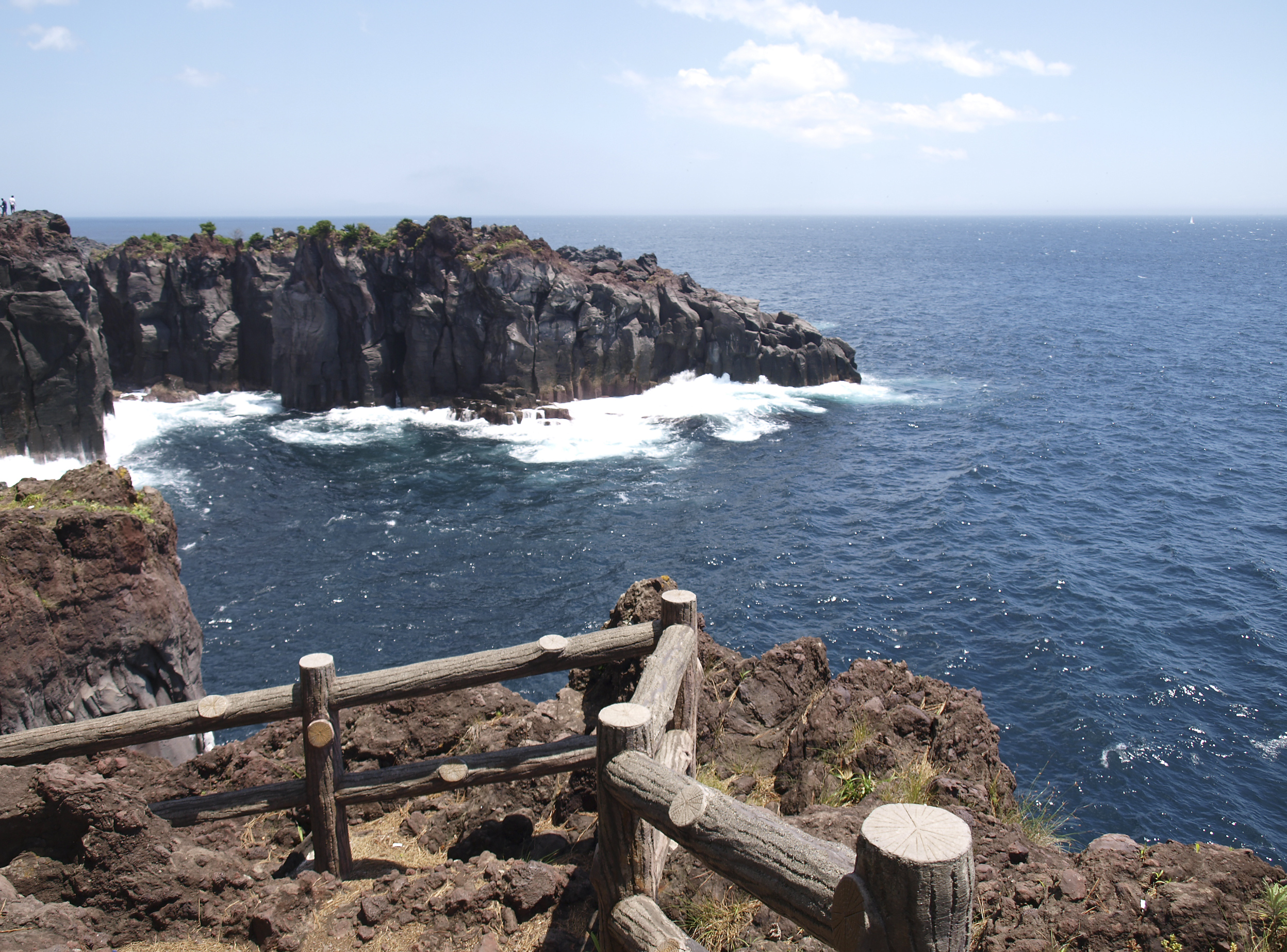
城ヶ崎海岸の自然とふれあうみち
- 西坂から街中せせらぎのみち
- 浜松・家康が歩いたみち
- 伊豆修善寺・文学と花のみち
- 秩父宮記念公園と富士山絶景のみち
- 蔦の細道・旧東海道歴史みち
- 戦国夢街道・秋葉詣でのみち
- 東海道ど真ん中ふくろいを訪ねるみち

- 城ヶ崎海岸の自然とふれあうみち

### 愛知県
- 東海道・宮の宿から有松へたどるみち
- 木曽三川公園から犬山城へのみち
- 家康公生誕の地・岡崎を巡るみち
- 名古屋・東山の森の自然探勝のみち

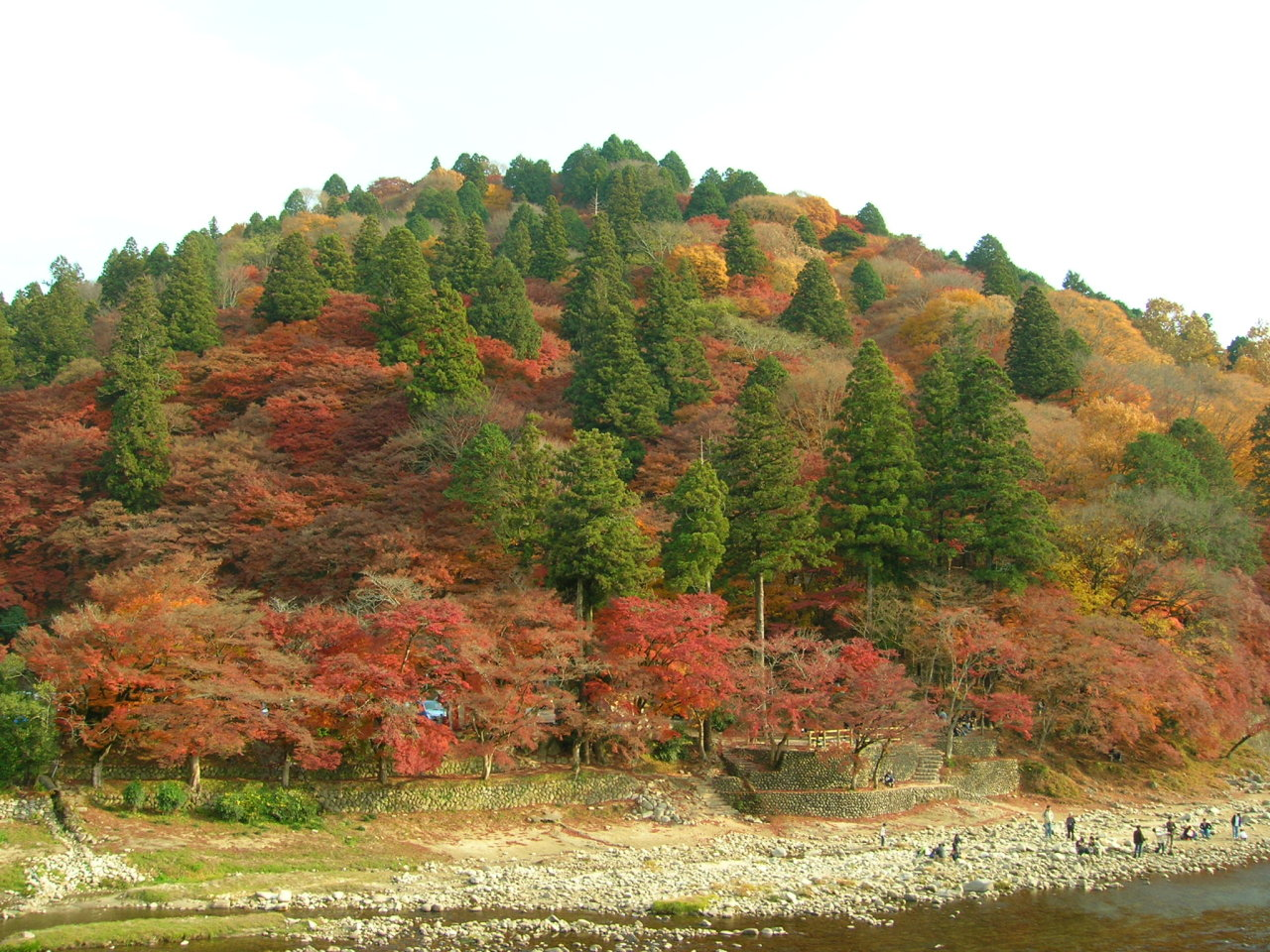
中馬街道、足助・香嵐渓探勝のみち
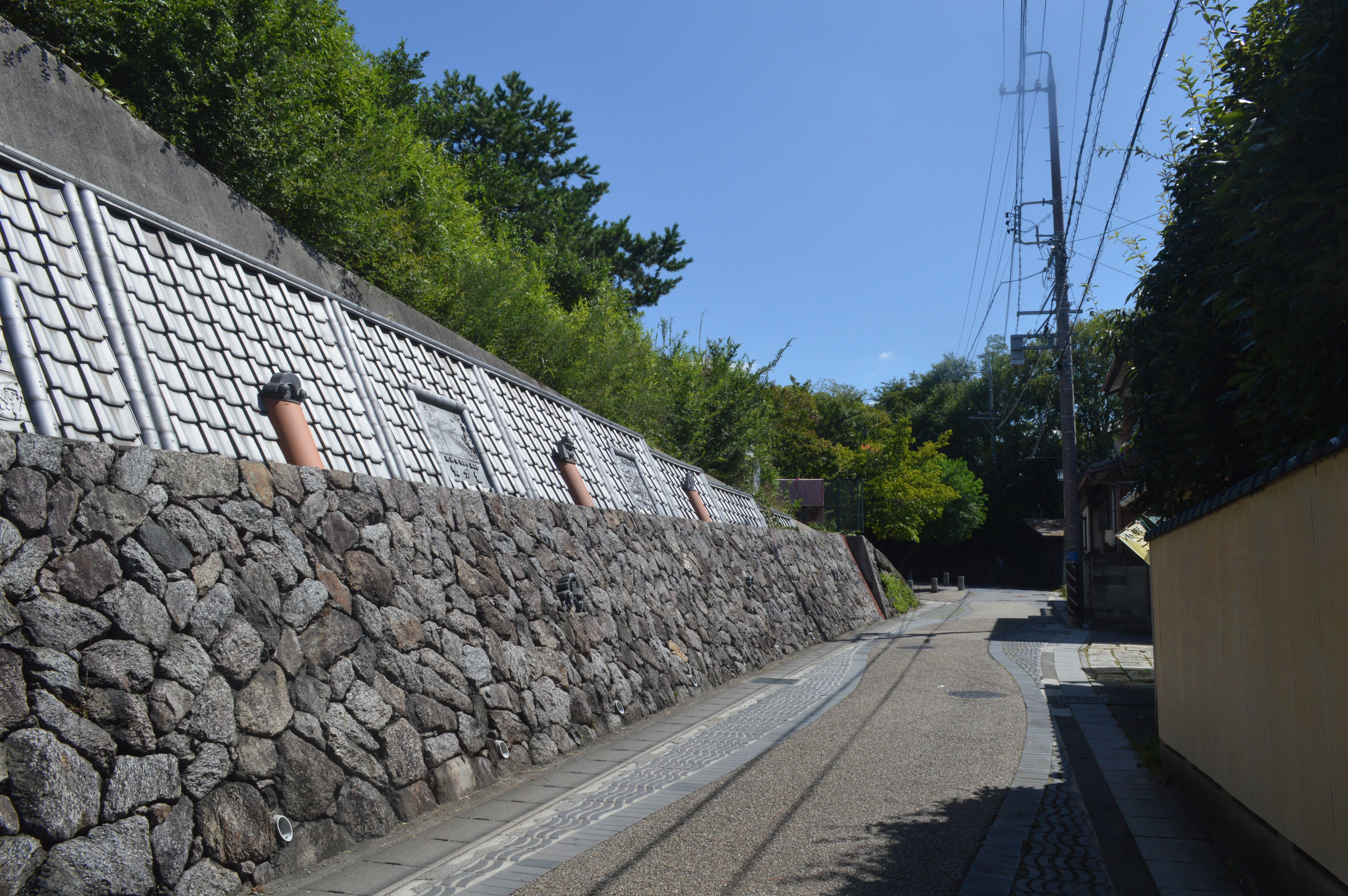
鬼のみちと高浜の史跡を巡るみち
- 美濃路を歩く、清洲宿から起宿のみち
- 瀬戸・海上の森と窯垣の小みち
- 「花鳥風月」崋山の世界を訪ねるみち
- 吉良の歴史と文学に出会うみち

- 中馬街道、足助・香嵐渓探勝のみち
- 鬼のみちと高浜の史跡を巡るみち

### 三重県
- 軽便鉄道と昭和の町に出会うみち
- 桑名城下町「水と歴史」を訪ねるみち
- 東海道・関宿、町並みを巡るみち
- 城下町「津」を巡るみち
- 伊賀上野・城下町を巡るみち
- 伊勢街道・三雲町から松阪市へのみち
- 伊勢街道・外宮、内宮、宇治山田、明和へのみち
- 九鬼嘉隆・御木本幸吉ゆかりの地を訪ねるみち
- 赤目四十八滝へのみち
- 鈴鹿・花と歴史の遊歩道
- 熊野古道・伊勢路を巡るみち

## 近畿地方

### 滋賀県
- 長浜・秀吉六瓢箪を巡るみち
- 中山道・（武佐宿～愛知川～高宮宿）

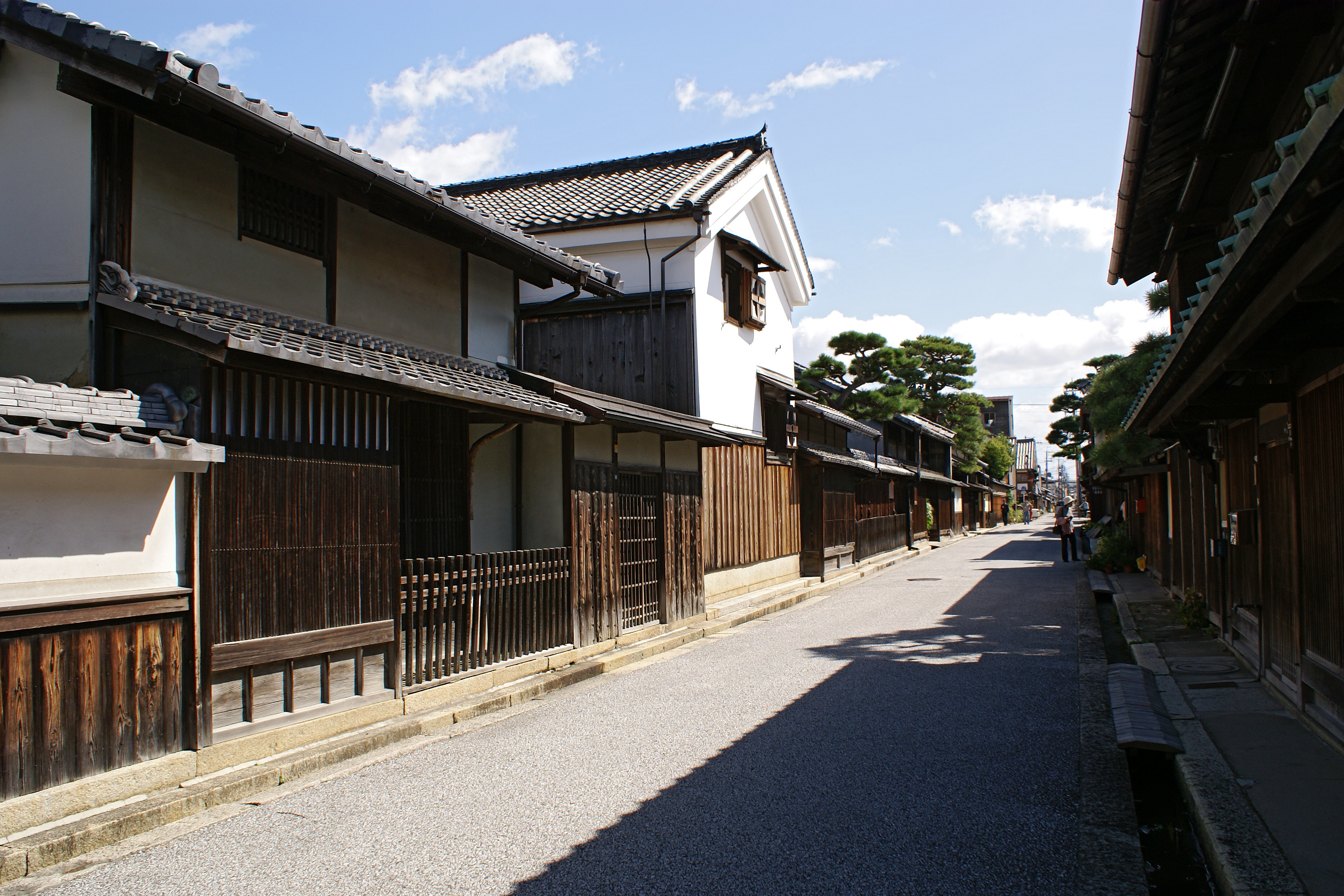
近江八幡の歴史散歩
- 中山道・（鳥居本宿～番場宿～醒井宿）
- 琵琶湖さざなみ街道と古津堅田のみち
- 旧東海道（土山宿～水口宿～横田の渡し）
- 海津大崎・観桜のみち
- 新旭・湧水の里を訪ねるみち
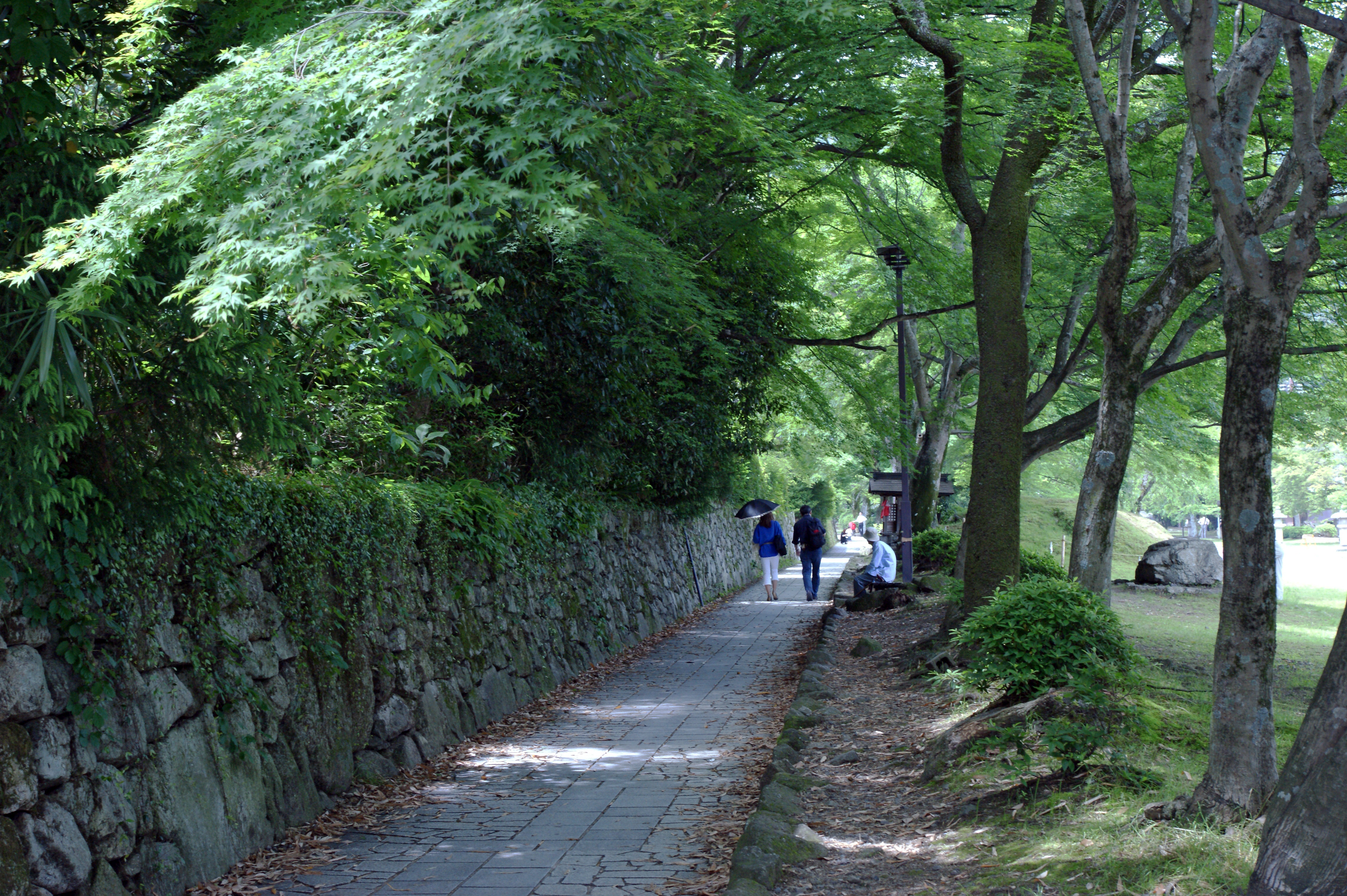
比叡山・門前から峰道を巡るみち
- 大津京から仰木の棚田につづくみち

- 近江八幡の歴史散歩
- 比叡山・門前から峰道を巡るみち

### 京都府
- 竹の道と竹林を訪ねるみち
- 古都京都をめぐるみち

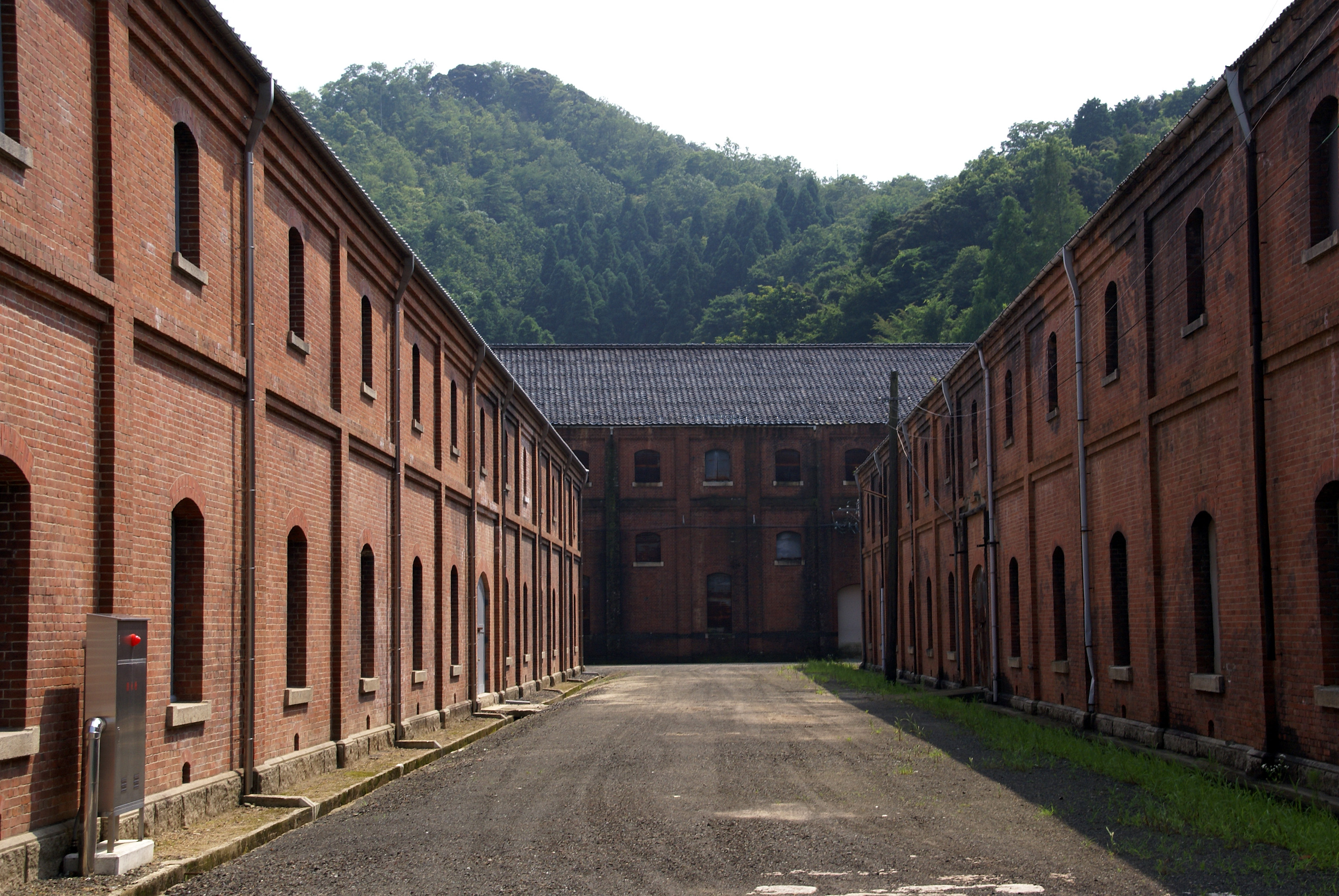
海軍と赤レンガ倉庫を訪ねるみち
- 京都、大原・三千院を訪ねるみち
- 当尾の石仏を訪ねるみち
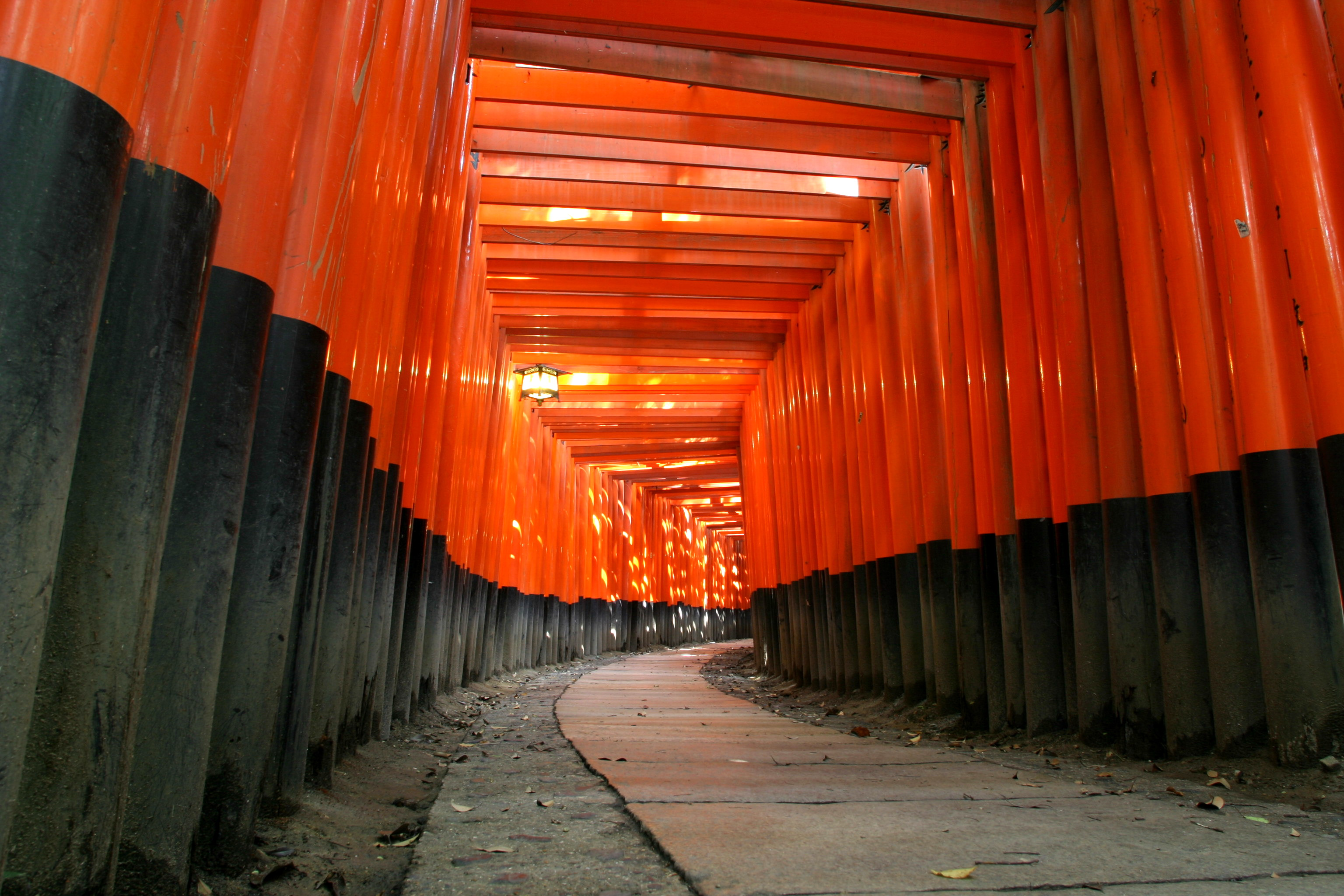
伏見の酒蔵と伏見稲荷千本鳥居を訪ねるみち
- 古都、嵯峨野のみち
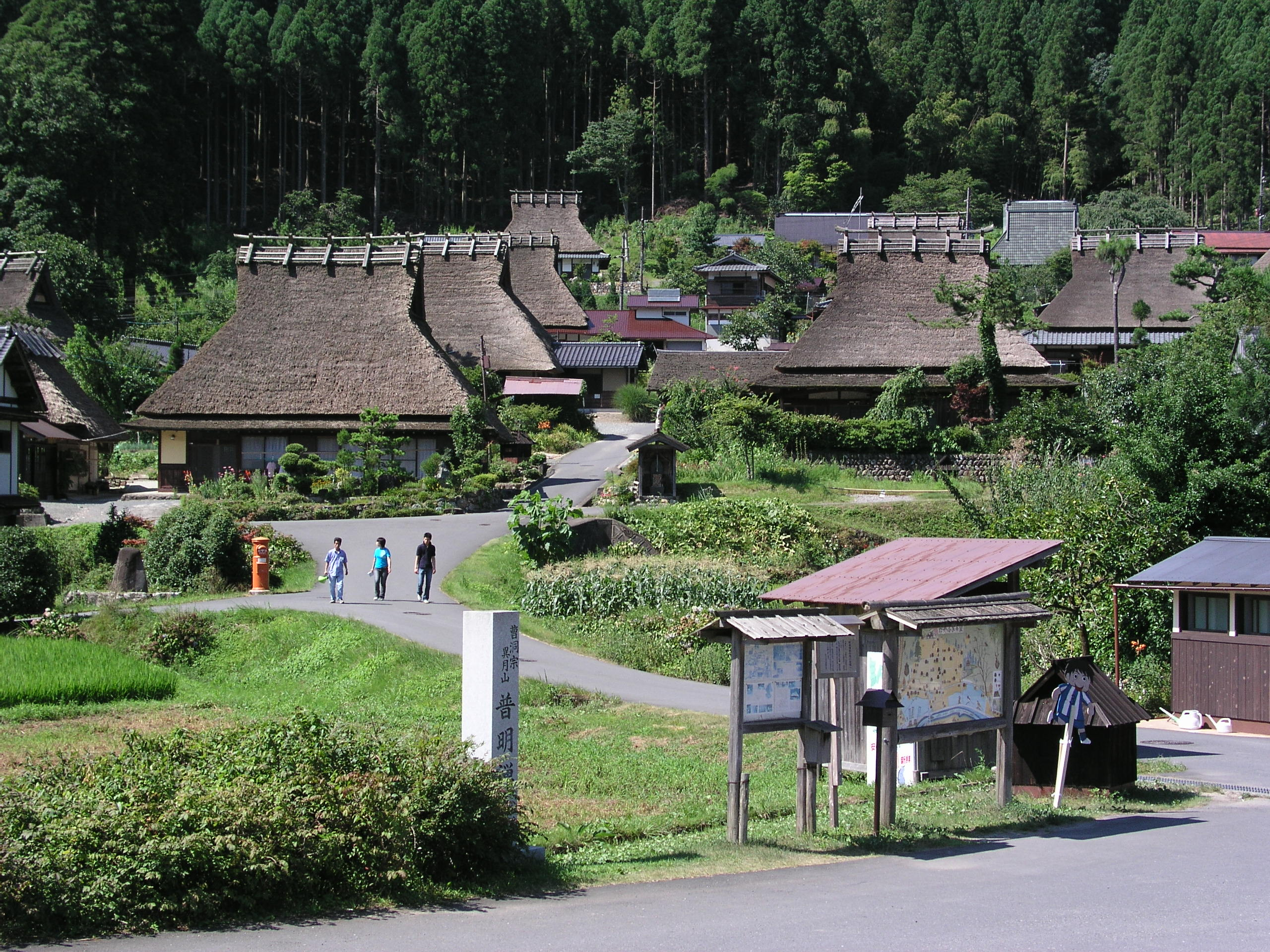
美山・かやぶきの里を訪ねるみち
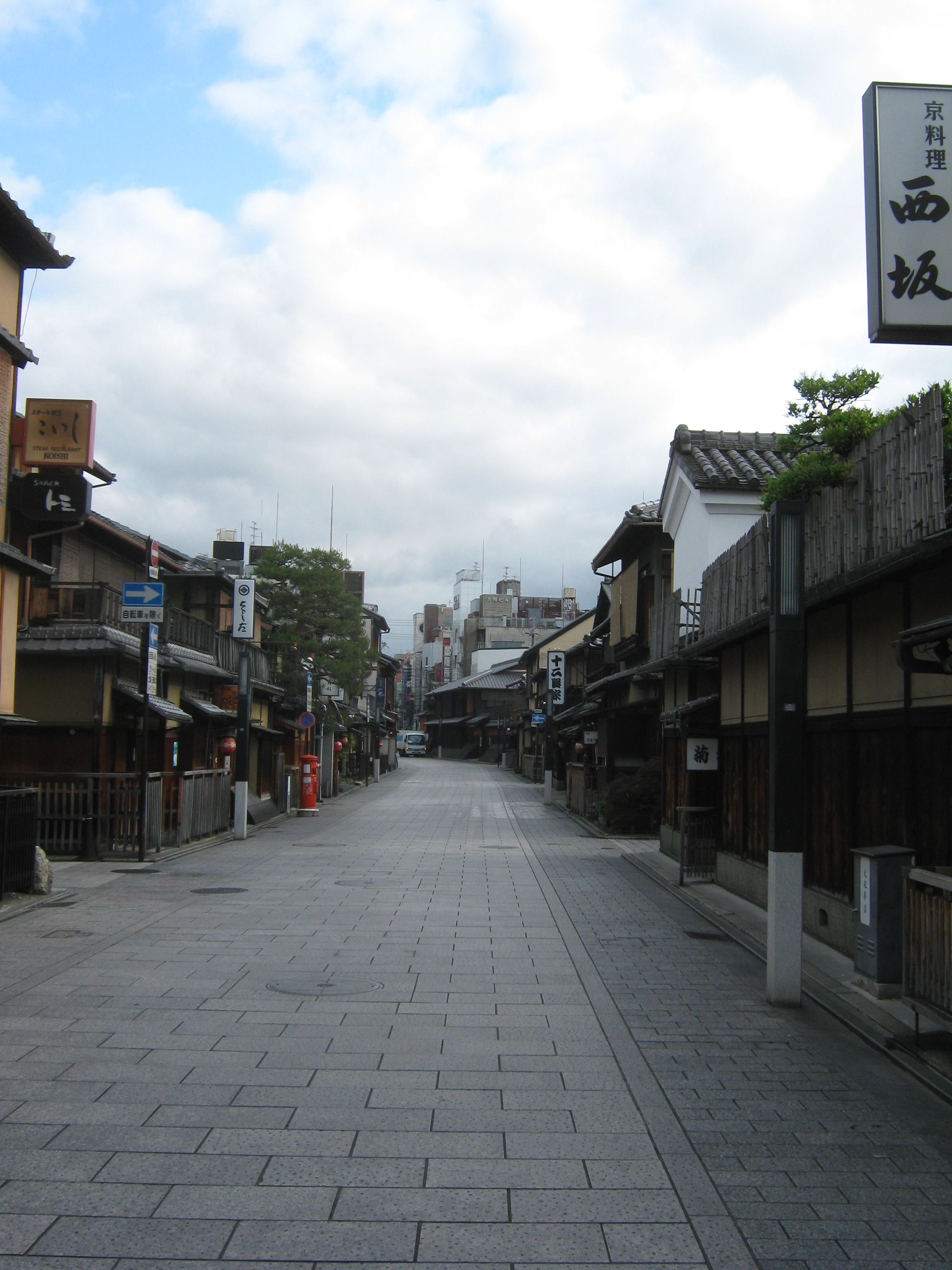
古都京都をめぐるみち、祇園甲部

- 世界遺産の宇治・源氏物語を訪ねるみち
- 天橋立・海を渡るみち
- 長岡天満宮と勝竜寺城を巡るみち
- 亀岡七福神と和らぎのみち

- 海軍と赤レンガ倉庫を訪ねるみち
- 伏見の酒蔵と伏見稲荷千本鳥居を訪ねるみち
- 美山・かやぶきの里を訪ねるみち
- 古都京都をめぐるみち、祇園甲部

### 大阪府
- 日本最古の狭山池から天野街道を巡るみち
- 熊野街道と名水・坂めぐり（歴史の散歩道）
- なにわの水路を巡るみち
- 上の太子・王陵の谷を訪ねるみち
- 陰陽道・安倍晴明史跡めぐりのみち
- 海上都市・咲洲（サキシマ）の水と緑を巡るみち
- 紀州街道・泉大津から貝塚へのみち
- 泉南の旧街道を巡るみち
- 商都・堺、千利休と与謝野晶子を偲ぶみち
- 高槻・鵜殿葦の原から西国街道を巡るみち

### 兵庫県
- 淡路島・海と花のみち
- 国宝姫路城・散策のみち
- 赤穂散策と御崎海岸のみち
- 伊丹・水と緑とばらのみち
- 丹波篠山城下町を訪ねるみち
- 六甲森林浴のみち
- 城下町出石お寺巡りのみち
- 明石・浜のみち
- 加古川下流域の今昔物語のみち
- 歴史と景勝の地・須磨から舞子の海岸へのみち

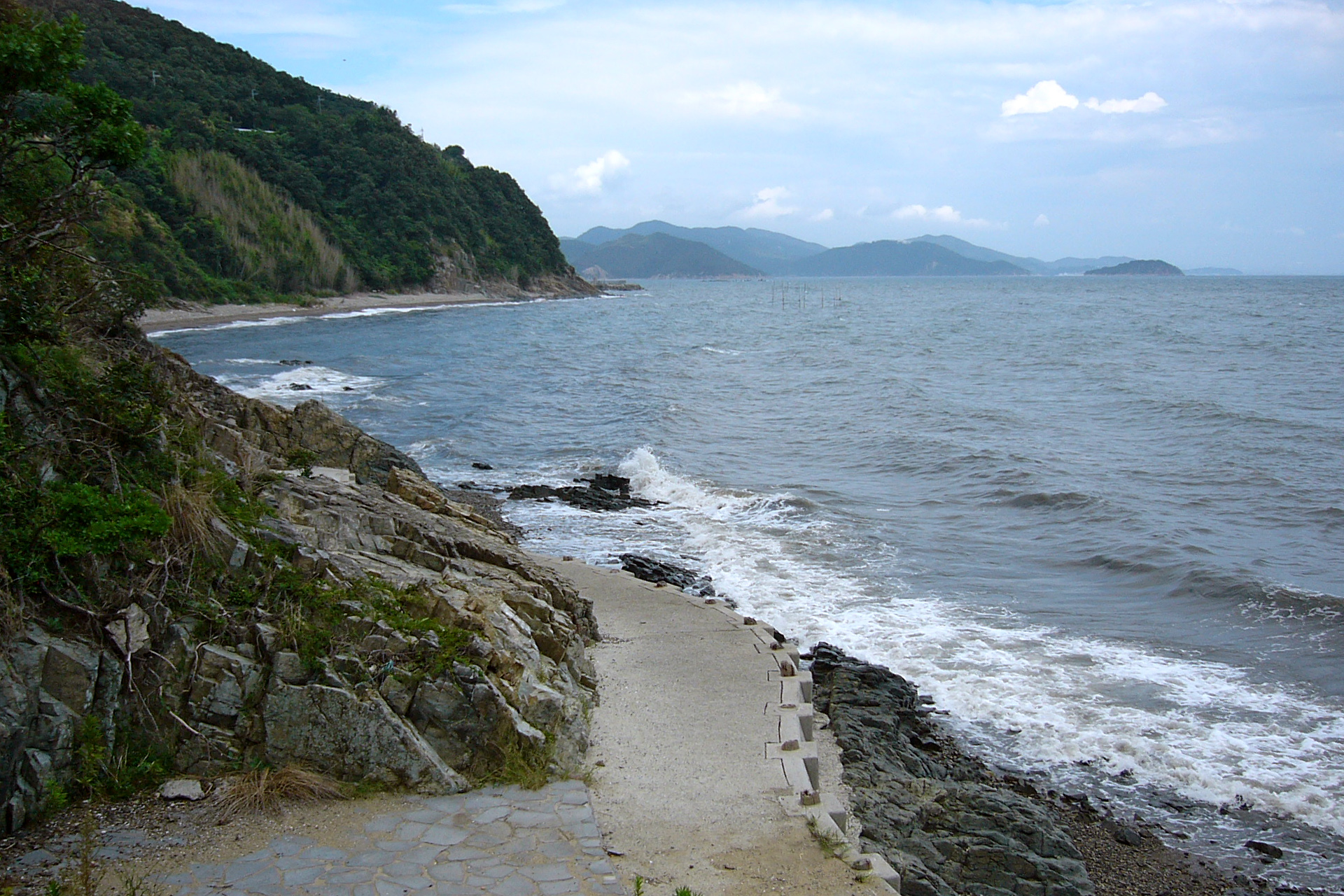
赤穂散策と御崎海岸のみち（御崎）
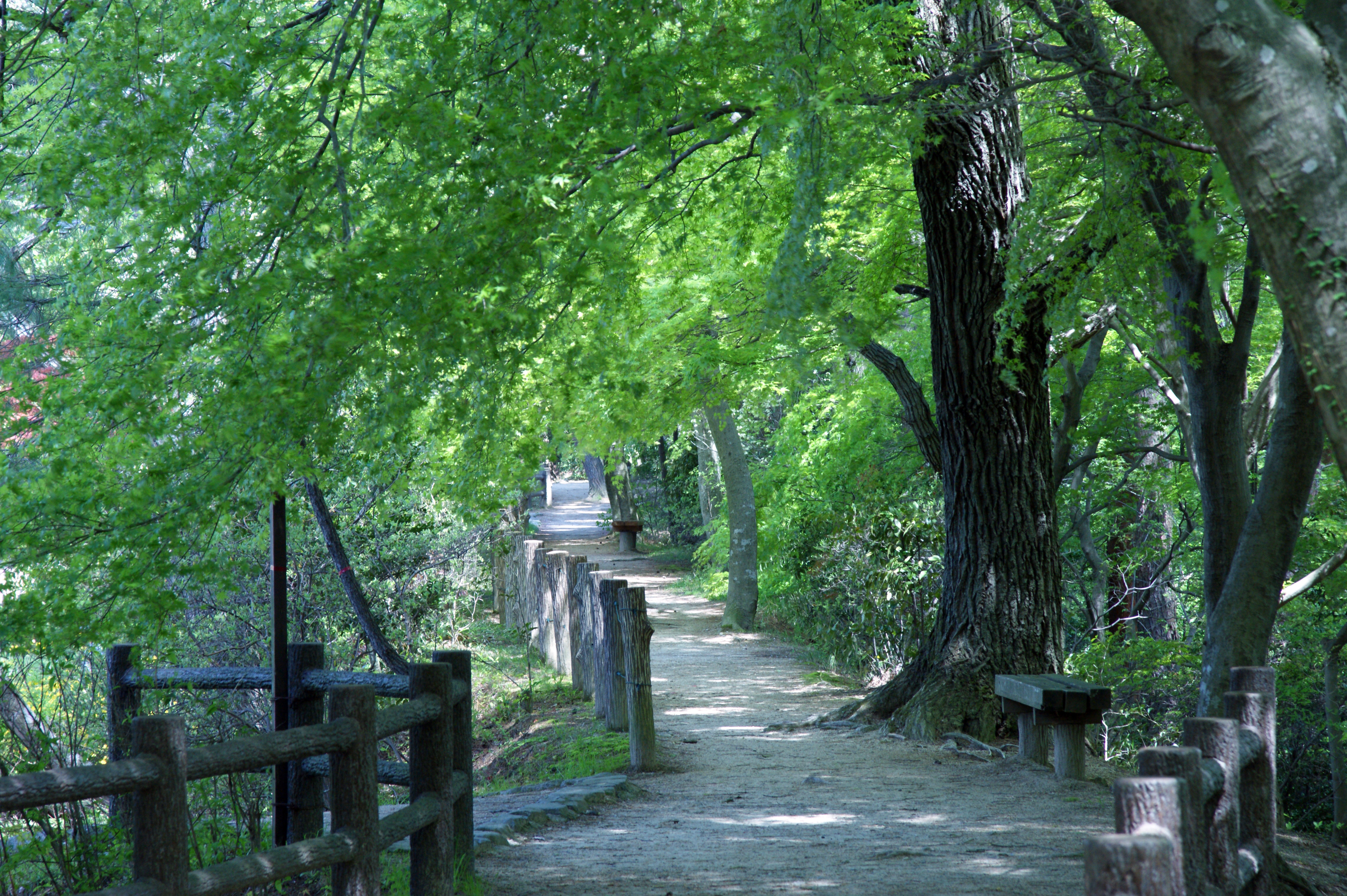
六甲森林浴のみち
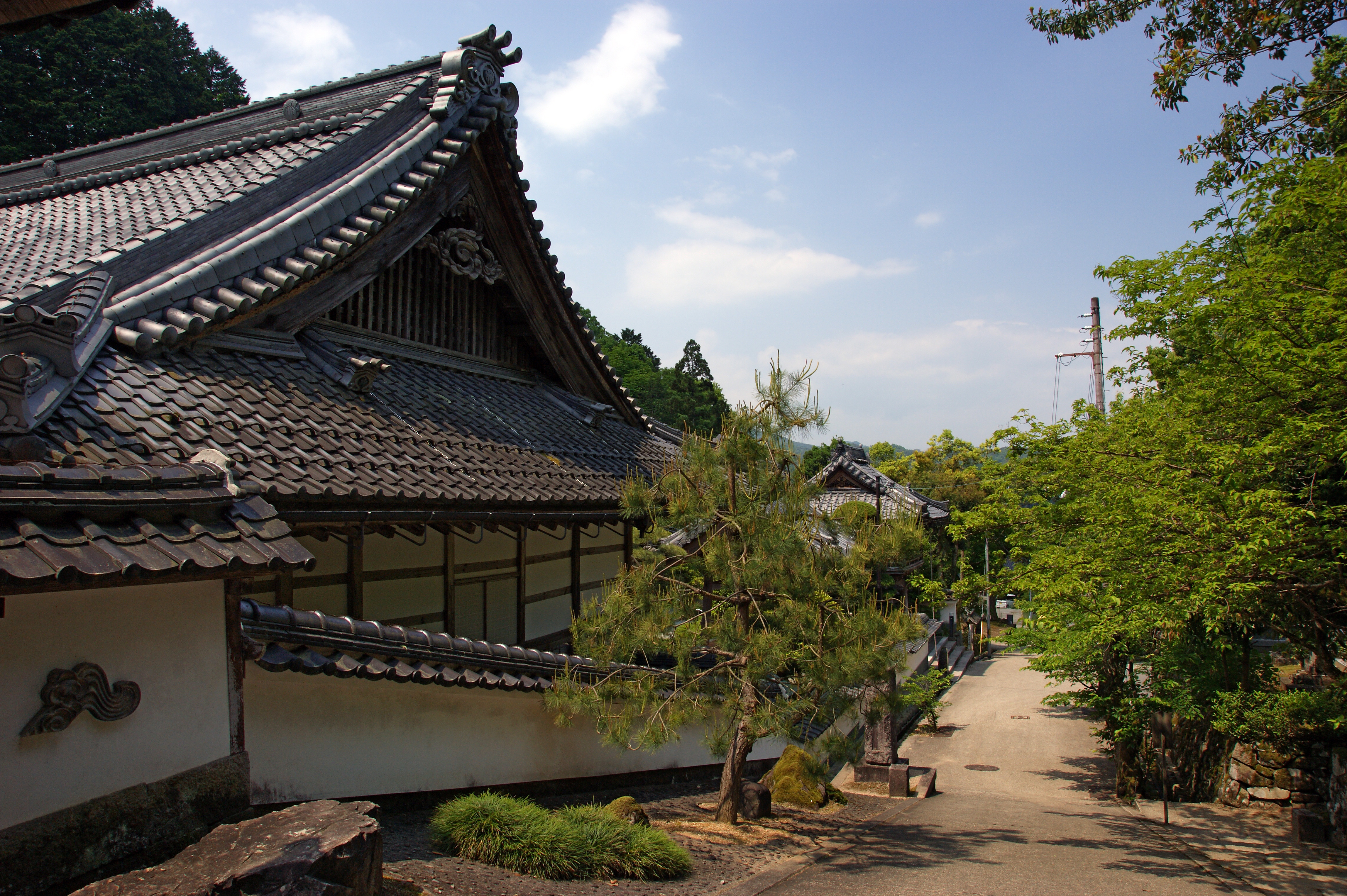
城下町出石お寺巡りのみち

### 奈良県

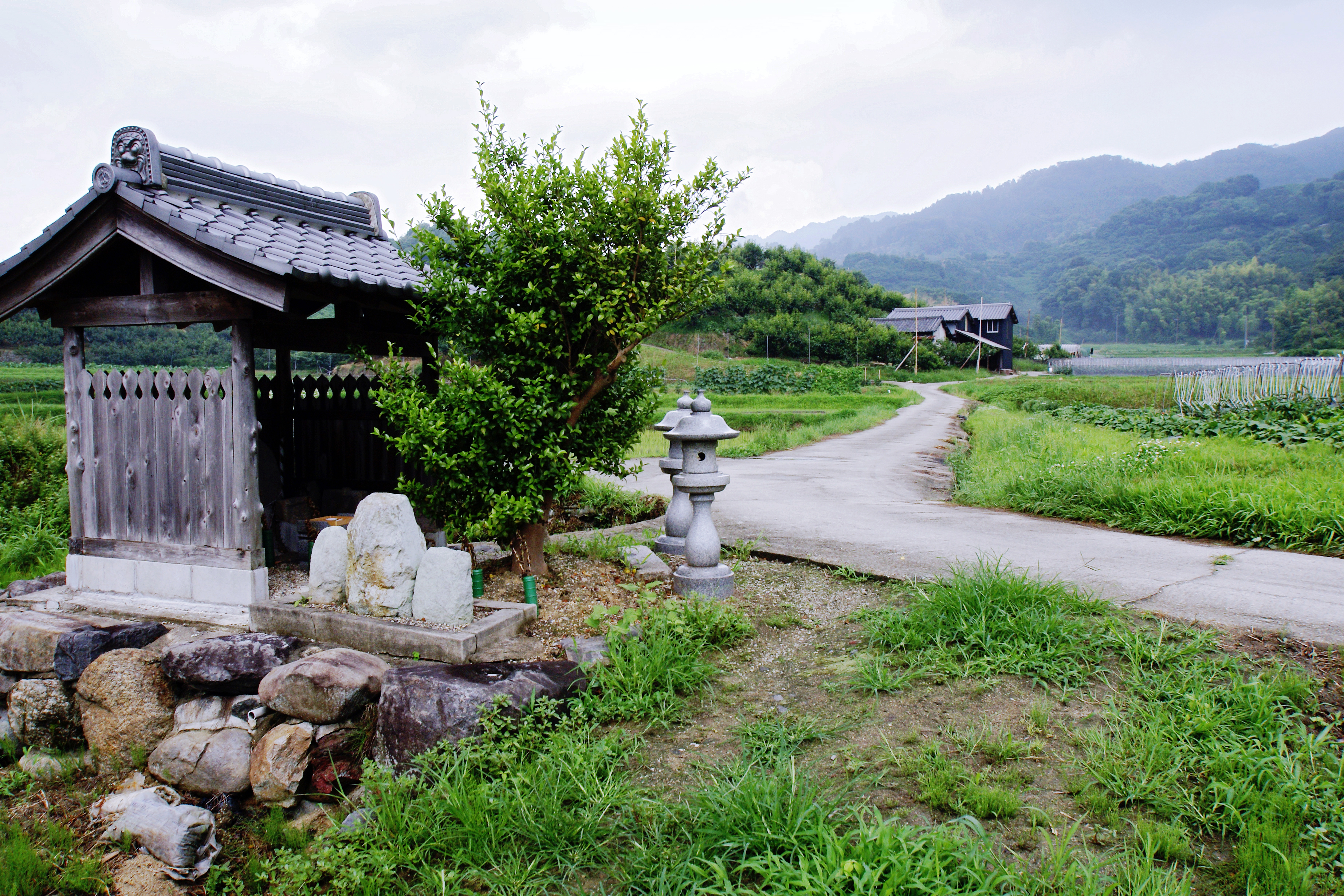
ヤマトタケルが歩いた山の辺のみち
- 日本神話のふるさと・葛城古道
- 飛鳥の文化にひたる明日香周遊のみち
- 佐紀の里・西の京のみち
- 万葉の大和三山を巡るみち
- 矢田丘陵・矢田寺から松尾寺へのみち
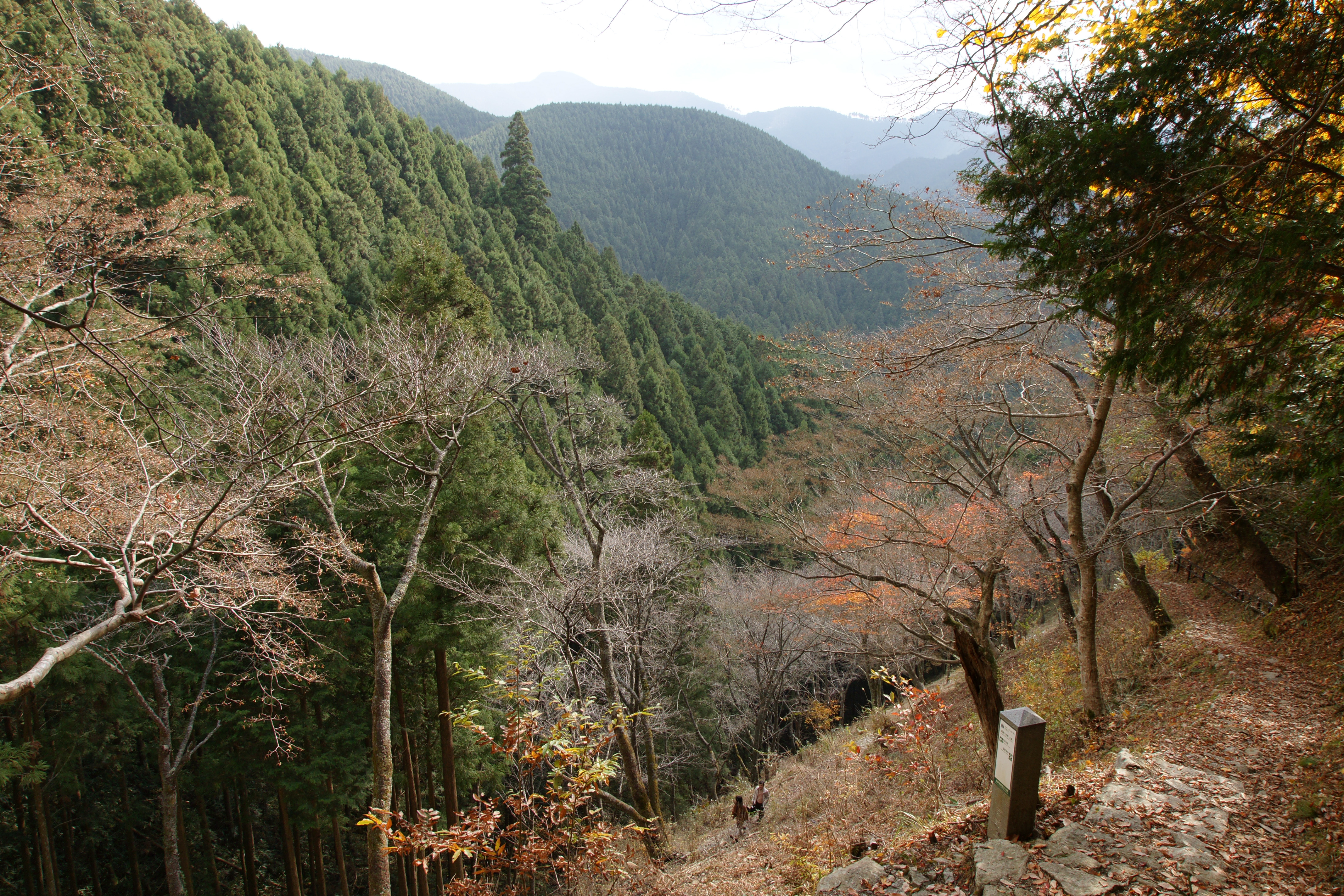
日本一の桜のさと・吉野山を巡るみち
- 斑鳩のさと・大和郡山のみち
- 大化の改新と多武峰（とうのみね）のみち
- 国宝の寺（大野寺・室生寺）を巡るみち
- 柳生街道（春日大社～大柳生）

- ヤマトタケルが歩いた山の辺のみち
- 日本一の桜のさと・吉野山を巡るみち

### 和歌山県
- 熊野古道・中辺路（滝尻王子～湯峯温泉）
- 高野山内散策と女人道
- 熊野古道（浜の宮王子～那智大社）
- 熊野古道（速玉神社～佐野王子）
- 空海が切り開いた、高野山町石道のみち
- ぶらり海南歩き旅・徳川家墓所の長保寺へのみち
- 和歌の浦海岸から黒江の漆器へのみち
- 華岡青洲の里 大和街道の歴史探勝のみち
- 中将姫の隠れ里から湯浅の町並を訪れるみち
- 煙樹ヶ浜の松林と熊野古道（日ノ岬～道成寺）

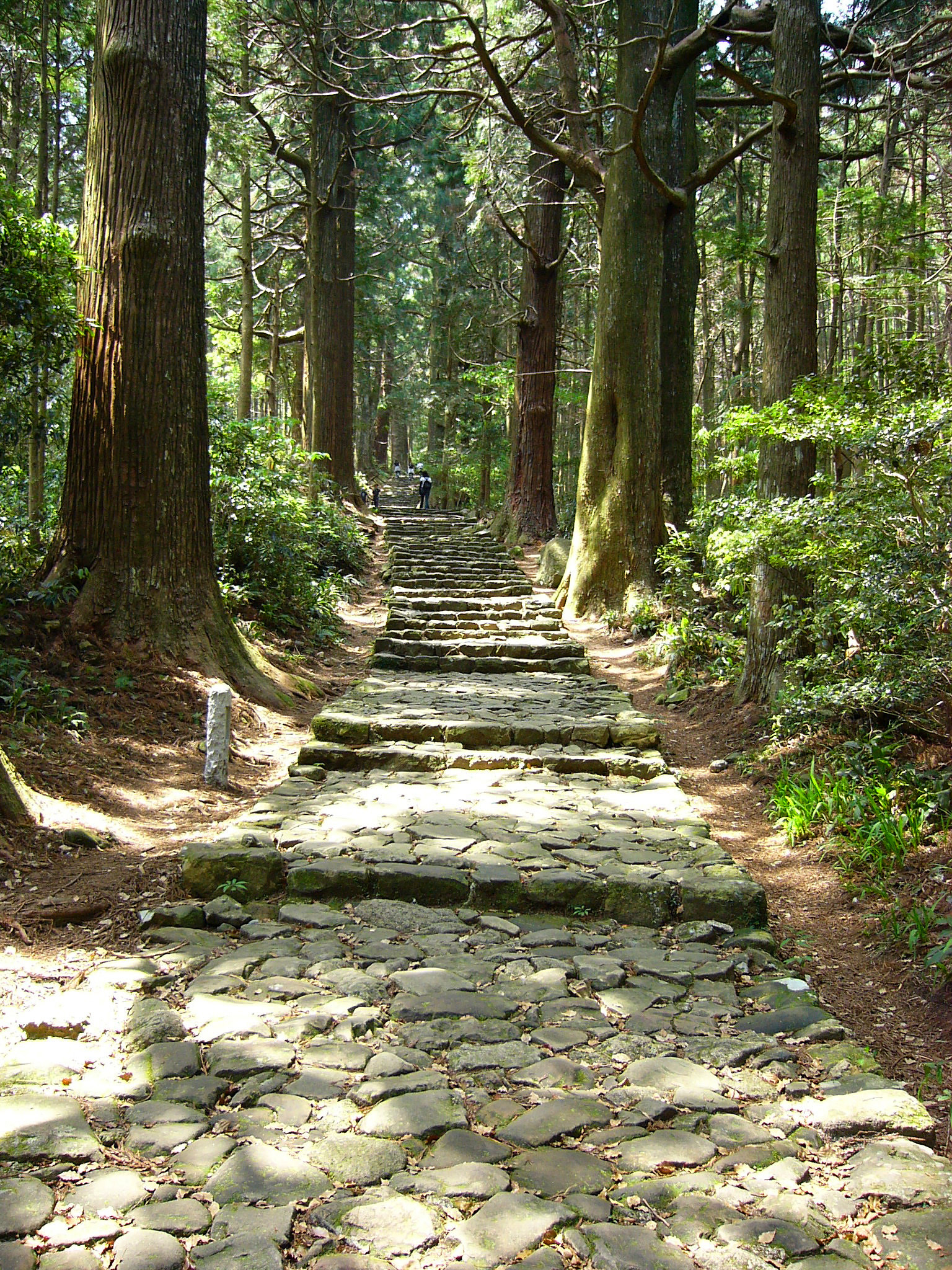
熊野古道（浜の宮王子～那智大社）
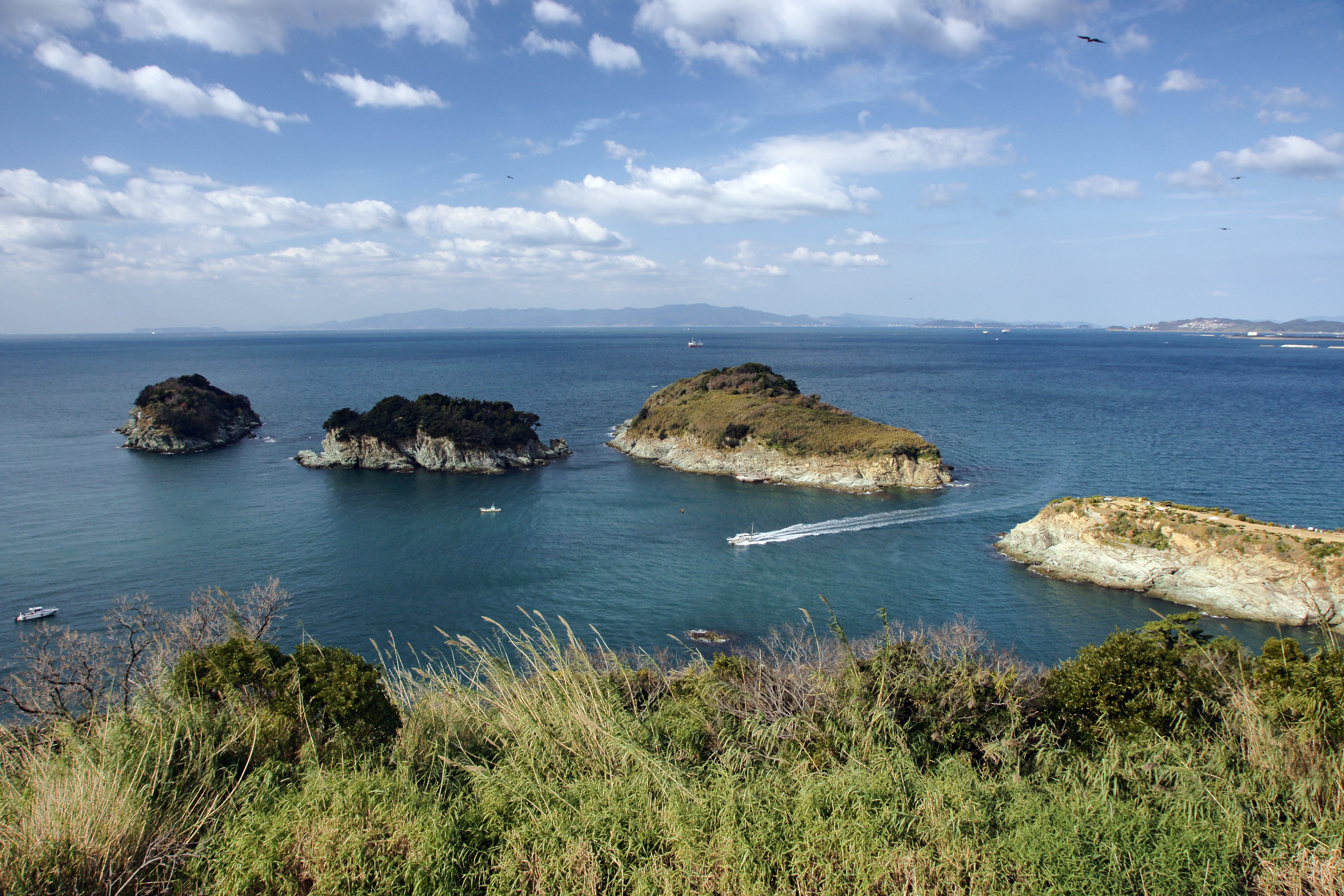
和歌の浦海岸から黒江の漆器へのみち
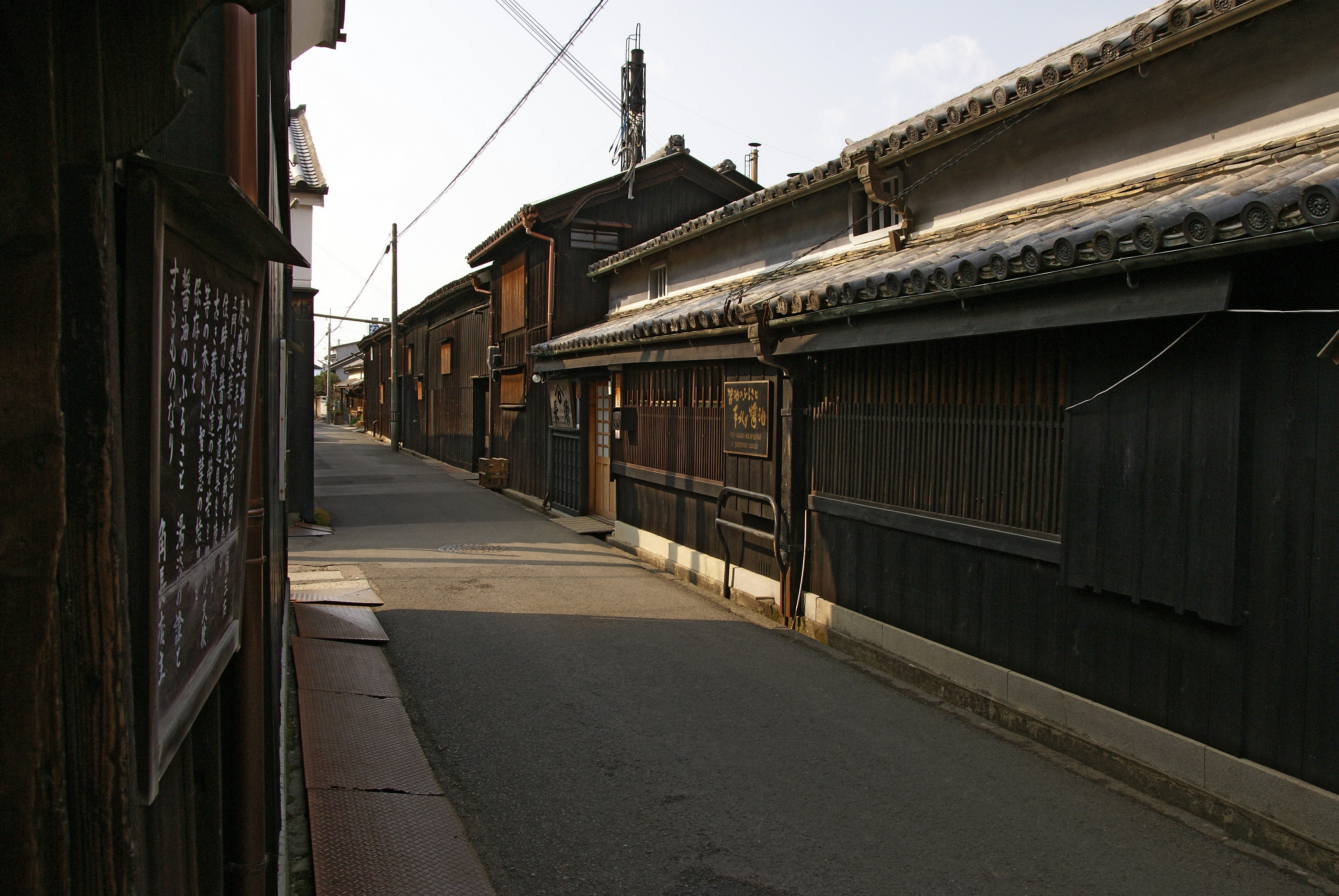
中将姫の隠れ里から湯浅の町並を訪れるみち

## 中国地方

### 鳥取県

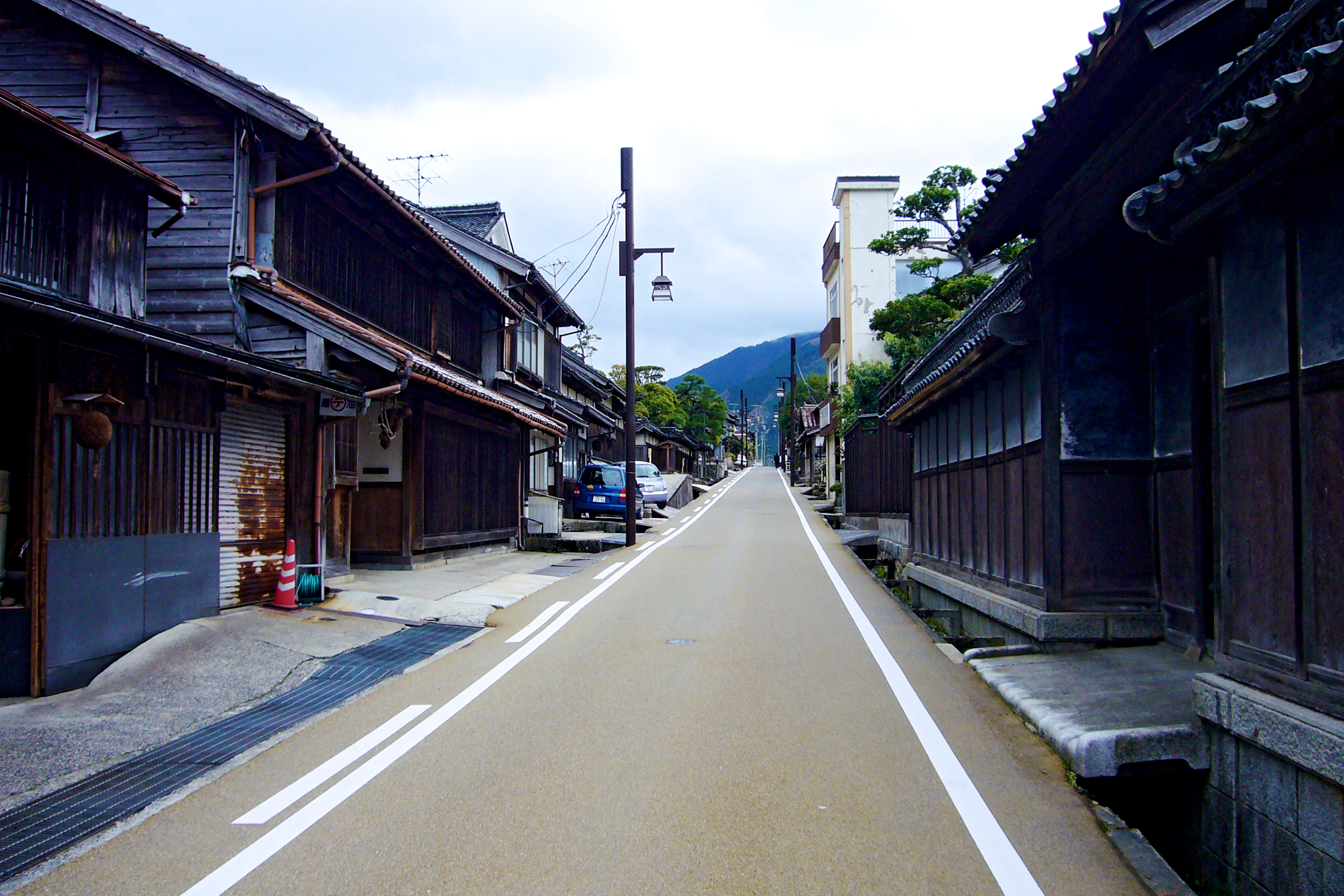
因幡街道・智頭宿と往来を訪ねるみち
- 「鶴の湖」東郷湖を巡るみち
- 大山山麓、名水と古代のロマンを訪ねるみち
- 「太平記」の舞台・潮風のみち
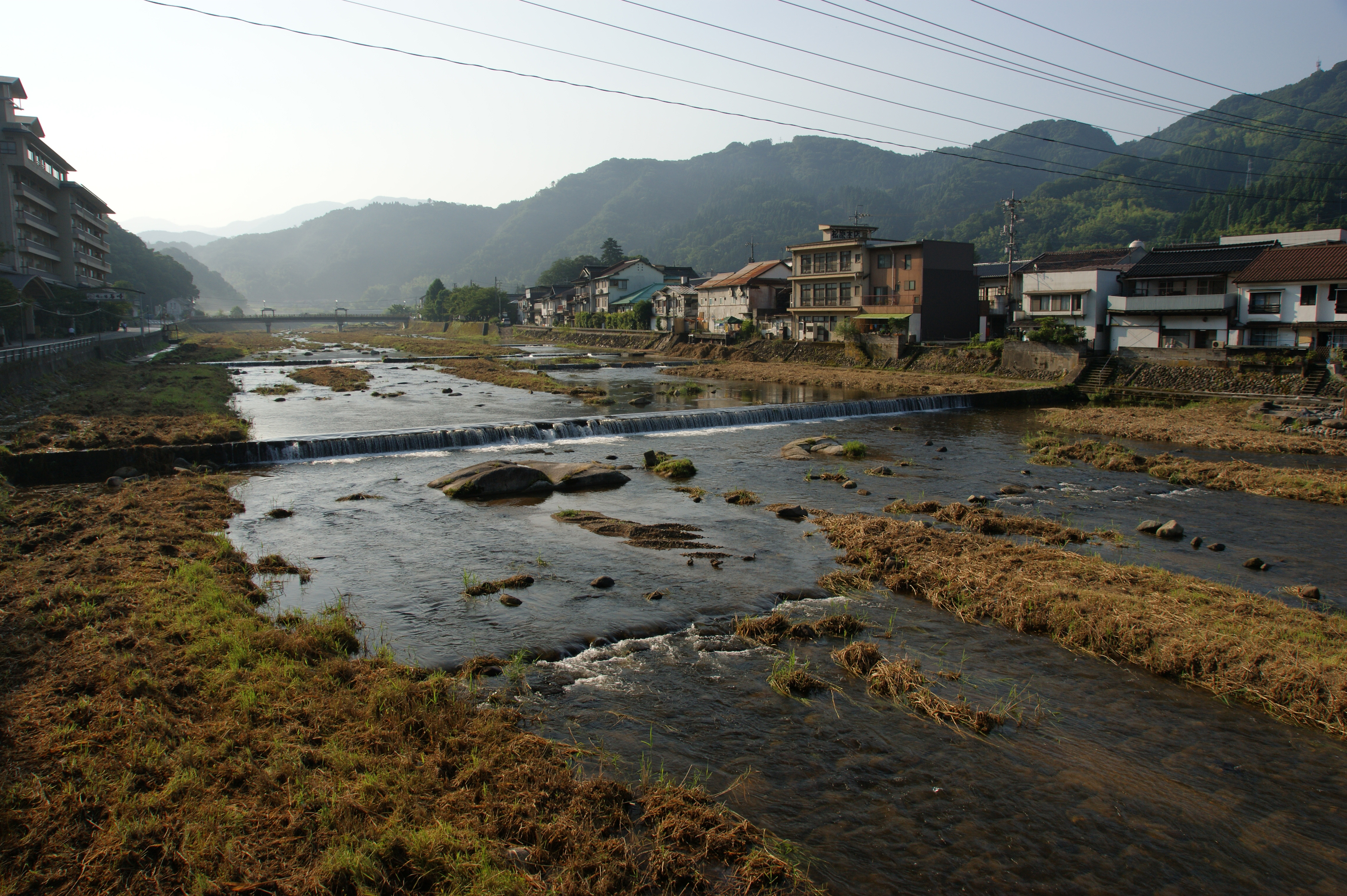
やすらぎの水辺三徳川と三朝温泉のみち
- 鳥取砂丘と鳥取城址を巡るみち
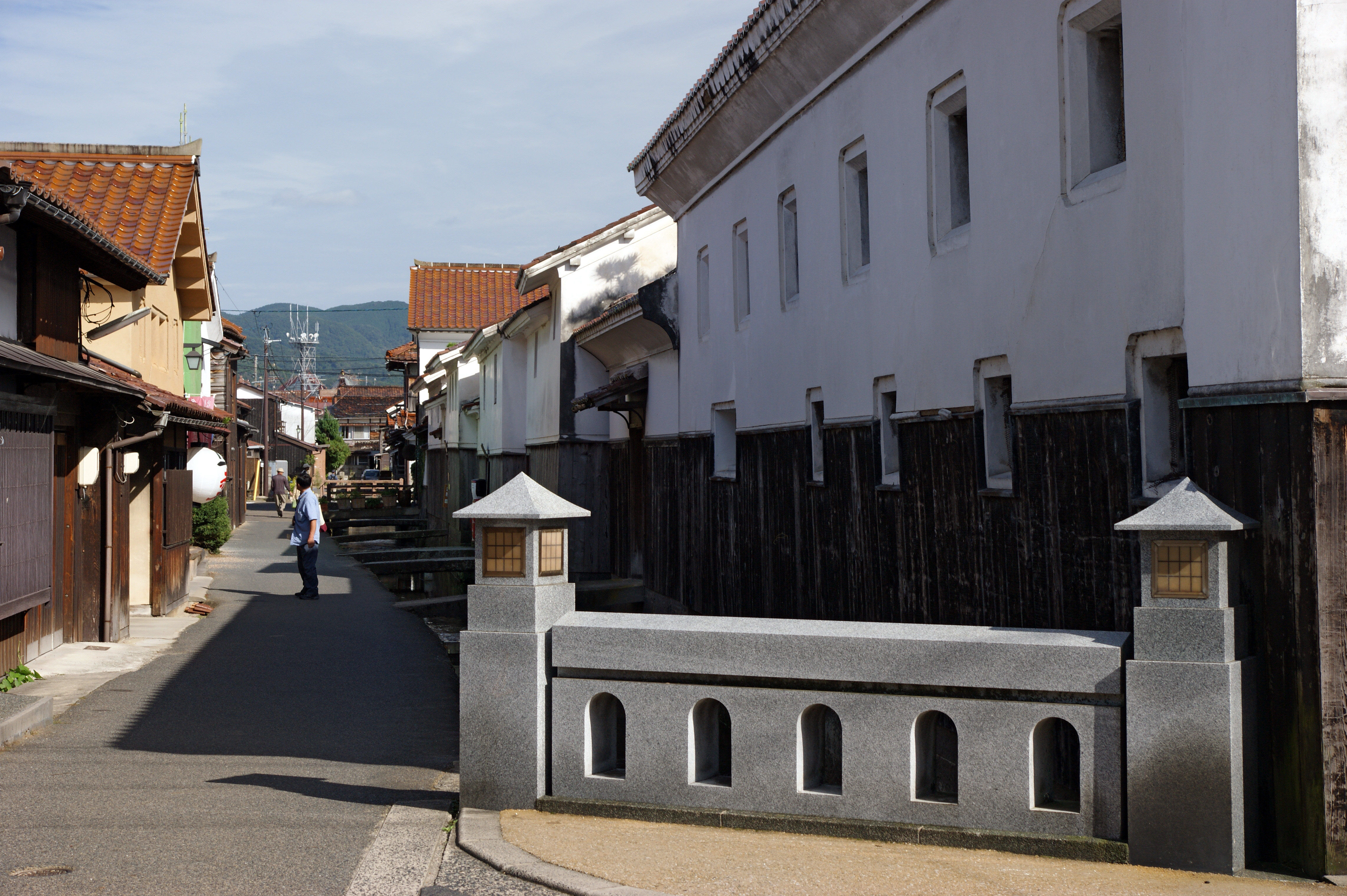
倉吉白壁土蔵と国分寺遺跡を巡るみち
- 米子下町と彫刻ロードをたどるみち
- 鬼太郎と歩く、水木しげるロード
- 小泉八雲・ハーンのみち

- 因幡街道・智頭宿と往来を訪ねるみち
- やすらぎの水辺三徳川と三朝温泉のみち
- 倉吉白壁土蔵と国分寺遺跡を巡るみち

### 島根県
- 出雲国風土記・すさのおのみち

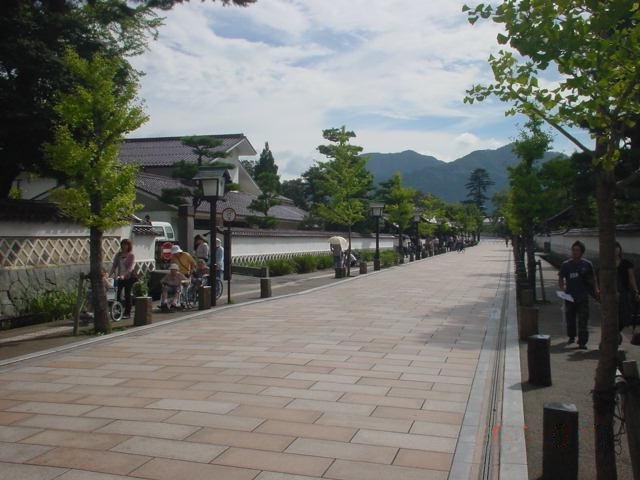
山陰の小京都津和野・城下を巡るみち
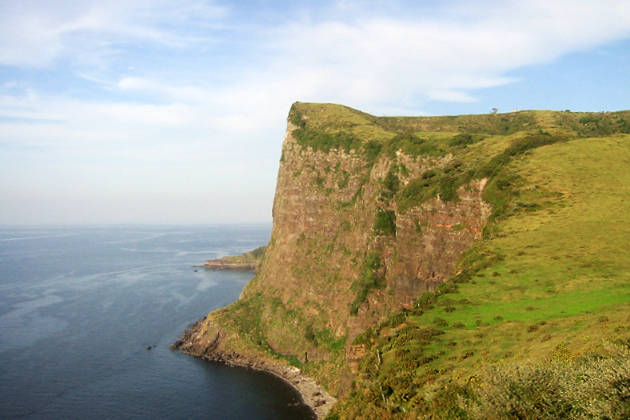
ぐるっと松江・宍道湖〜出雲かんべの里巡りのみち
- 石見銀山・往時を偲ぶ銀山街道
- 出雲大社・神都再発見、開拓の浜・門前を巡るみち
- 銅剣遺跡・古代ロマン思索のみち
- 古い家並みが残る高瀬川・山手往還
- 癒しの里やさか探訪のみち
- 一畑寺へ歩く、野仏のみち
- 活気みなぎる浜田漁港を巡るみち
- とって隠岐・西の島探勝のみち

- 山陰の小京都津和野・城下を巡るみち
- とって隠岐・西の島探勝のみち

### 岡山県
- 日本のエーゲ海・牛窓、前島の歴史のみち
- 岡山城から瀧の口・吉備の中山へのみち
- 蒜山山麓・牧場探勝のみち

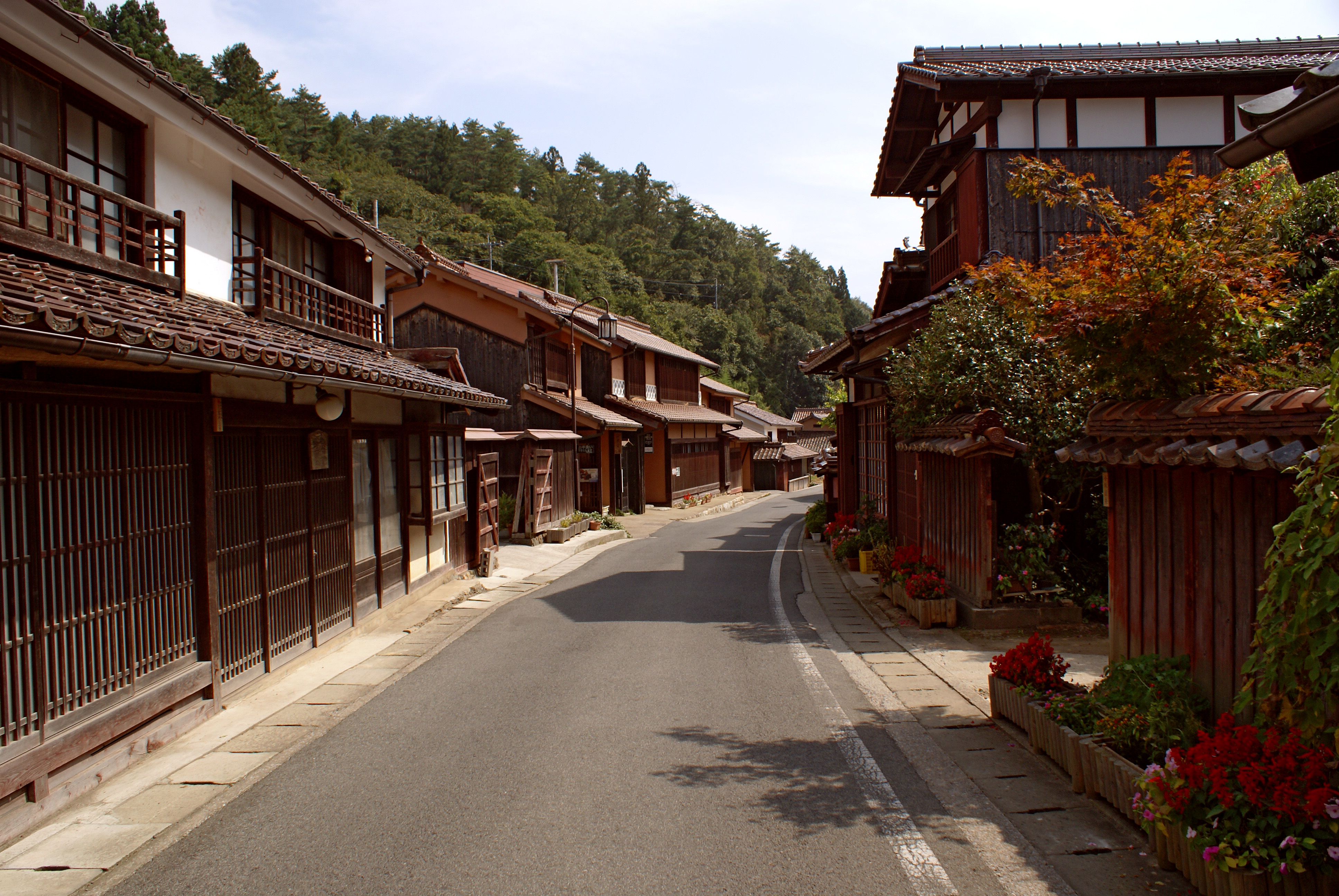
ベンガラ色の吹屋ふるさと村のみち
- おふくの里・ぶらり勝山歴史みち
- 日本三大山城・備中松山城を訪ねるみち
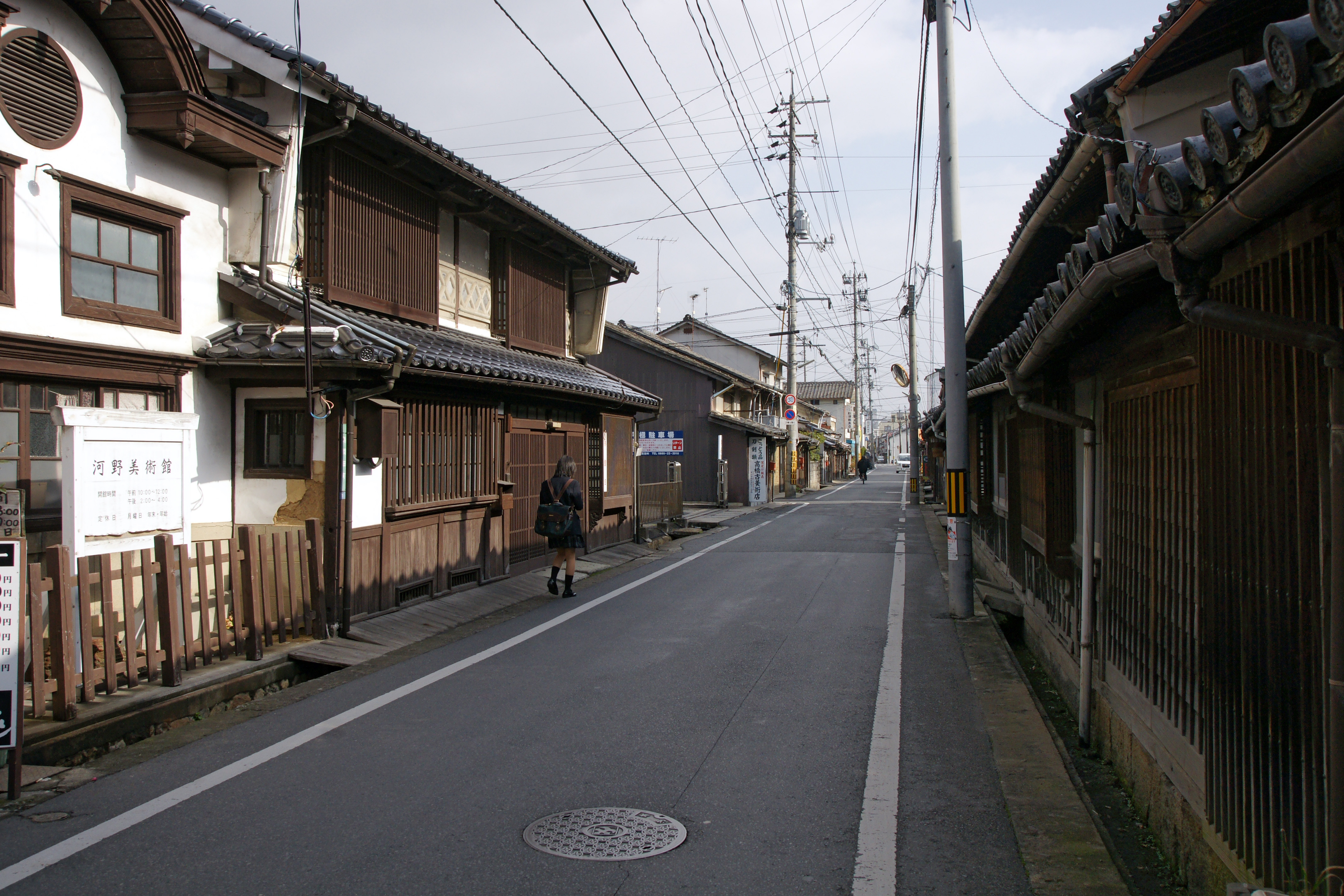
江戸時代を歩く、津山ご城下巡るみち
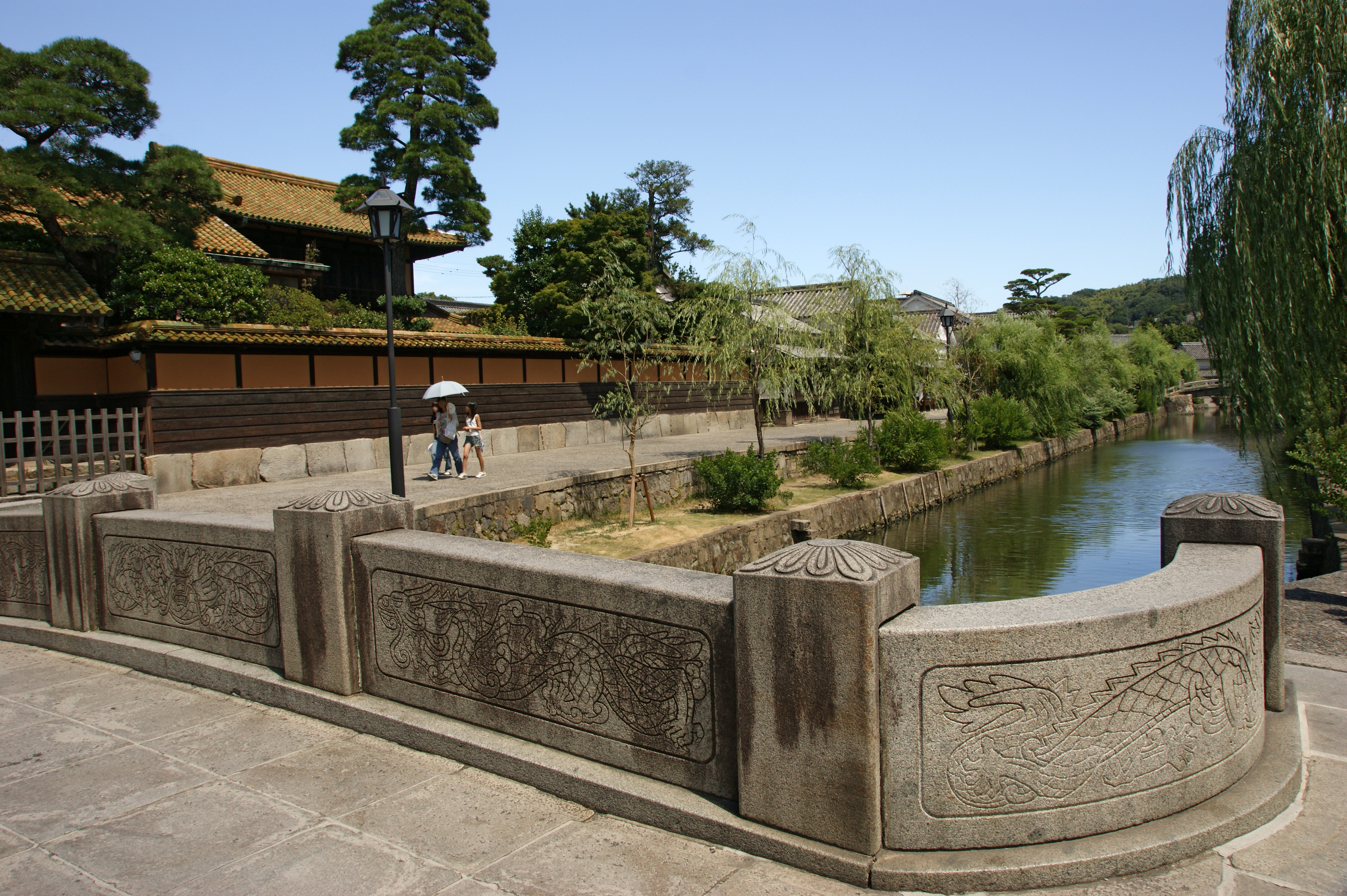
倉敷美観地区・新熊野史跡を訪ねるみち
- 吉永から閑谷学校へのみち
- 玉野花野・深山公園を訪ねるみち
- 古代の山城鬼ノ城から岩屋寺へのみち

- ベンガラ色の吹屋ふるさと村のみち
- 津山ご城下巡るみち（城東町並み保存地区）
- 倉敷美観地区・新熊野史跡を訪ねるみち

### 広島県
- くれ歴史の道（ヒストリーコース）
- 世界文化遺産・原爆ドームコースを巡るみち

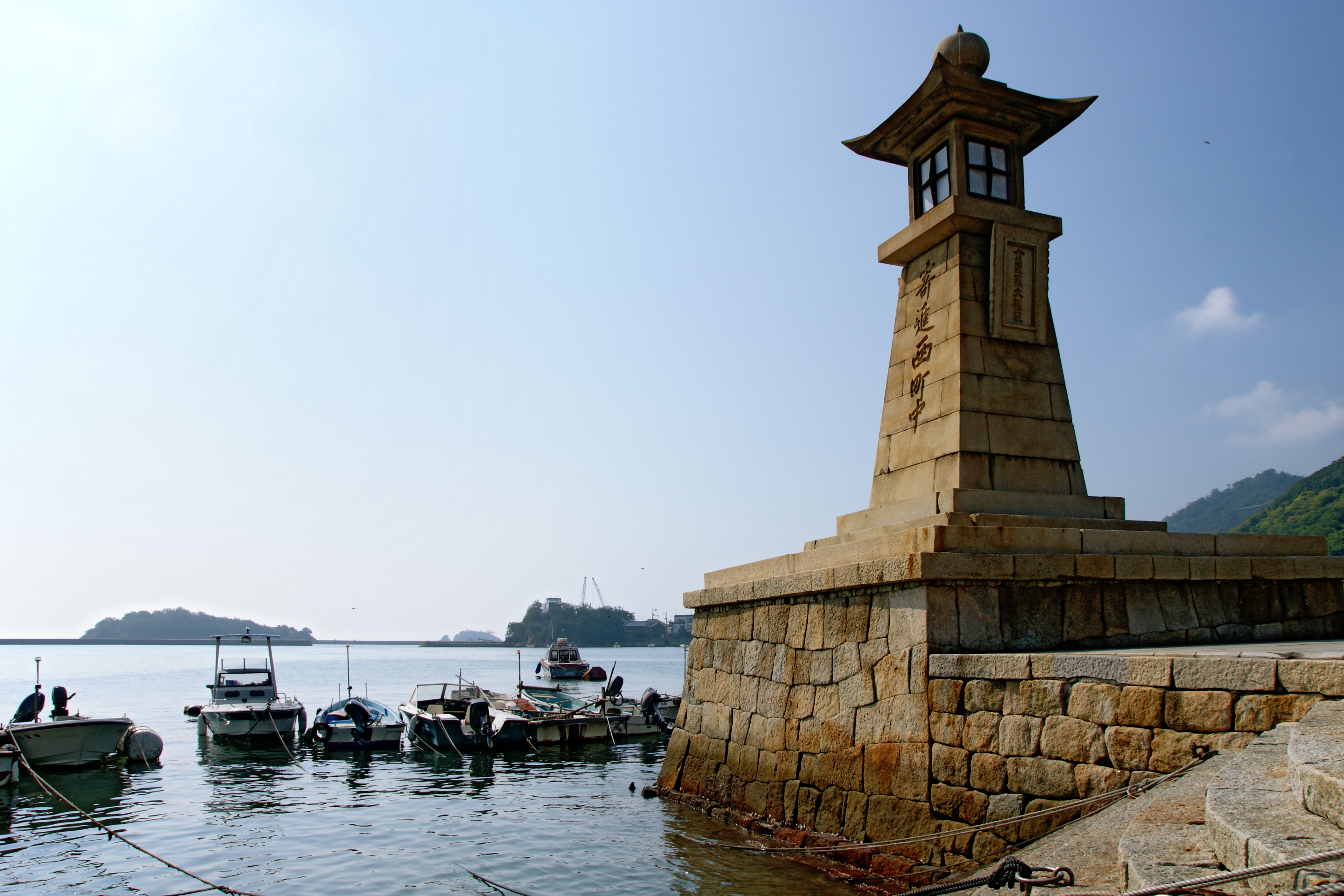
歴史と港町旅情・鞆の浦を訪ねるみち
- 歴史とバラの町・福山を訪ねるみち
- 世界文化遺産・宮島厳島神社へのみち
- いきいきロード・御調を訪ねるみち
- 二葉の里歴史の散歩道
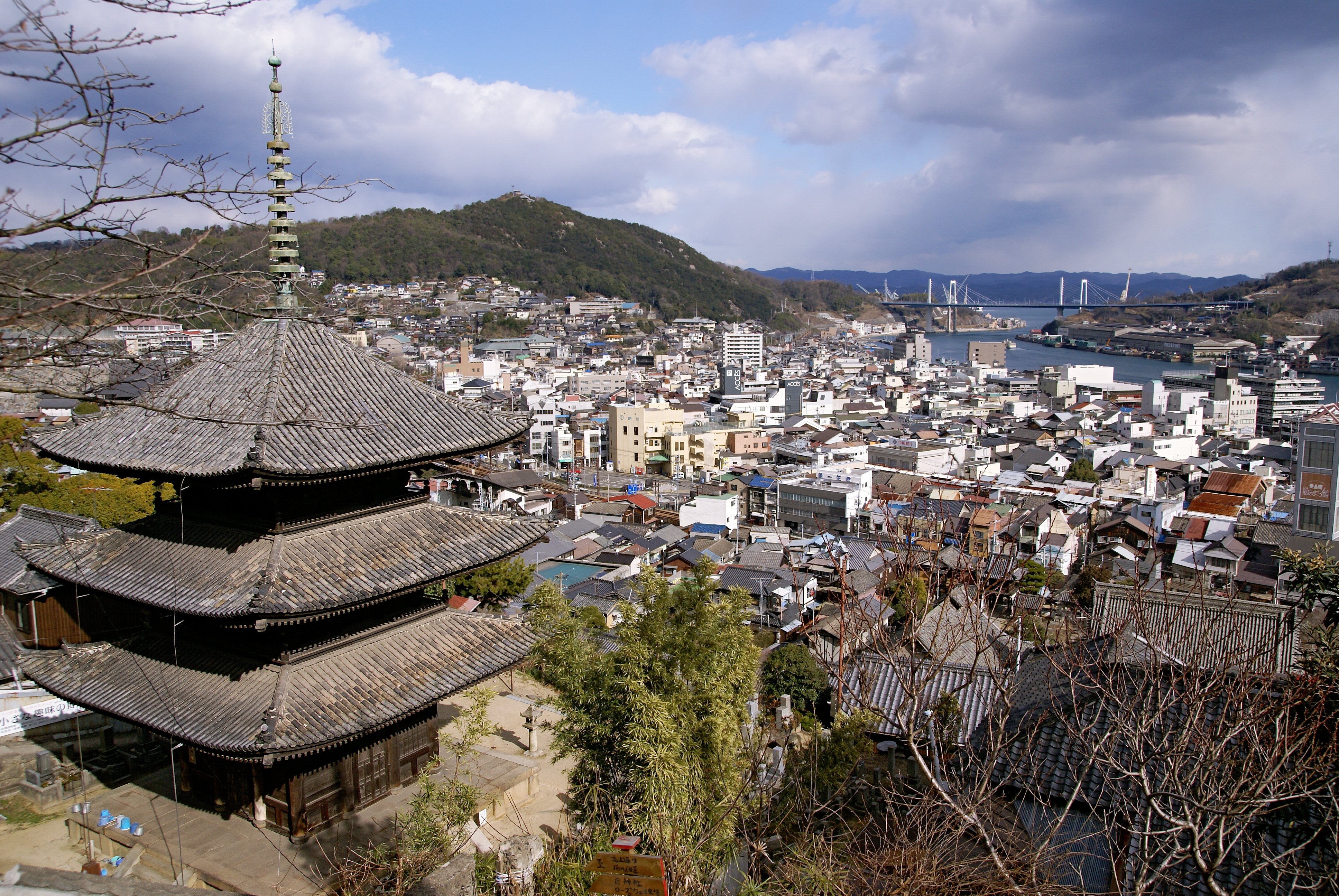
お寺のまち・尾道七佛めぐり
- 銀山街道を歩く・白壁のまち上下
- 生口島・平山郁夫美術館を訪ねるみち

- 歴史と港町旅情・鞆の浦を訪ねるみち
- お寺のまち・尾道七佛めぐり

### 山口県
- 西の京・山口歴史探訪のみち
- 関門歴史ロード

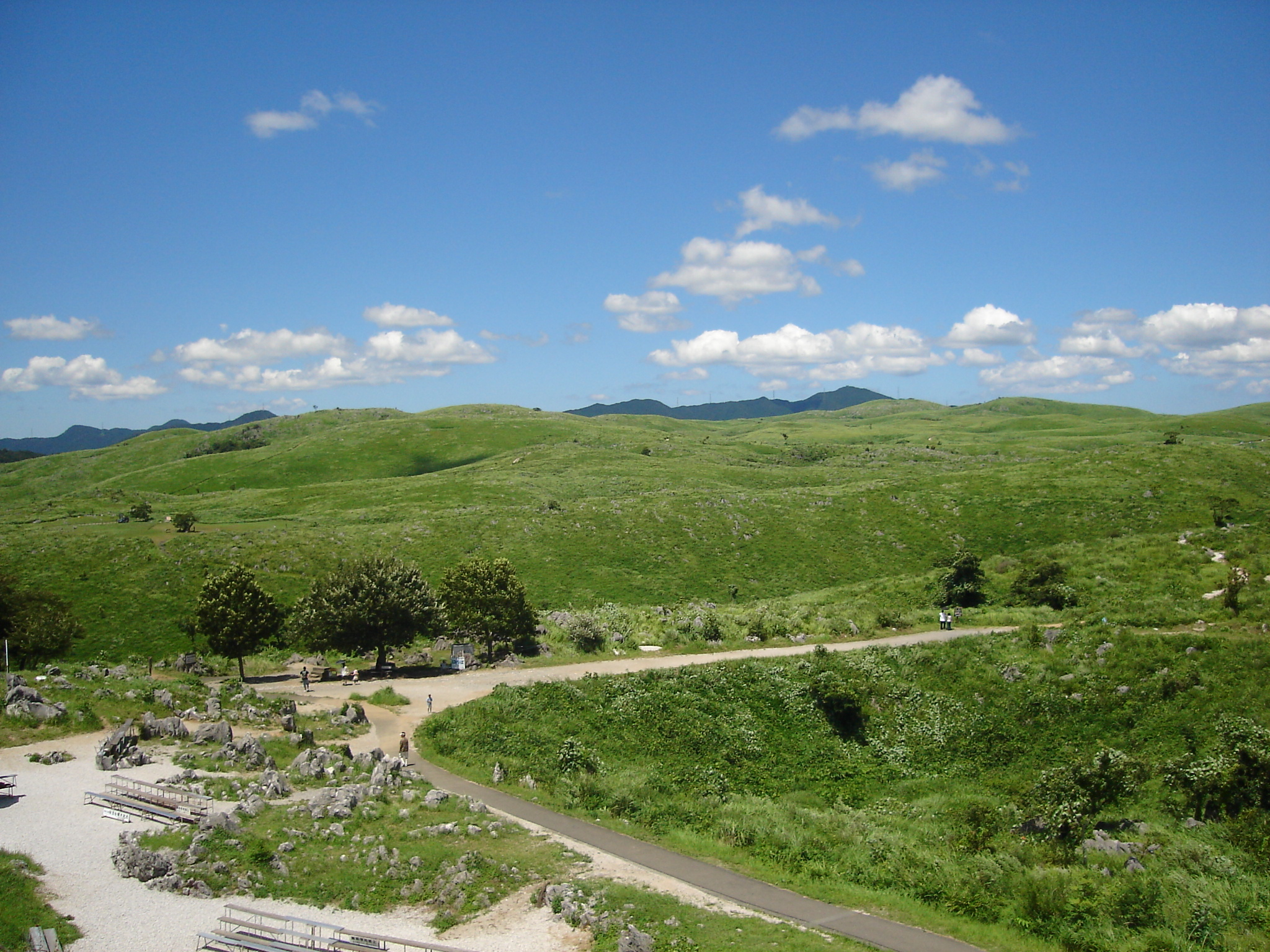
秋吉台探勝のみち 美祢市秋芳町
- 時色の町・萩の歴史を訪ねるみち
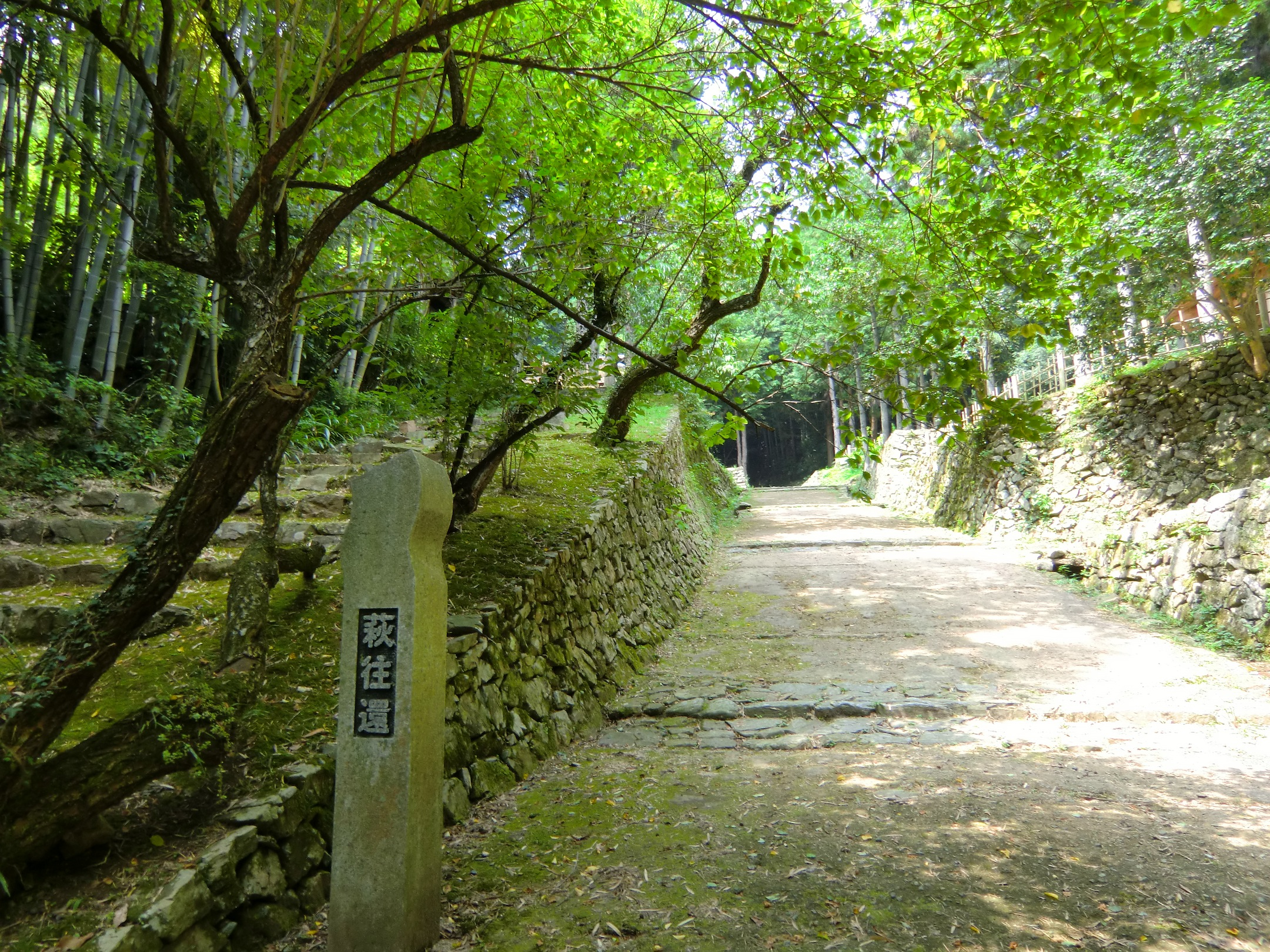
萩往還（萩～佐々並～山口）
- 彫刻のまち宇部・常盤湖を巡るみち
- 萩の水辺のみち
- みすずWAYとみすずの詩情を訪ねる
- 陶の道・若山城登城のみち
- 彦島一周と関門海峡を訪ねるみち

- 秋吉台探勝のみち 美祢市秋芳町
- 萩往還（山口市六軒茶屋跡）

## 四国地方

### 徳島県

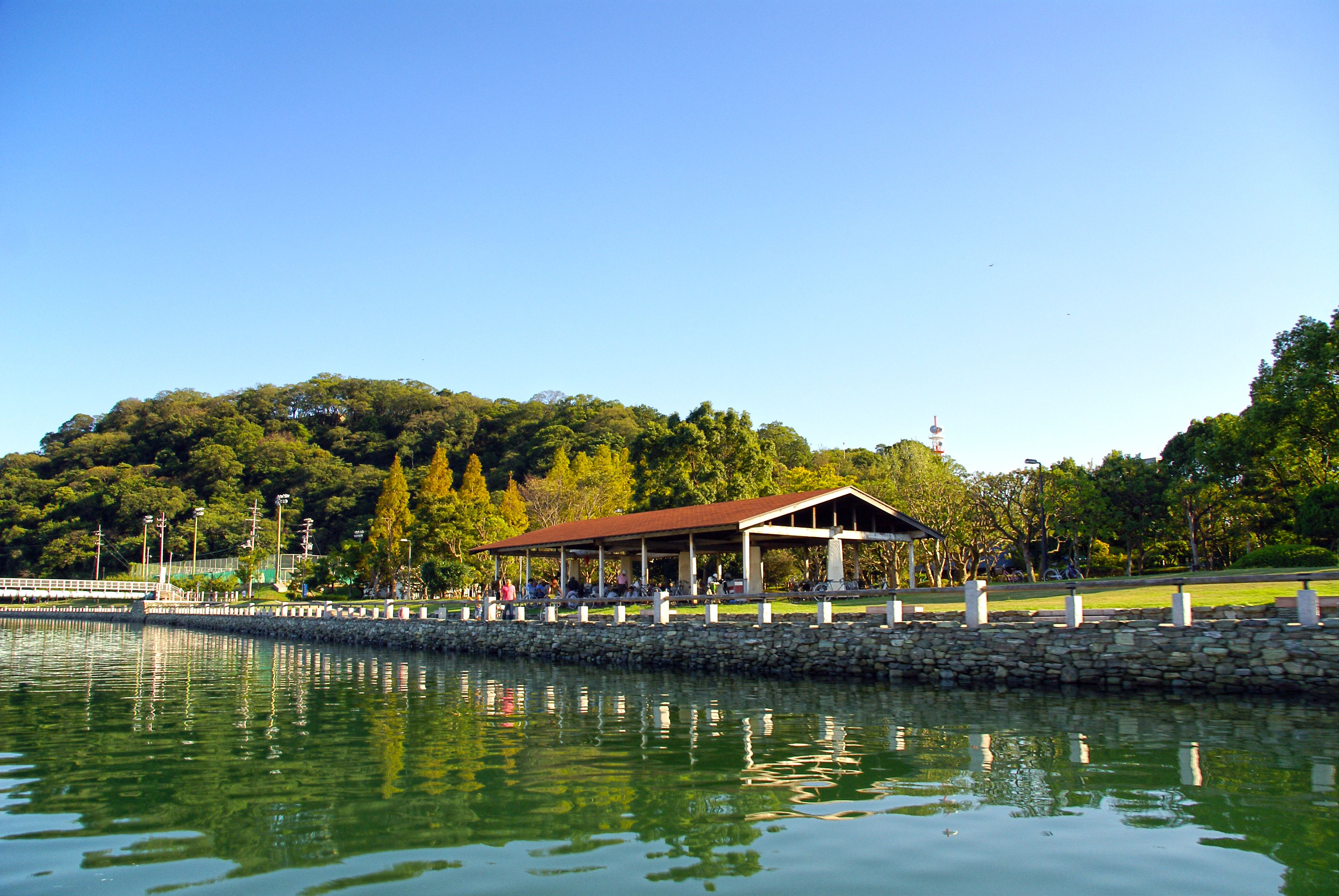
眉山とひょうたん島巡りのみち

- 鳴門海峡渦潮を観るみち
- 阿波の遍路道（吉野川）
- 阿波の遍路道・山なみ遊歩道
- 讃岐街道・義経が通った道II
- かみいたロマンのみち
- 箸蔵街道（池田）
- 眉山とひょうたん島巡りのみち
- 義経が通った道と憩いのみち
- 潮風に吹かれ、清流海部川のみち
- マリンブルーの海と化石連疵を訪ねるみち

- 眉山とひょうたん島巡りのみち

### 香川県
- 源平合戦史跡を巡るみち

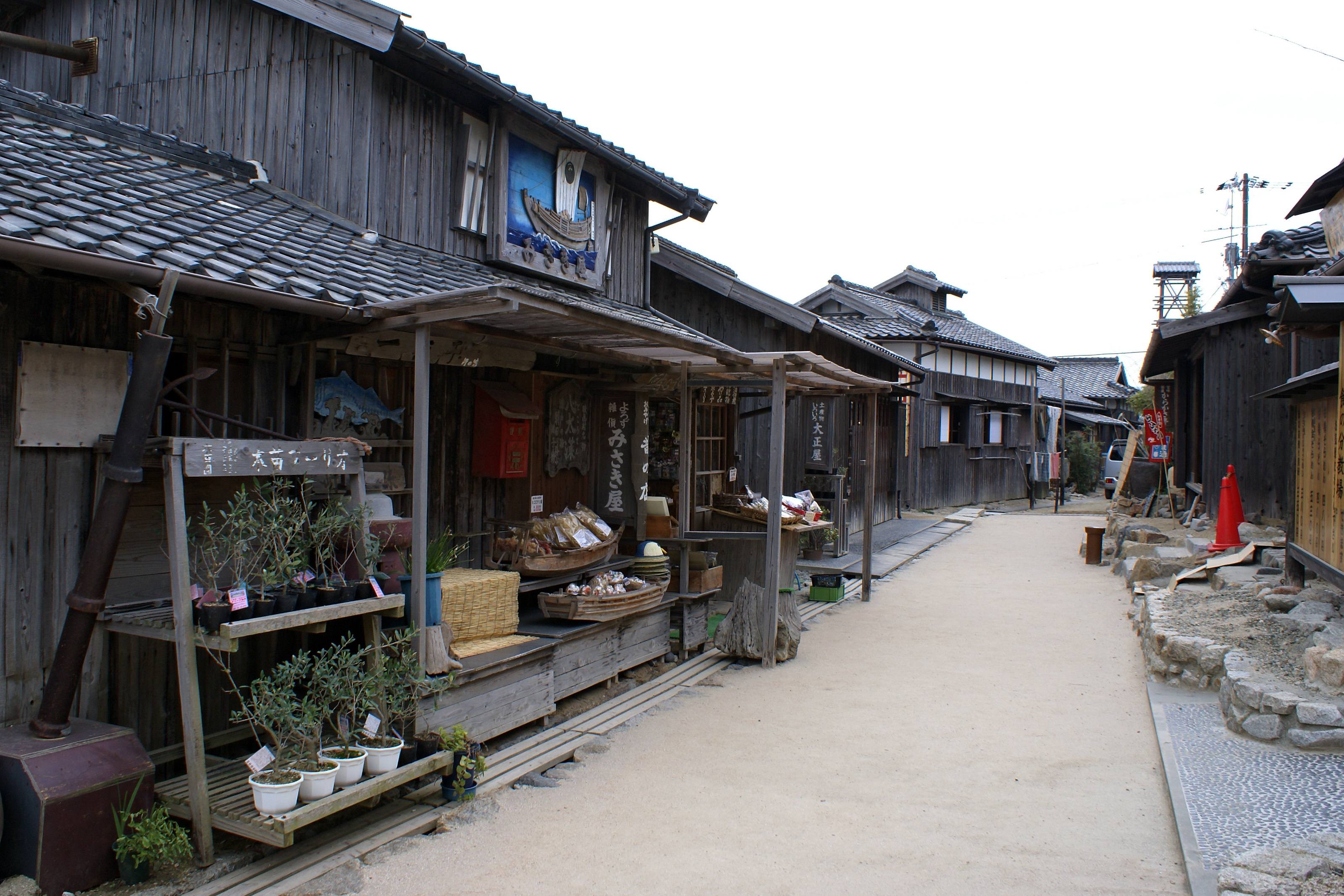
小豆島（二十四の瞳）を巡るみち
- こんぴら街道・満濃池のみち
- 東かがわ杜のみち
- 西讃霊場と有明浜を巡るみち
- 弘法大師の生誕地を訪ねるみち
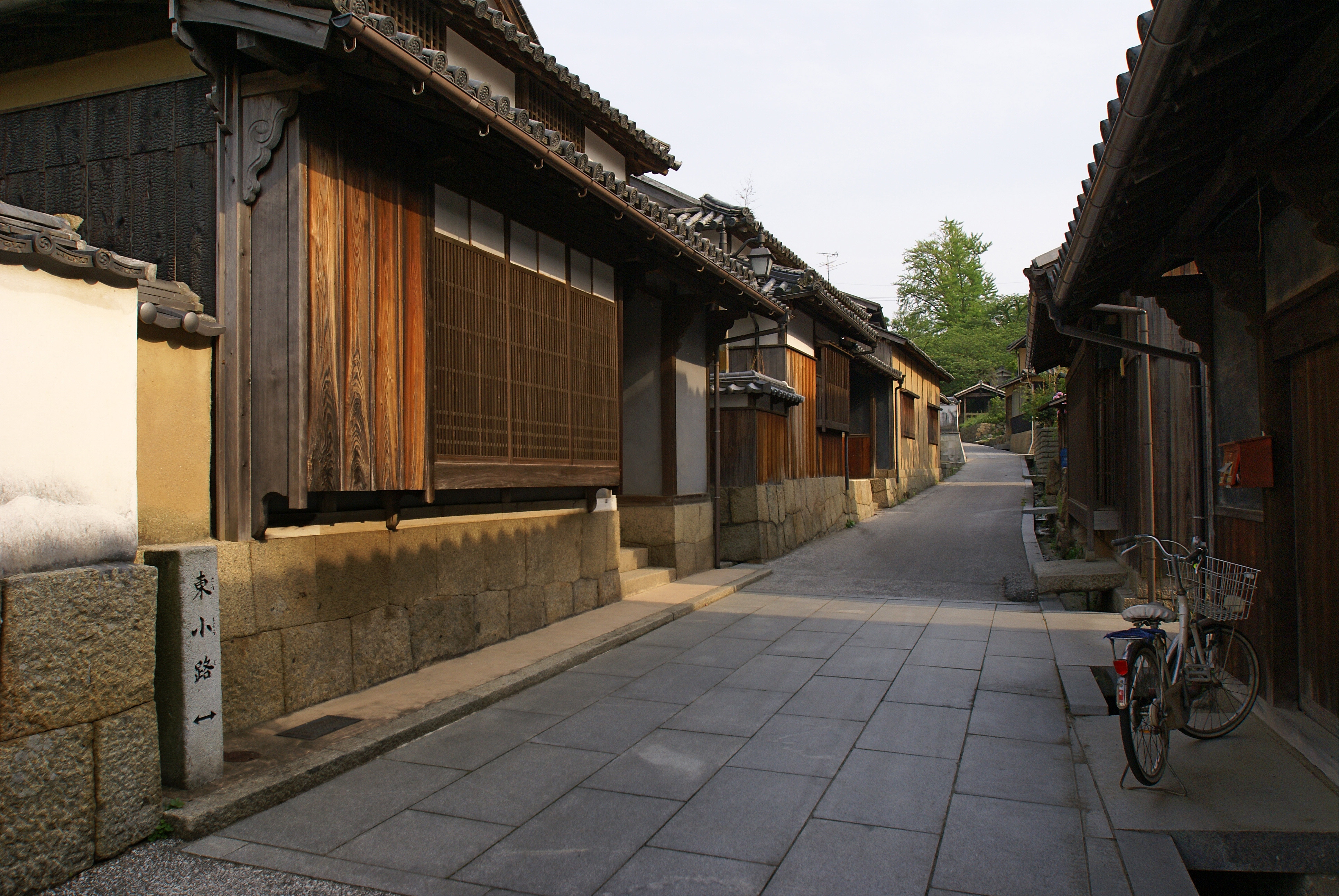
塩飽諸島本島の歴史散歩みち
- 浦島太郎伝説の里を巡るみち
- 崇徳天皇ゆかりの地を訪ねるみち
- 桃太郎伝説鬼ヶ島を訪ねるみち

- 小豆島（二十四の瞳）を巡るみち
- 塩飽諸島本島の歴史散歩みち

### 愛媛県
- しまなみ海道（今治、吉海、宮窪、伯方、大三島、上浦）

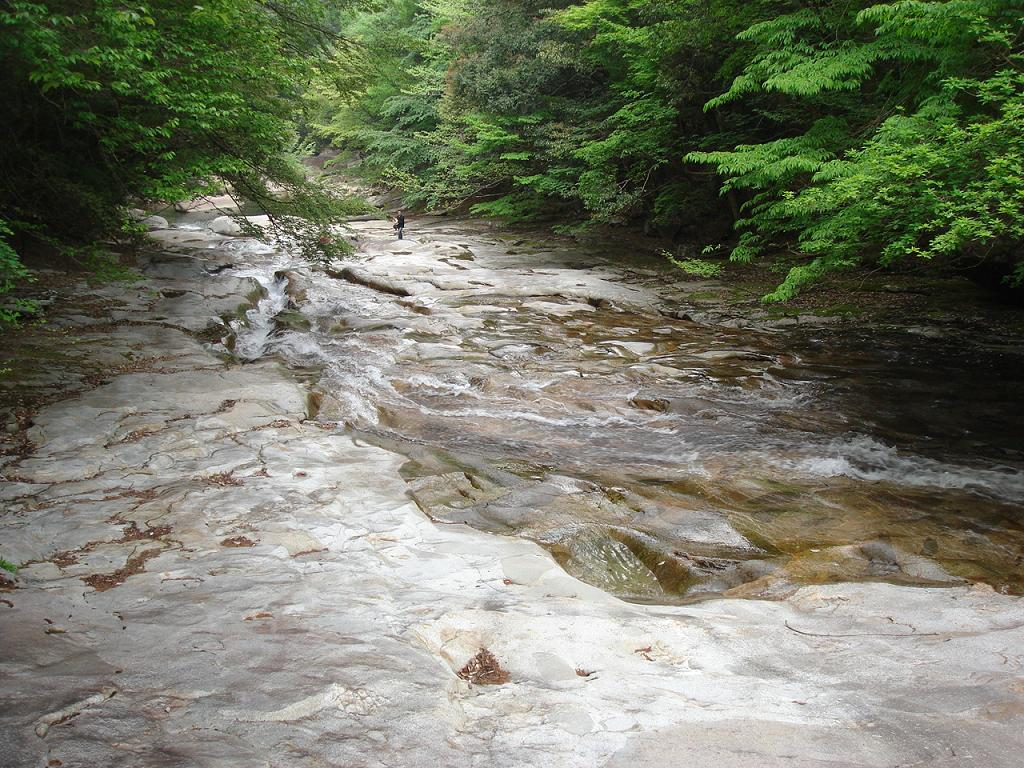
滑床渓谷を巡るみち

- おはなはん肱川と町並み散策のみち
- 四国の道 八日市歴史のみち
- 天と海と出会うみち
- 積善山遊歩道・桜登山道
- 旧新宮村・志の道
- きらめく宇和海と段々畑のみち
- 滑床渓谷を巡るみち
- 伊予山の辺のみち
- 伊予の遍路みち

- 滑床渓谷を巡るみち

### 高知県
- 野根山街道・宿屋杉のみち
- 土佐入野松原へのみち

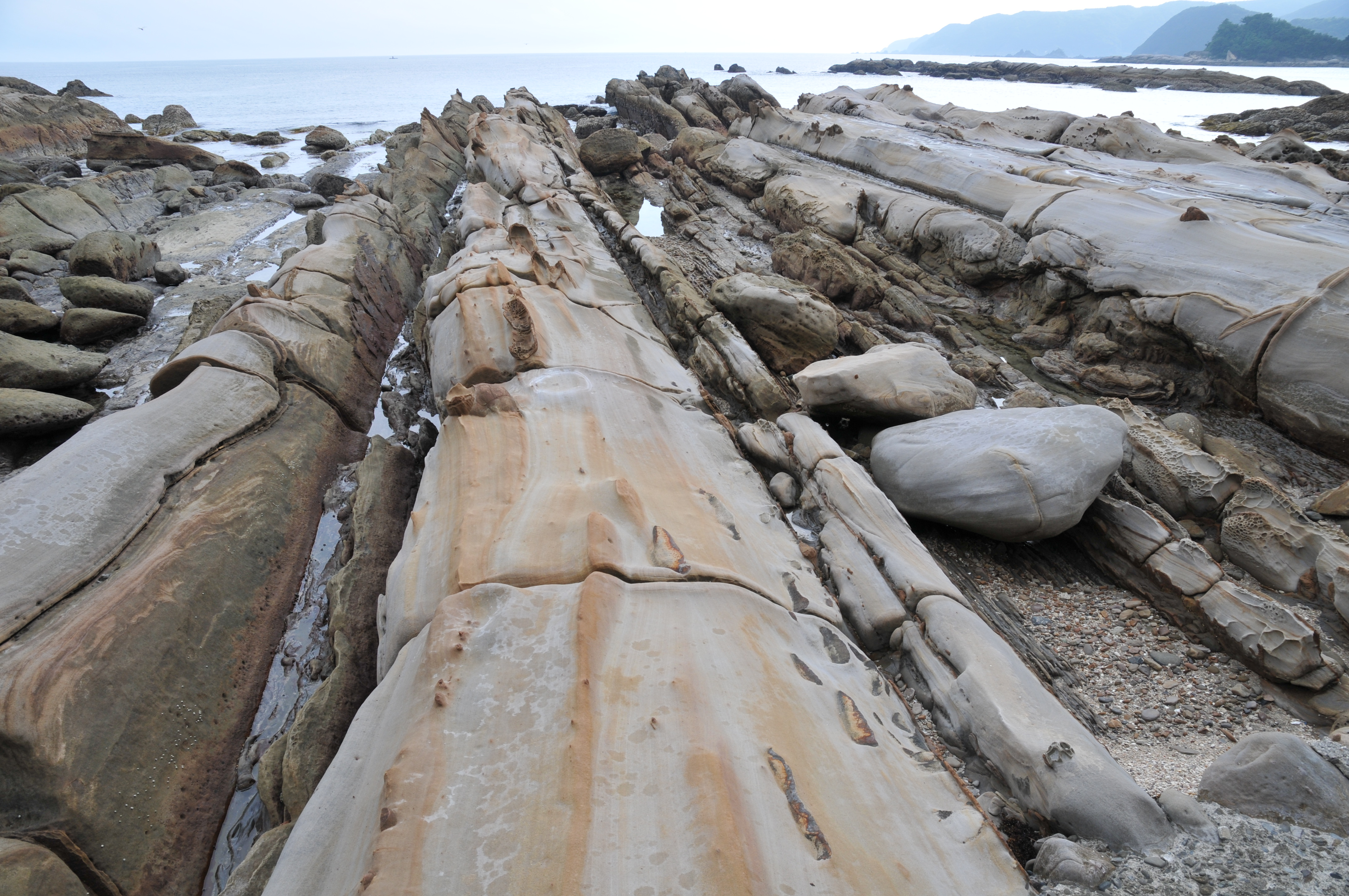
足摺へんろみち
- 四万十川・あかめのみち
- 大堂猿のみち
- 高知城・五台山より桂浜へのみち
- 塩の道（物部大栃ー赤岡）
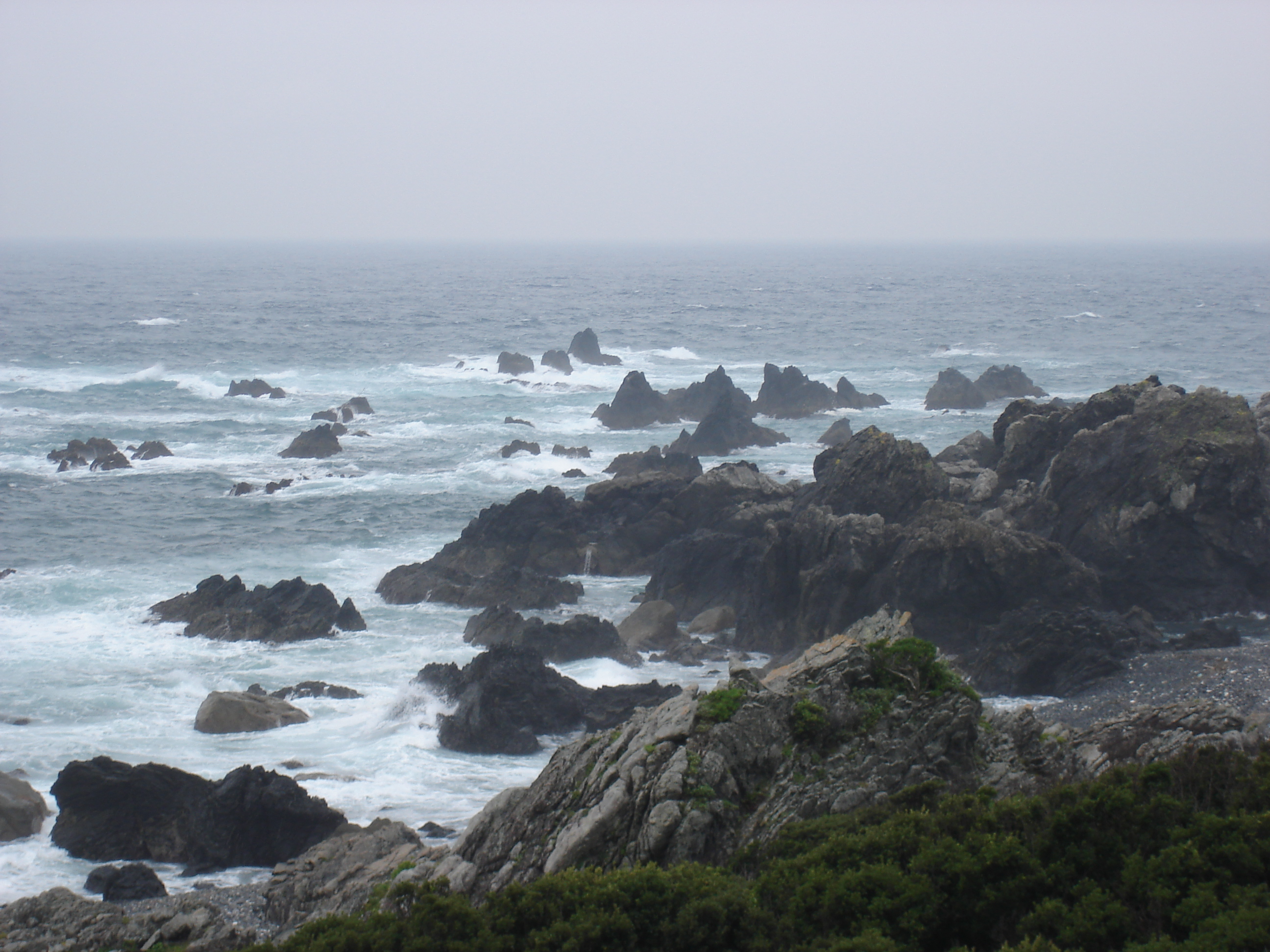
室戸岬・乱礁とへんろみち
- 浪漫の森 横倉山をゆく小径
- ソニアウオーキングコース

- 足摺へんろみち（竜串）
- 室戸岬・乱礁とへんろみち

## 九州地方・沖縄

### 福岡県

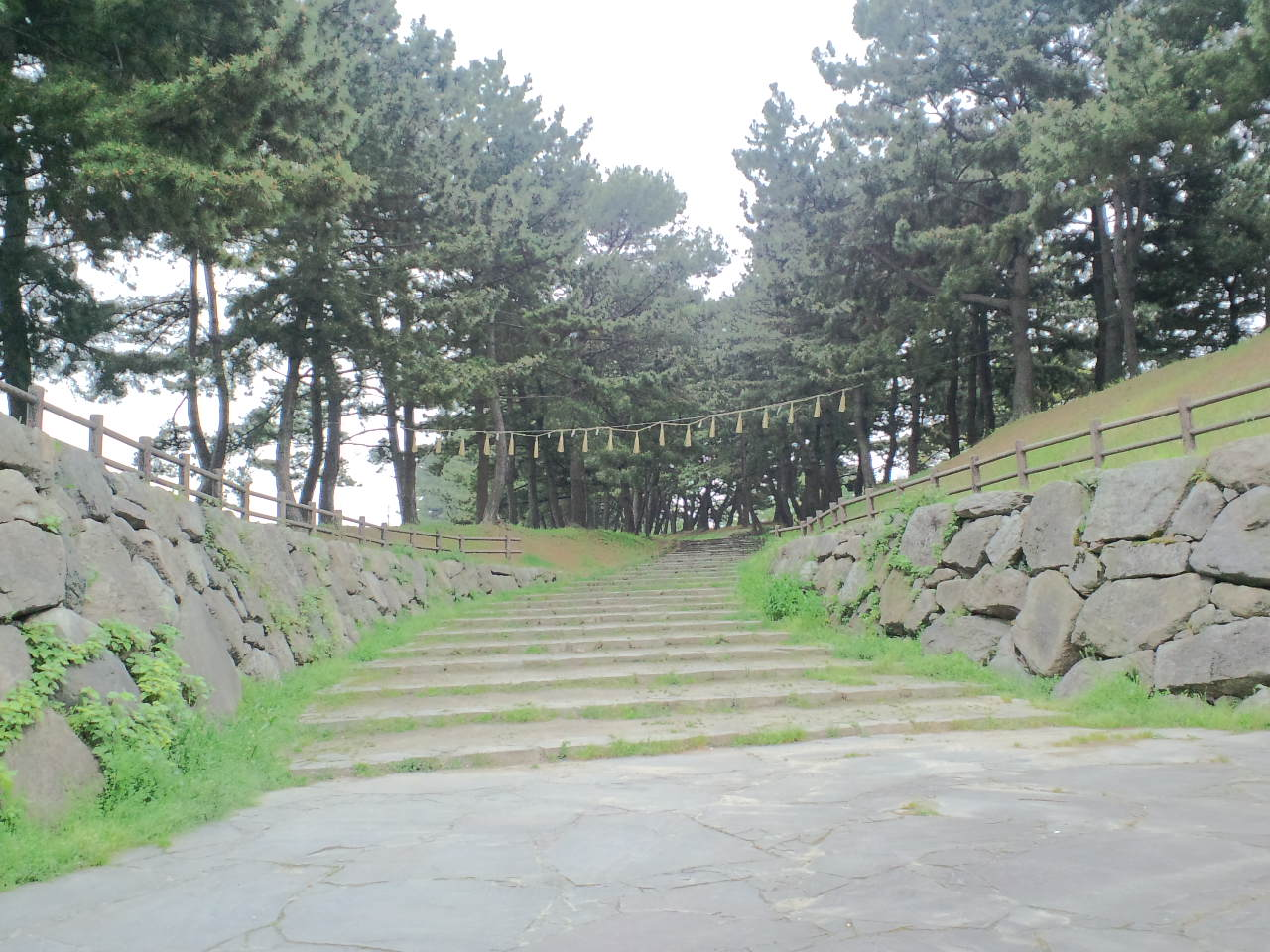
長崎街道・潮騒のみち
- 御井の三泉、高良川・草野の里を巡るみち
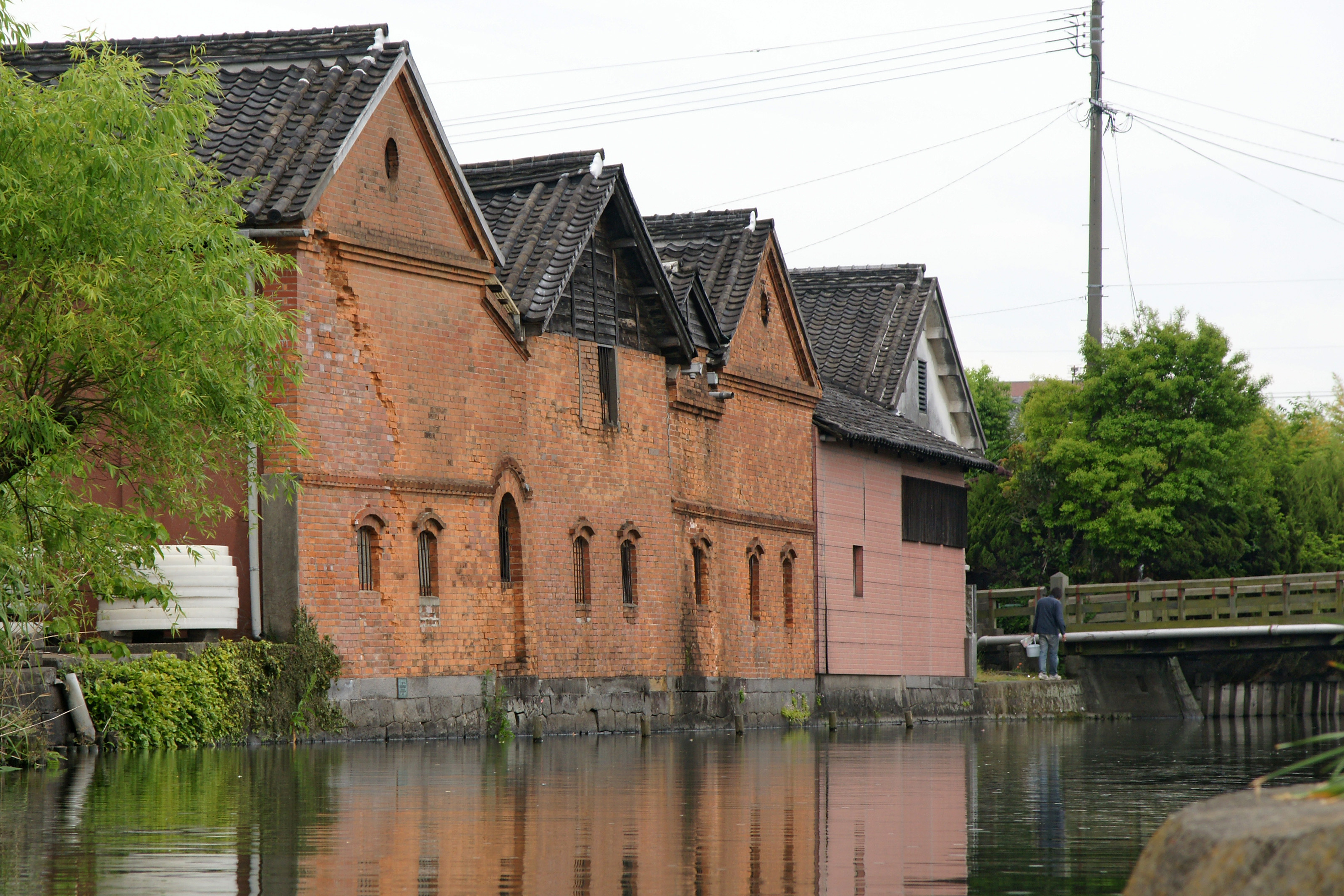
水都・柳川、水辺の散歩みち
- 清水山の史跡を巡るみち
- 農村アメニティ・山包のみち
- 万葉の里・太宰府歴史探訪のみち
- 長崎街道・小竹町歴史探訪のみ
- 海の中道、志賀の島を巡るみち
- 八女丘陵の古墳群を訪ねるみち
- 志摩半島サンセットロード

- 長崎街道・潮騒のみち
- 水都・柳川、水辺の散歩みち

### 佐賀県
- 近年の交通遍歴、佐賀城址・長崎街道
- いで湯と陶芸の武雄・自然と歴史のみち
- 歴史公園「丹邱の里」へのみち
- 有田陶磁器の里を訪ねるみち
- 黒髪山乳待坊ロマンのみち
- 秘窯の里・伊万里を巡るみち

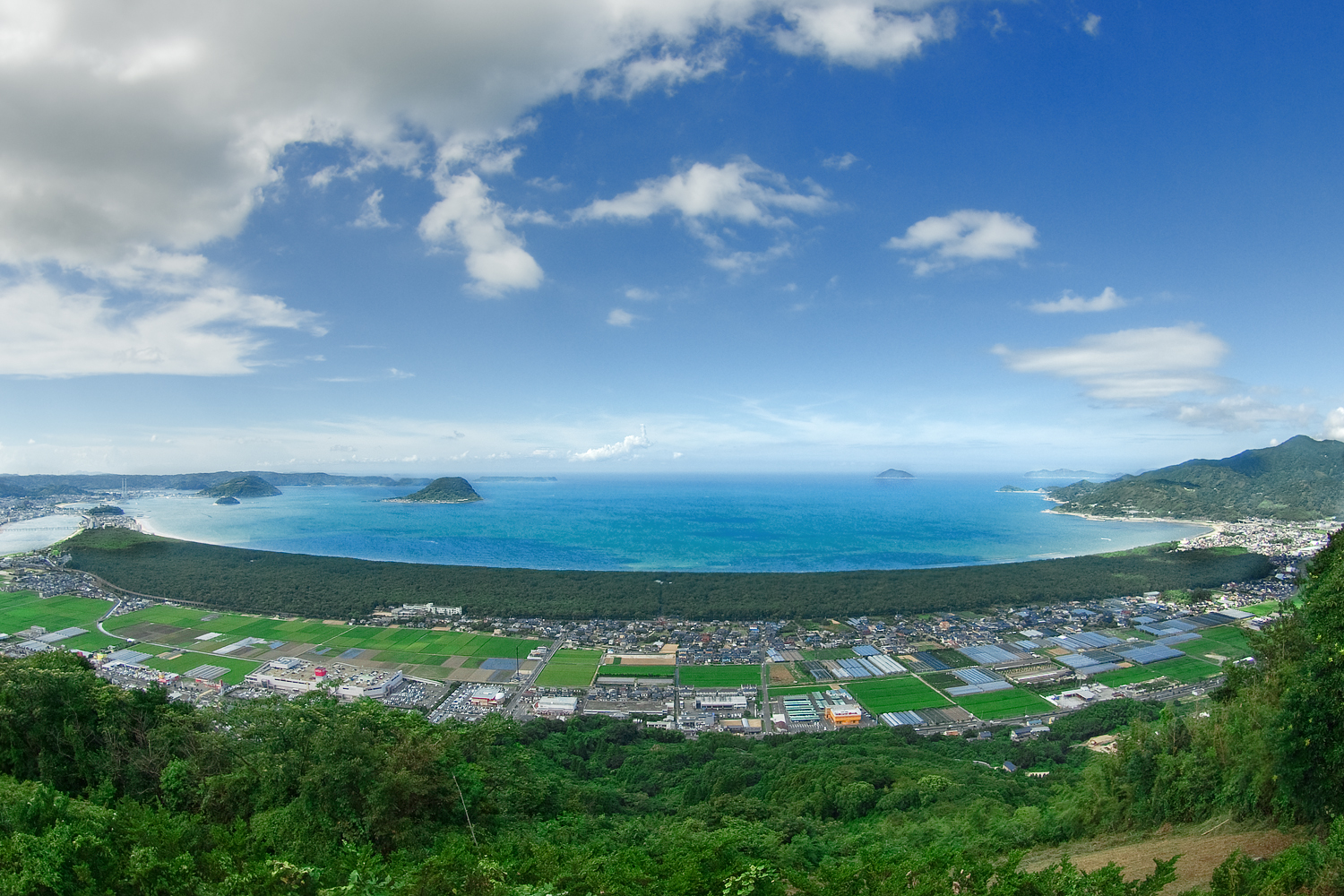
唐津城下と虹の松原を訪ねるみち
- 肥前浜の酒造場を巡るみち
- 水と緑の仁比山・吉野ヶ里を巡るみち
- 5万本のつつじ寺・大興善寺へのみち

- 唐津城下と虹の松原を訪ねるみち

### 長崎県
- 五島列島・遣唐使旅立ちのみち
- 平戸街道（田平～東彼杵）
- 島原街道（鍋島藩領）と島原城址城下町を巡るみち
- 浦上街道・異国情緒と坂を巡るみち
- 佐世保・九十九島眺望のみち
- 長崎街道（長崎・東彼杵）
- 大航海時代の平戸城下町を巡るみち
- 雲仙・地獄歩道を巡るみち
- 対馬、美津島町（自然と共に歩く）を巡るみち
- 壱岐市：自給自足の島を巡るみち

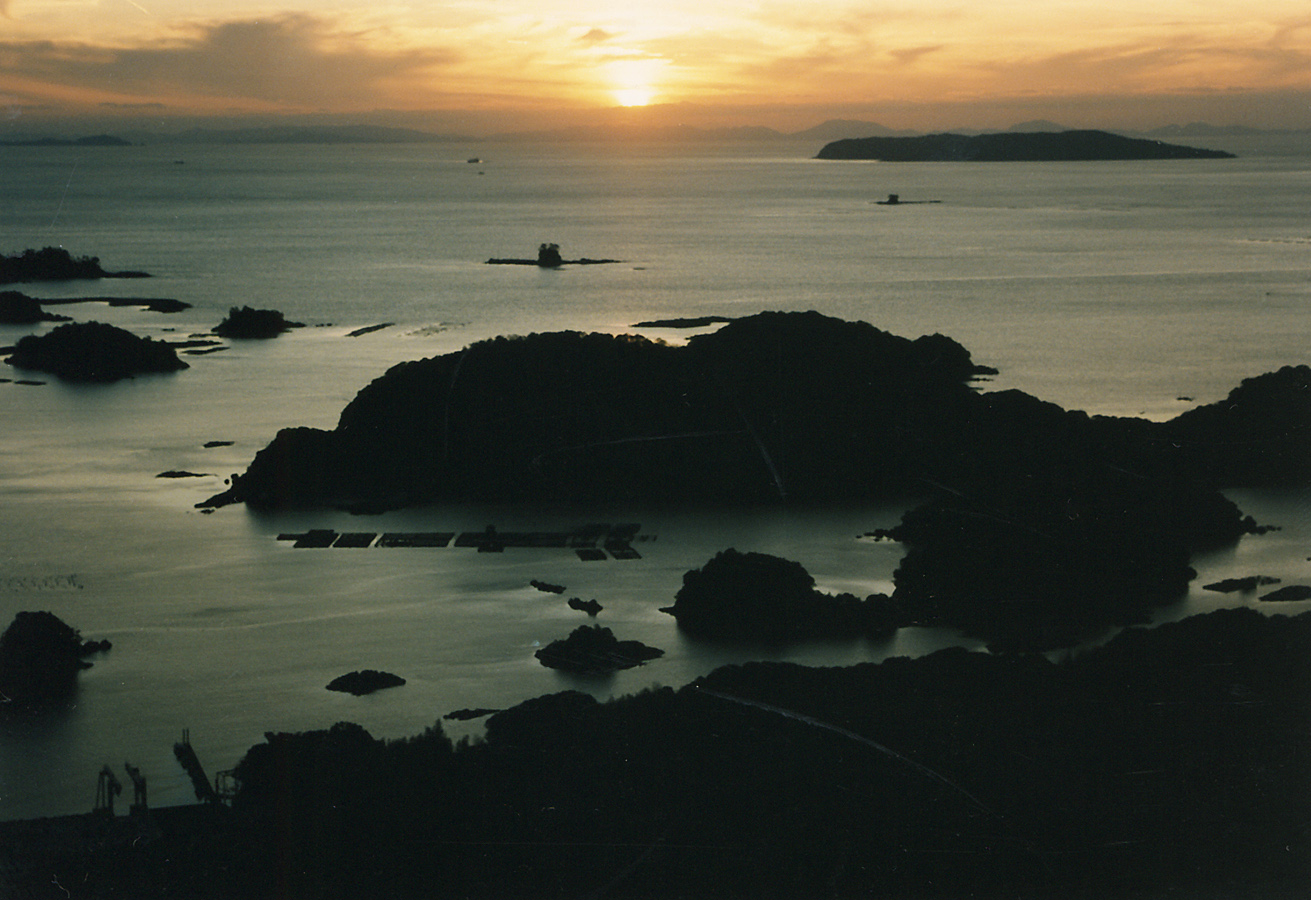
佐世保・九十九島眺望のみち

### 熊本県
- 水前寺公園と熊本城下歴史探訪のみち
- 球磨川と人吉相良の歴史を訪ねるみち
- 矢部郷「通潤橋」へつづくみち
- 不知火海展望と土蔵、白壁の松合のみち
- 八代・火の国発祥の地、石工の里のみち
- 西南の役「田原坂」歴史のみち
- 阿蘇外輪山と白川水源、一心行の桜を巡るみち
- 天草の海と切支丹を訪ねるみち
- あんずの丘と菊池城歴史探訪のみち
- 南小国・そば街道

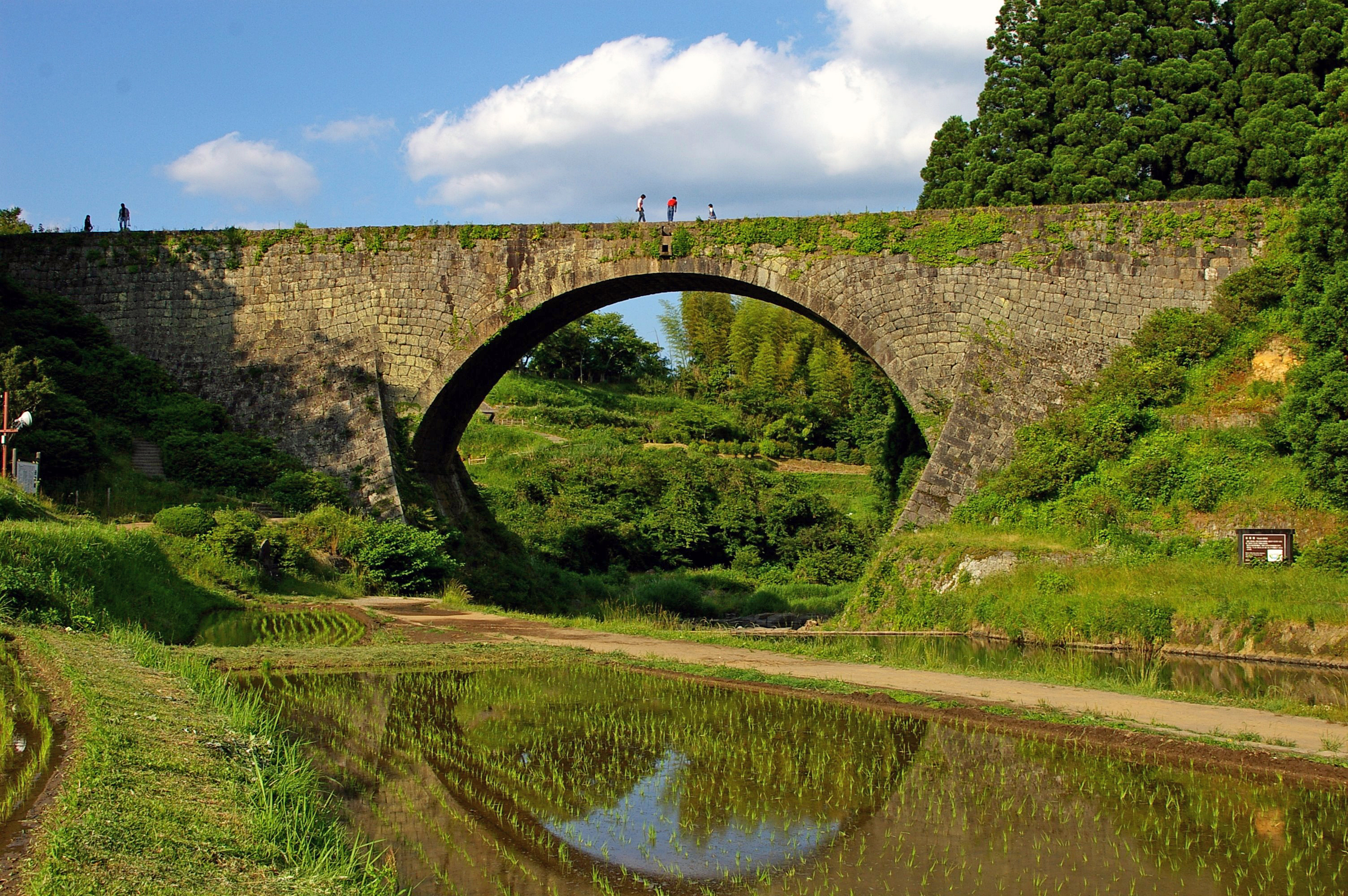
矢部郷「通潤橋」へつづくみち
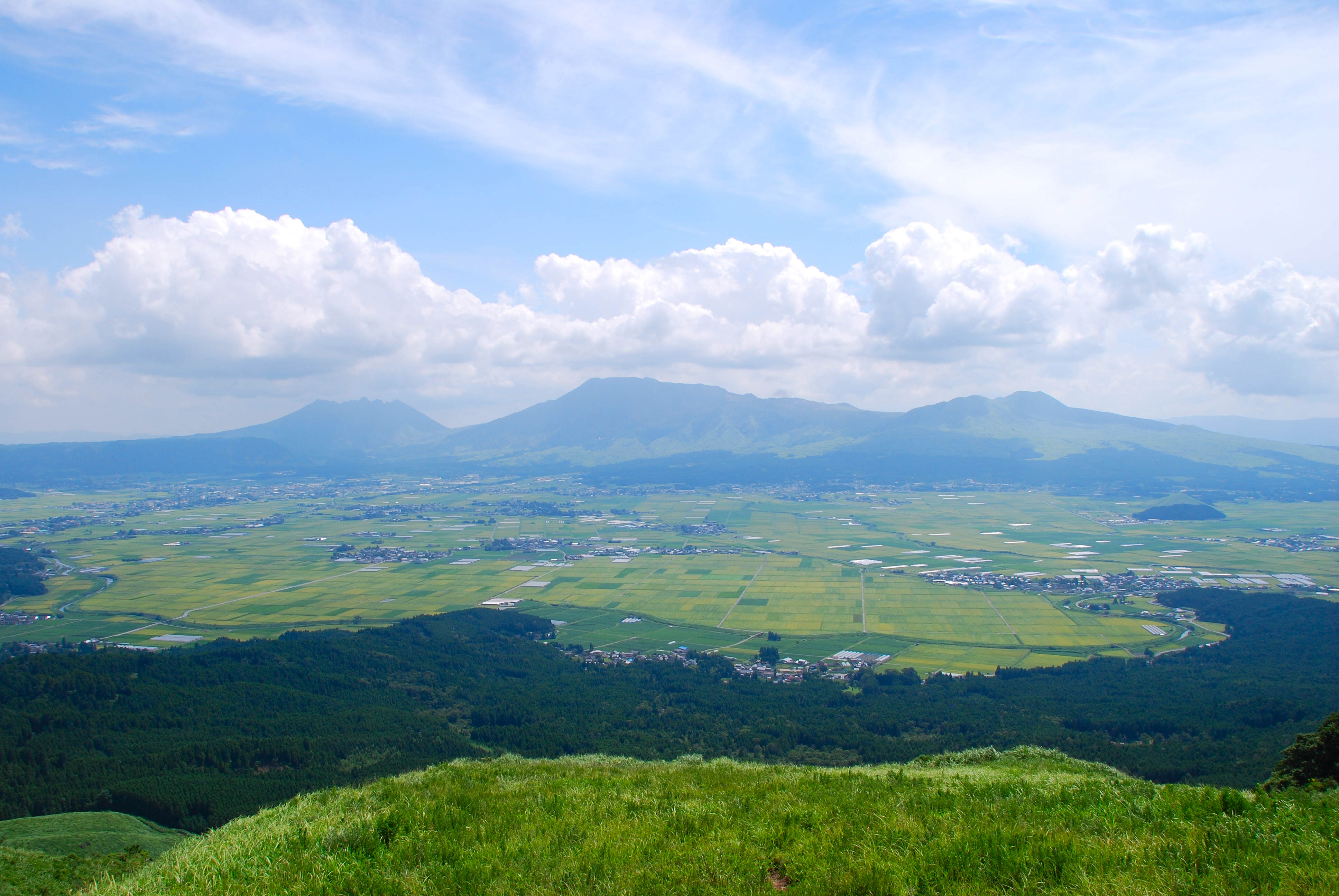
阿蘇外輪山と白川水源、一心行の桜を巡るみち

### 大分県
- 日出城下町、城上絶景のみち

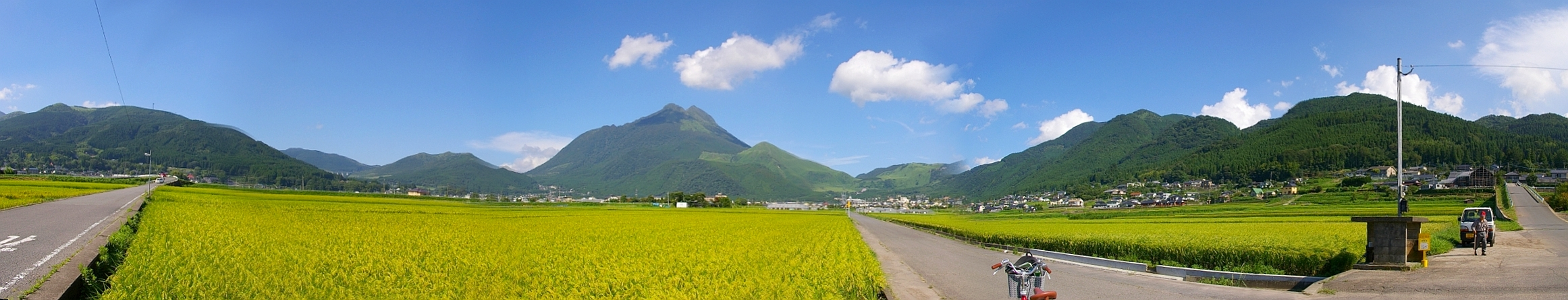
湯布院田園のみち
- リアス式海岸・四浦半島海辺のみち
- 坂道の城下町きつき探訪と水辺のみち
- 清流と石橋散策のみち
- 竹田御城下・石橋と入田湧水群を巡るみち
- 久住高原・北瀧ロマン街道
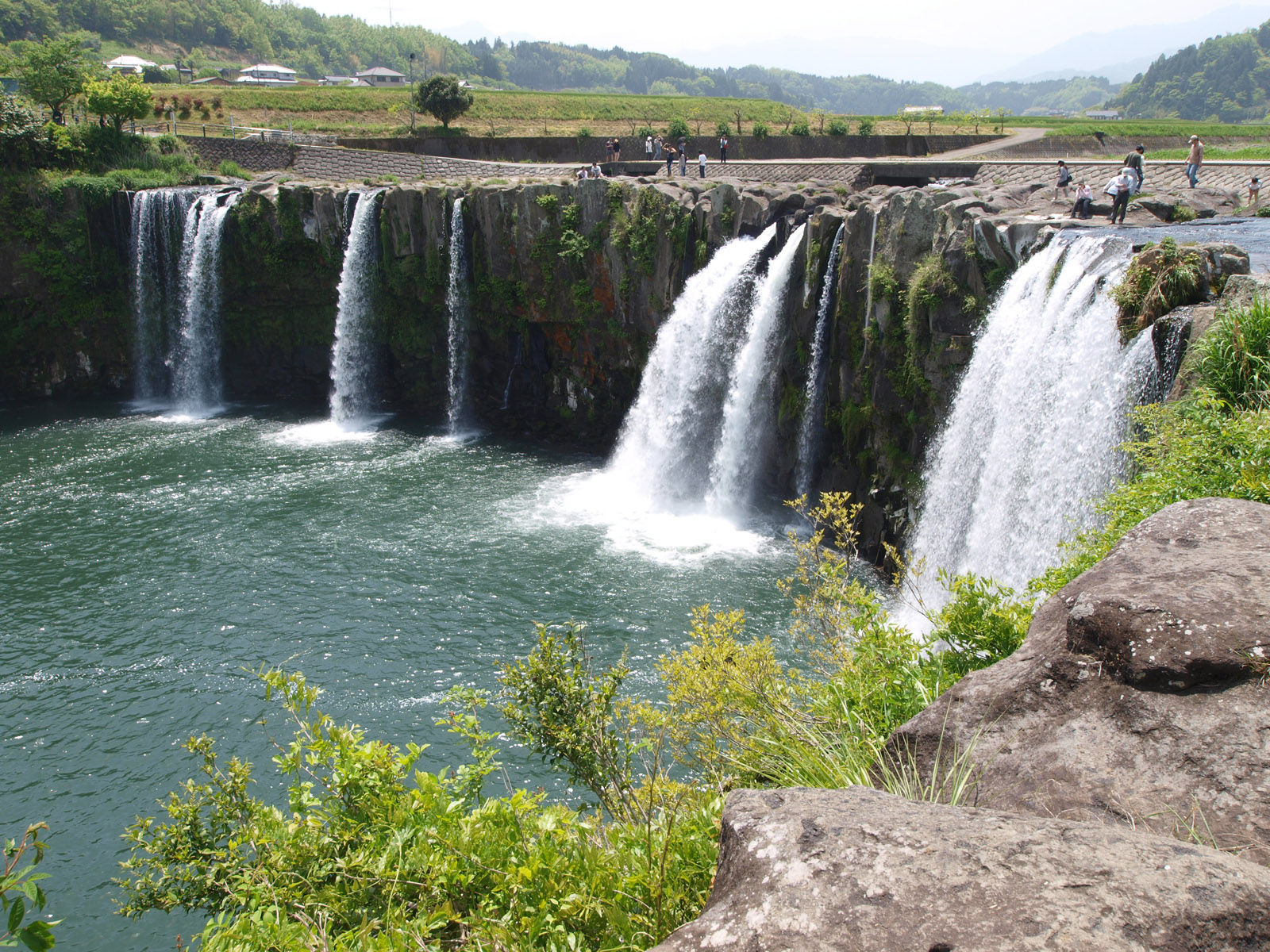
滝と石仏、水車通り
- 温泉と花のんびり散策路
- 三重の桜並木と市場通り
- 歴史と文学寿司のみち

- 湯布院田園のみち
- 滝と石仏、水車通り

### 宮崎県

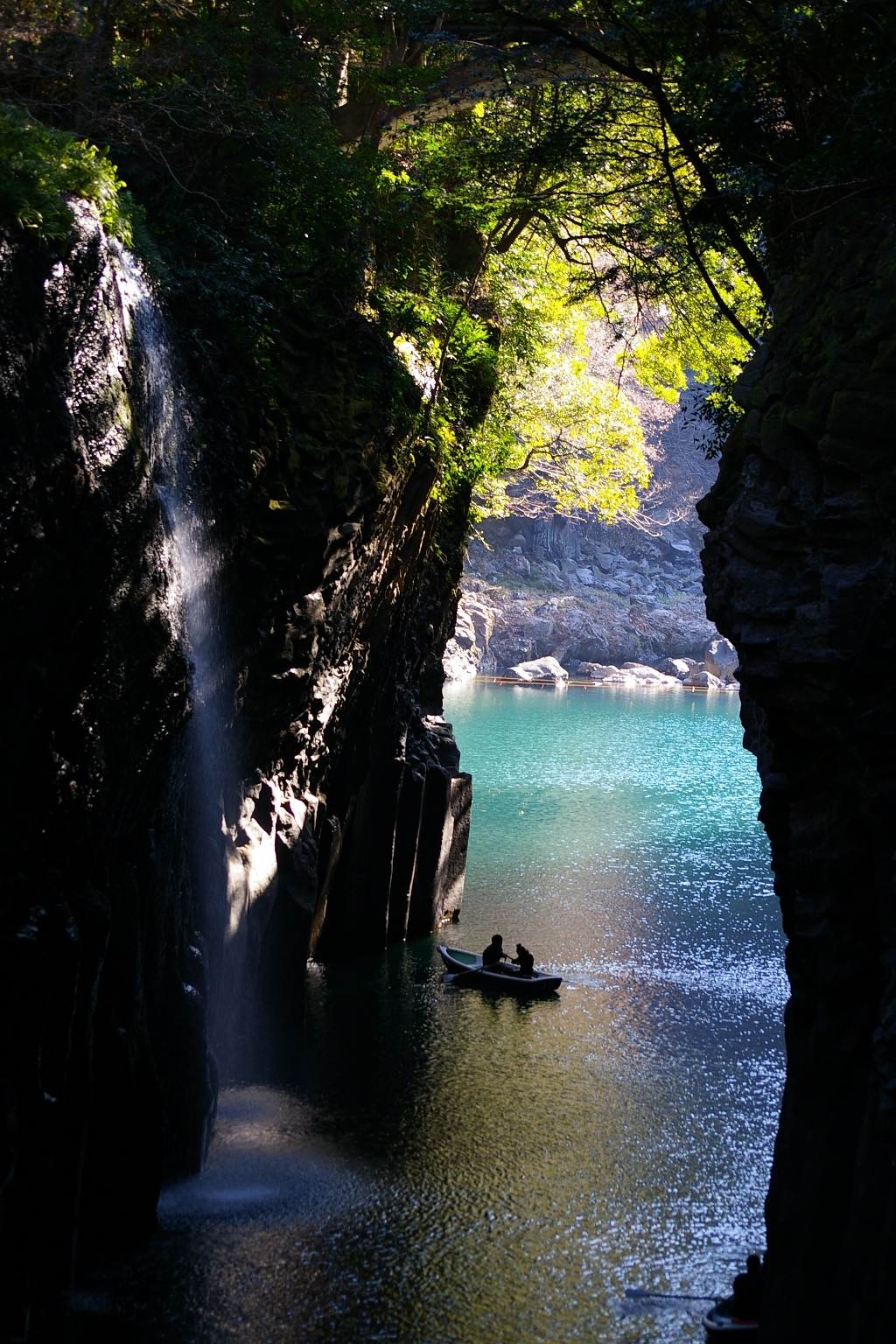
高千穂峡を巡るみち

- サンマリンのみち
- 都城・桜と甌穴を訪ねるみち
- 延岡展望・愛宕山のみち
- 美々津の町並みと太平洋パノラマのみち
- 照葉樹林都市・綾、探訪のみち
- ひむかの国・宮崎、神話の里を巡るみち
- えびの高原池めぐり、自然とふれあうみち
- 高千穂峡を巡るみち
- 小林の陰陽石・三之宮峡を巡るみち
- 南国都井岬、癒しのみち

- 高千穂峡を巡るみち

### 鹿児島県
- 火の島桜島・溶岩なぎさのみち

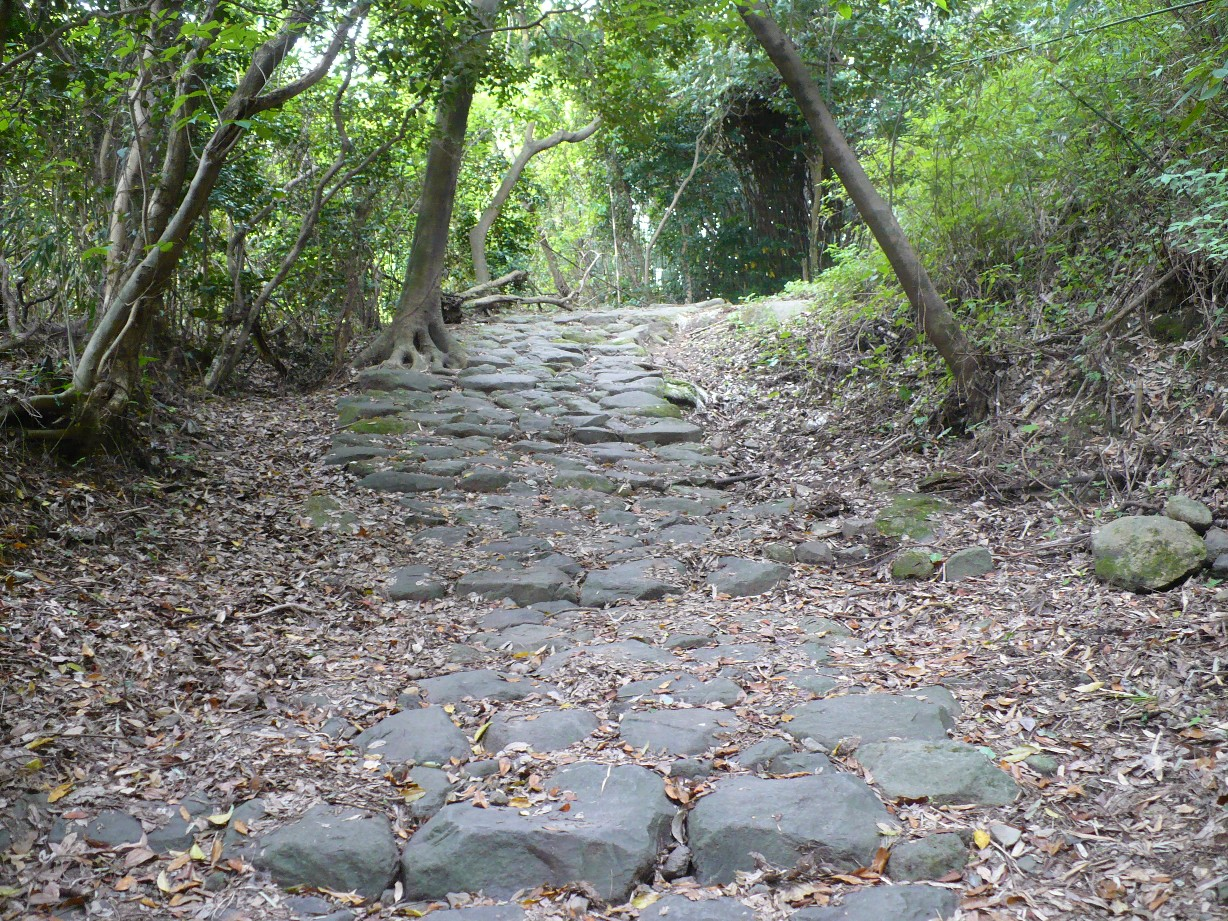
薩摩街道・白銀坂をたどるみち
- 出水・鶴の里を巡るみち
- 竜馬ハネムーンロード
- 池田湖畔の菜の花ロード
- 串木野の歴史をたどる、冠岳のみち
- 霧島・中岳山麓の自然探勝のみち
- 財部・悠久の森のみち
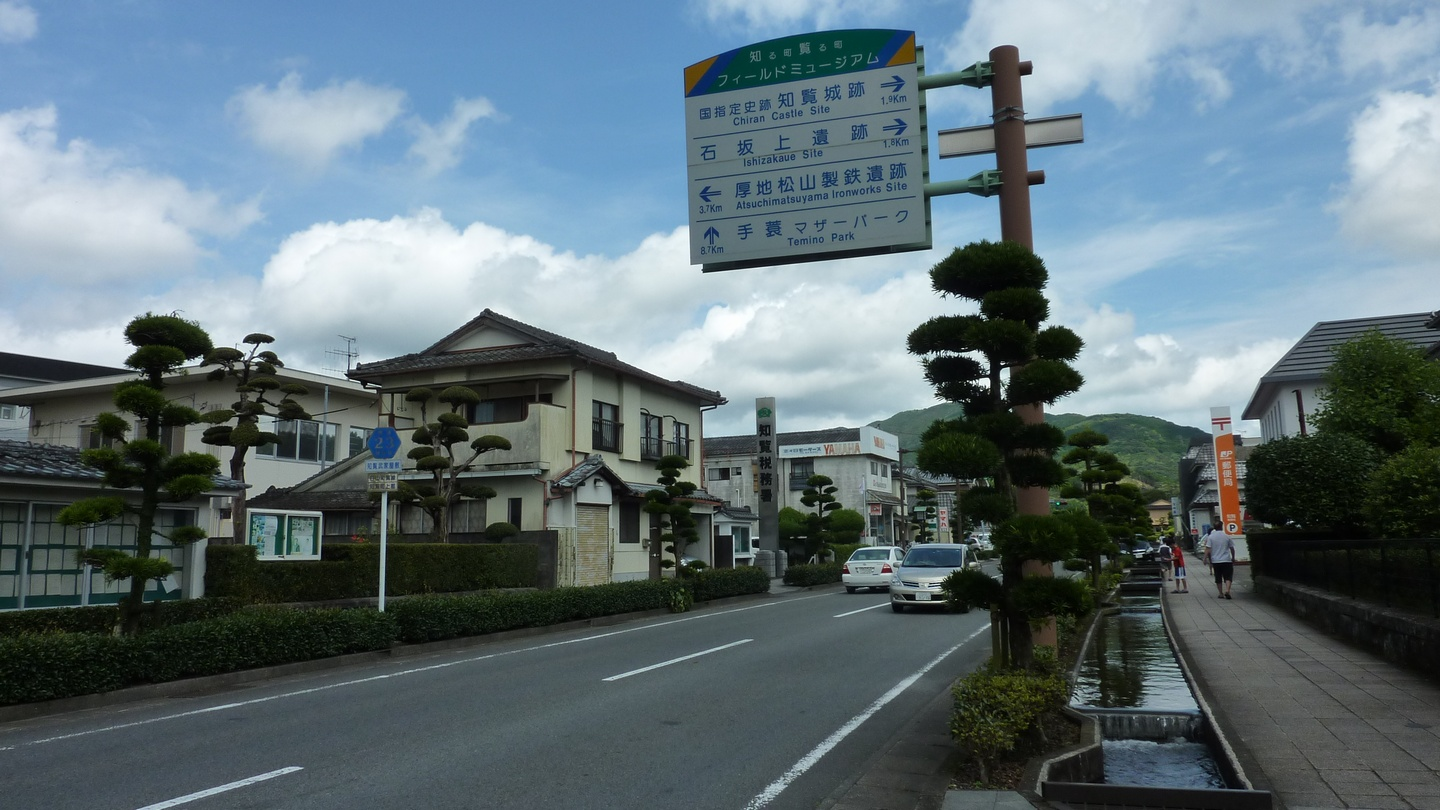
薩摩の小京都・知覧、鯉の泳ぐみち
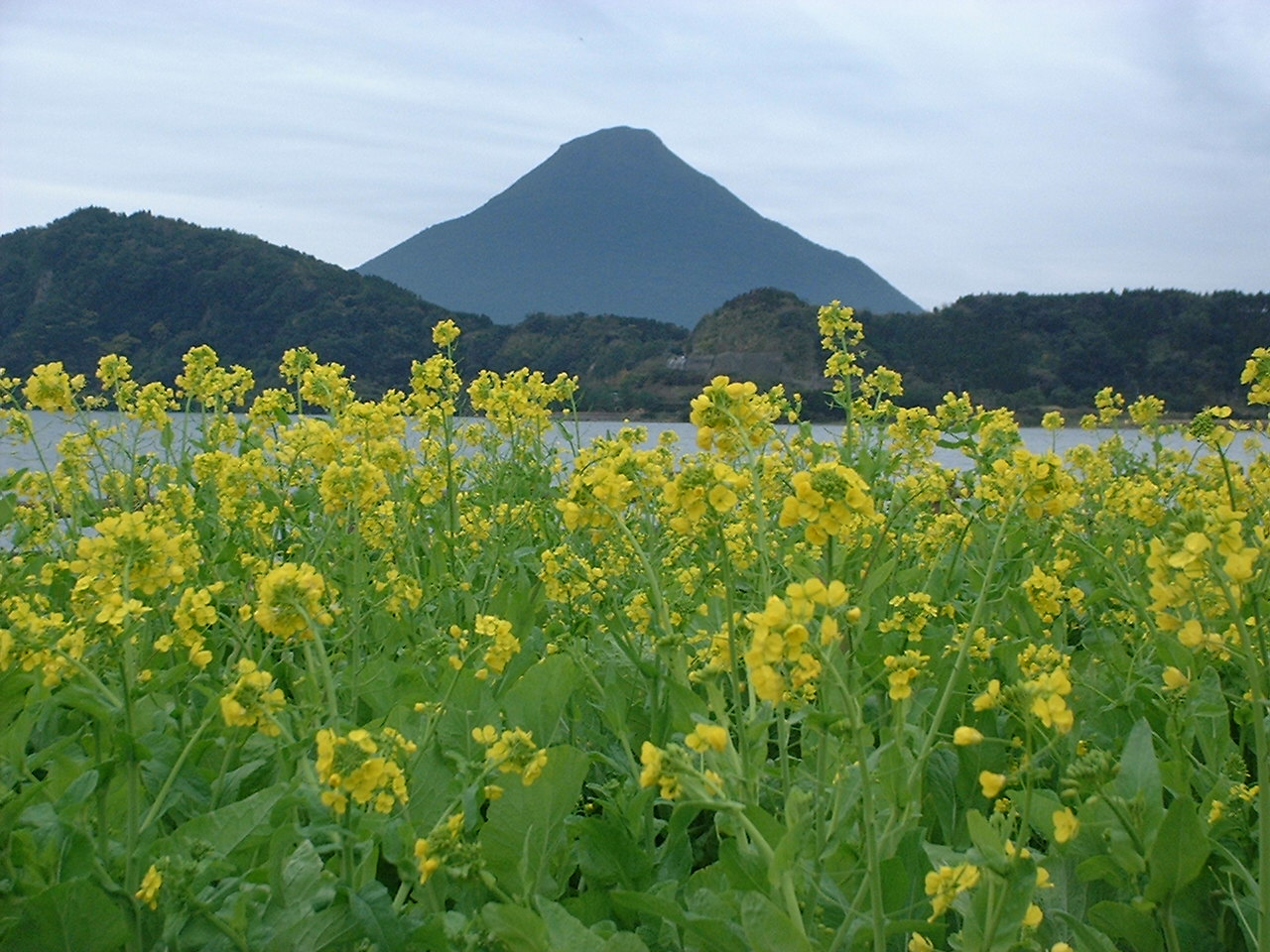
菜の花と潮騒、開聞岳を望むみち
- 世界遺産・超自然の屋久島探訪のみち

- 薩摩街道・白銀坂をたどるみち
- 薩摩の小京都・知覧、鯉の泳ぐみち
- 菜の花と潮騒、開聞岳を望むみち

### 沖縄県
- 琉球王朝・首里の昔道をたどるみち
- 竹富島・星砂の島、牛車と歩くみち
- 世界遺産グスクのふるさとのみち（北中城）
- 与那原・東御廻い（アガリウマー）歴史のみち
- 宮古島・東平安名崎眺望のみち
- 本部・備瀬の福木並木みち
- 久米島・五枝の松から比屋定バンタを探訪のみち
- 国頭村・やんばるの森林公園のみち
- てだこのまち、浦添城址を巡るみち
- やんばる名護城址・緋桜のみち
- 糸満・平和の礎（いしじ）を巡るみち

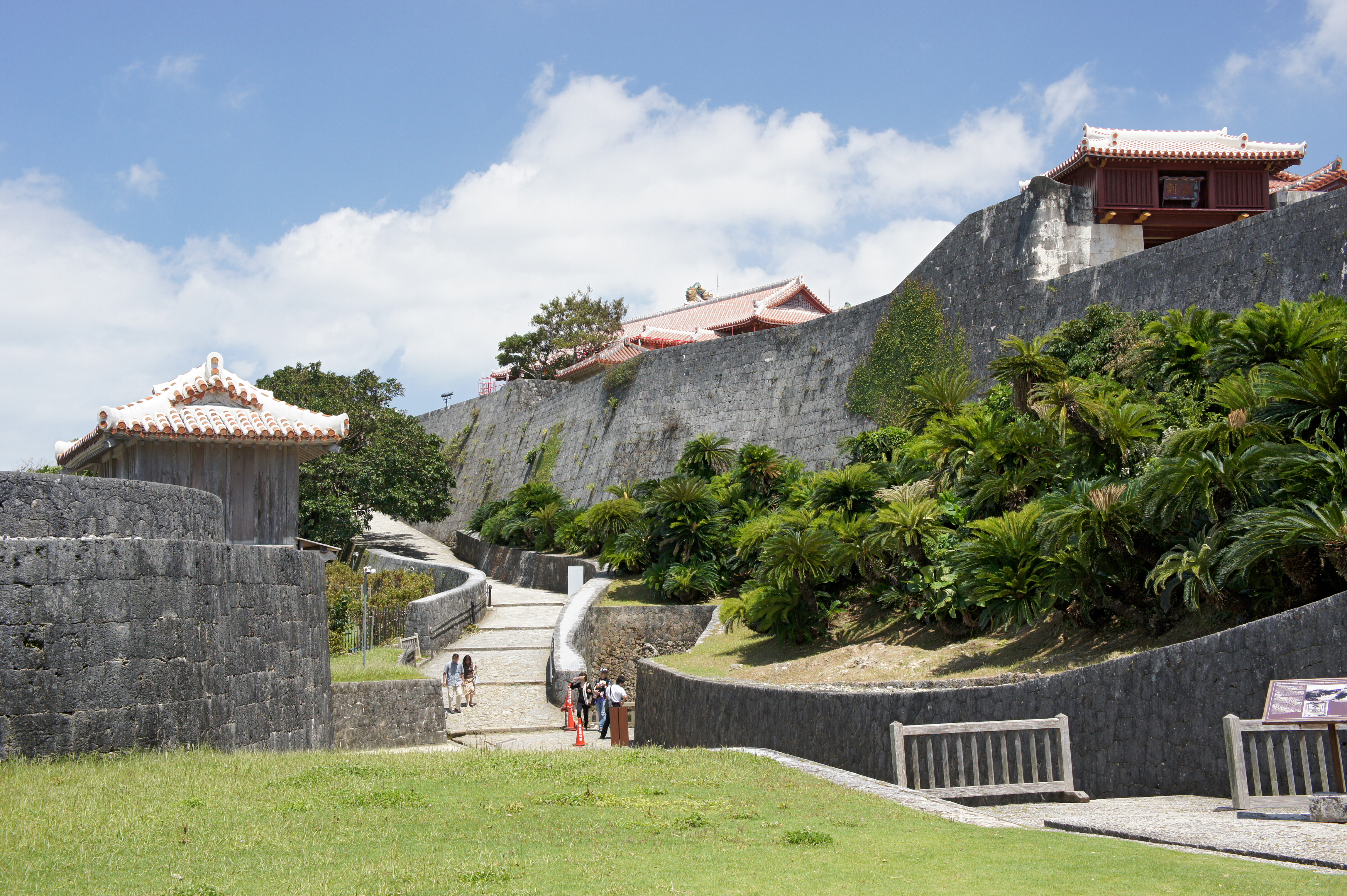
琉球王朝・首里の昔道をたどるみち
世界遺産グスクのふるさとのみち（北中城）
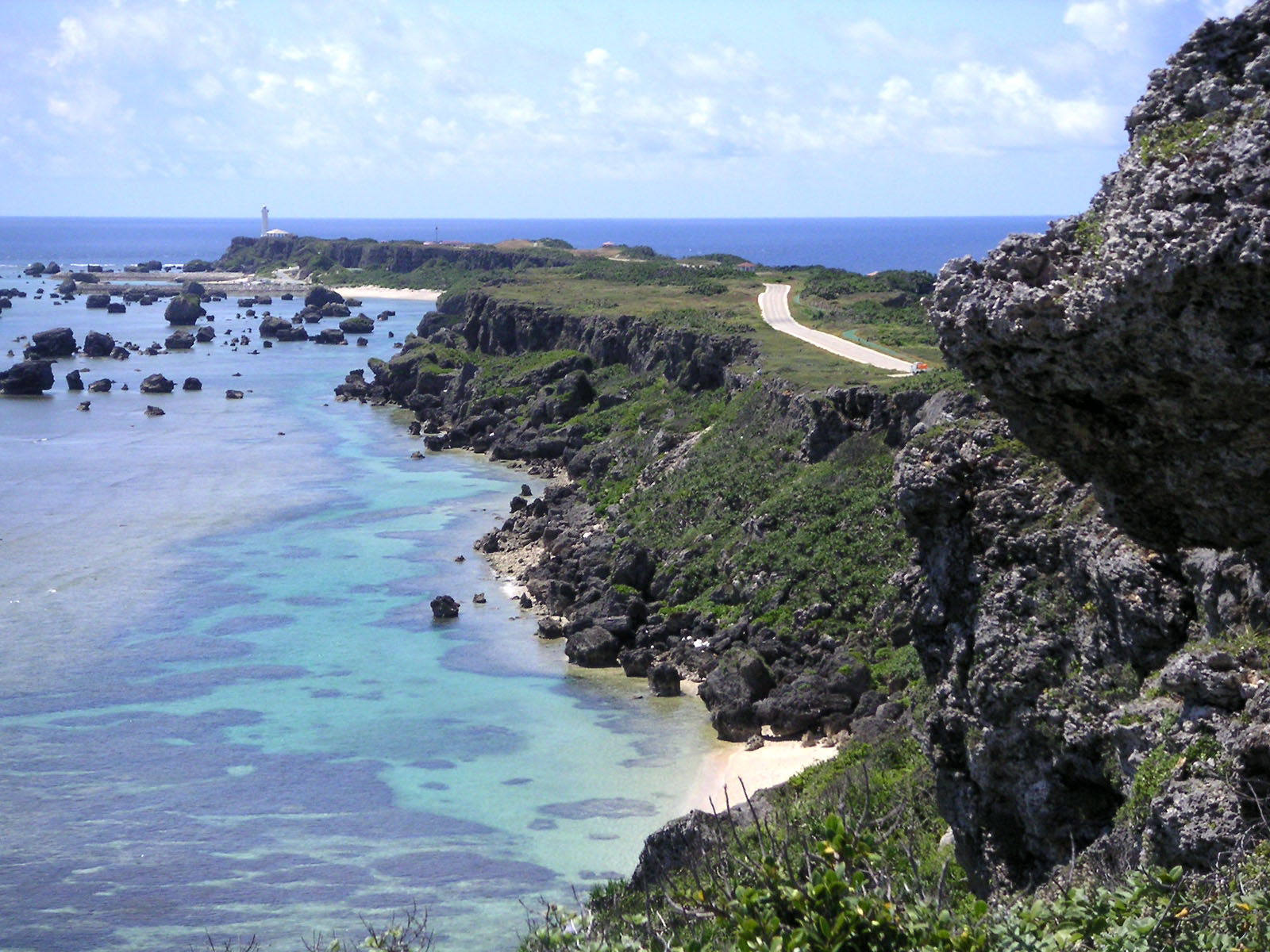
宮古島・東平安名崎眺望のみち